# Lista de peixes do Brasil
|  | Lista de anfíbios do Brasil |  | Lista de aves do Brasil |  | Lista de mamíferos do Brasil |  | Lista de peixes do Brasil |  | Lista de répteis do Brasil |  | Lista de dinossauros do Brasil |  |

Esta é uma lista de peixes do Brasil. O país contém cerca de 2.587 espécies de peixes de água doce e 1.298 descritas para o ambiente marinho.

## Myxini

### Myxiniformes

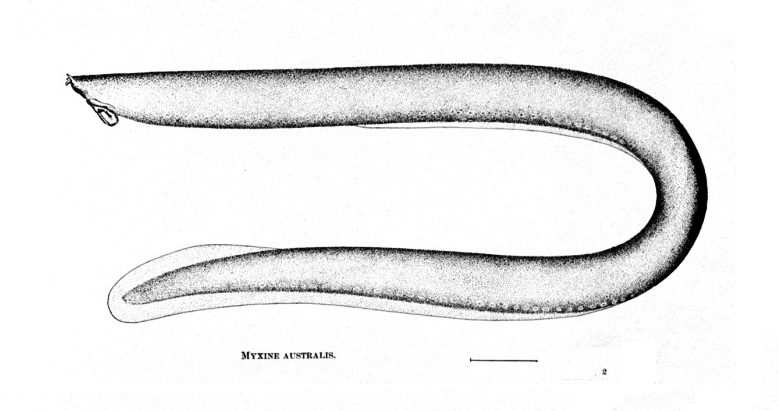
Myxine australis

Família Myxinidae
Subfamília Myxininae
- Myxine australis[3] (Jenyns, 1842)
- Myxine sotoi[3] (Mincarone, 2001)
- Nemamyxine kreffti[3] (McMillan & Wisner, 1982)

Subfamília Eptatretinae
- Eptatretus menezesi[3] (Mincarone, 2000)
- Eptatretus multidens[3] (Fernholm & Hubbs, 1981)

## Holocephali

### Chimaeriformes
Família Callorhinchidae

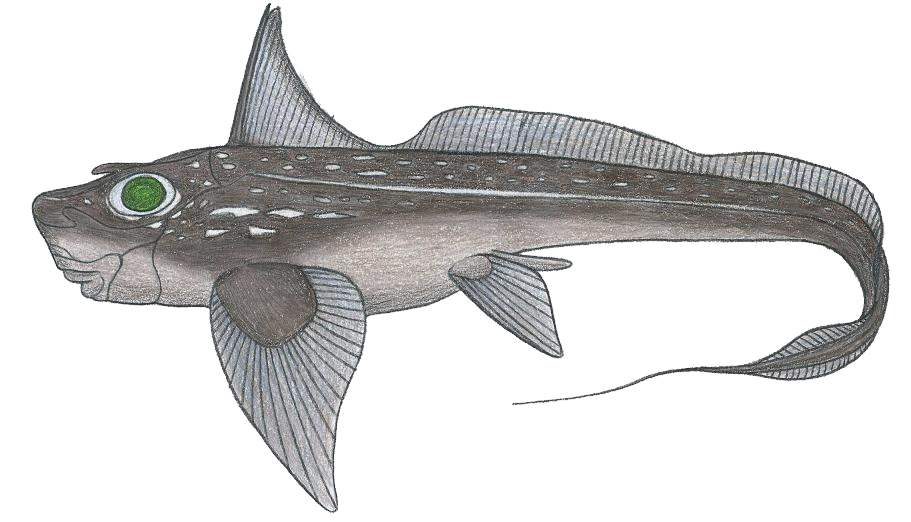
Hydrolagus matallanasi

- Callorhinchus callorynchus (Linnaeus, 1758)

Família Rhinochimaeridae
- Harriotta raleighana (Goode & Bean, 1895)

Família Chimaeridae
- Hydrolagus matallanasi (Soto, 2001)

## Elasmobranchii

### Hexanchiformes

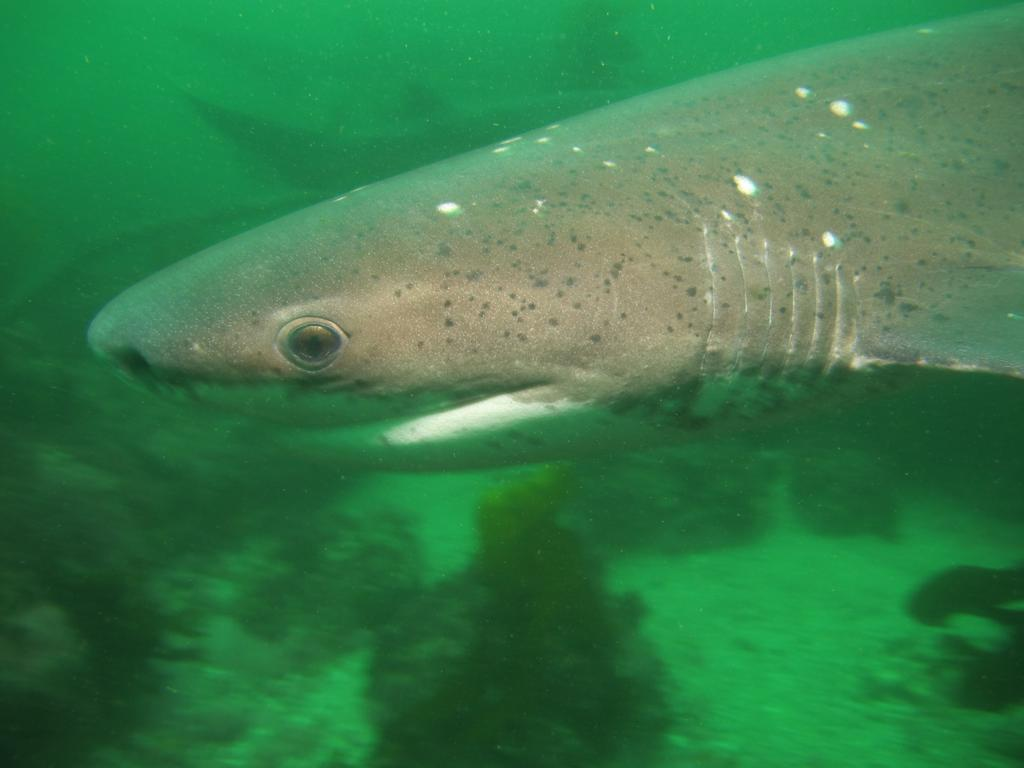
Cação-bruxa

Família Hexanchidae
- Heptranchias perlo[4] (Bonnaterre, 1788) - Tubarão-de-sete-guelras
- Hexanchus griseus (Bonnaterre, 1788) - Tubarão-de-seis-guelras

Família Notorynchidae
- Notorynchus cepedianus (Perón, 1807) - Cação-bruxa

### Squaliformes
Família Echinorhinidae

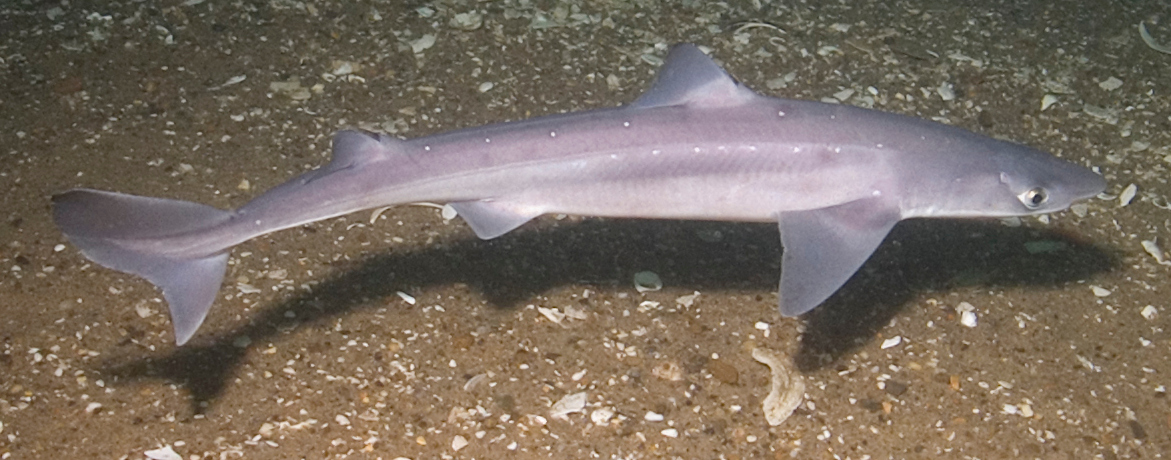
Cação-espinho

- Echinorhinus brucus (Bonnaterre, 1788) - Peixe-prego

Família Squalidae
- Cirrhigaleus asper (Merrett, 1973) - Cação-bagre
- Squalus acanthias (Linnaeus, 1758) - Cação-espinho
- Squalus blainville (Risso, 1826) - Galhudo
- Squalus cubensis (Linnaeus, 1758) - Galhudo-cubano
- Squalus megalops[4] (Macleay, 1881) - Cação-gato
- Squalus mitsukurii[4] (Jordan & Snyder in Jordan & Fowler, 1903) - Tubarão-bagre

Família Centrophoridae

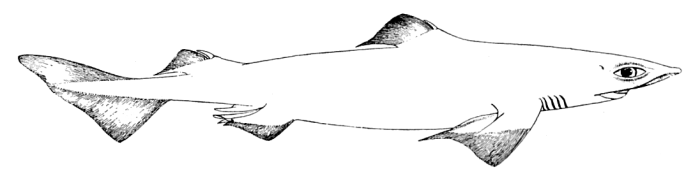
Cação-bagre-de-fundo

- Centrophorus granulosus (Bloch & Schneider, 1801) - Cação-bagre-de-fundo

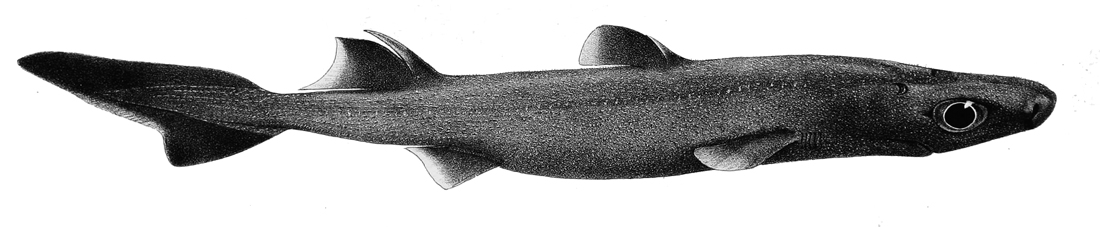
Tubarão-vagalume-do-sul

Família Etmopteridae
- Etmopterus bigelowi[4] (Shirai & Tashikawa, 1993) - Cação-lanterna
- Etmopterus gracilispinis[4] (Krefft, 1968)
- Etmopterus granulosus (Günther, 1880) - Tubarão-vagalume-do-sul
- Etmopterus hillianus (Poey, 1861)
- Etmopterus lucifer[4] (Jordan & Snyder, 1902)
- Etmopterus pusillus (Lowe, 1839) - Xarinha-preta

Família Dalatiidae

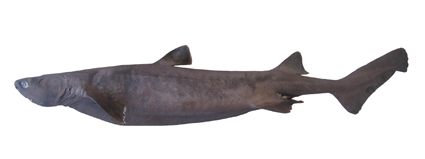
Tubarão-lixa-negro

- Dalatias licha (Bonnaterre, 1788) - Tubarão-lixa-negro
- Euprotomicrus bispinatus (Quoy & Gaimard, 1824) - Tubarão-pigmeu
- Isistius brasiliensis (Quoy & Gaimard, 1824) - Tubarão-charuto
- Isistius plutodus (Garrick & Springer, 1964)
- Squaliolus laticaudus[4] (Smith & Radcliffe in Smith, 1912) - Tubarão-anão

Família Somniosidae

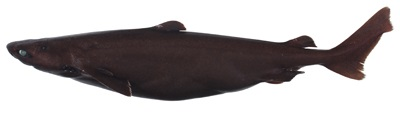
Carocho

- Centroscymnus coelolepis (Bocage & Capello, 1864) - Carocho
- Centroscymnus cryptacanthus (Regan, 1906) - Tubarão-negro
- Somniosus microcephalus (Bloch & Schneider, 1801) - Tubarão-da-groenlândia
- Somniosus pacificus (Bigelow & Schroeder, 1944) - Tubarão-dormedor-do-pacífico

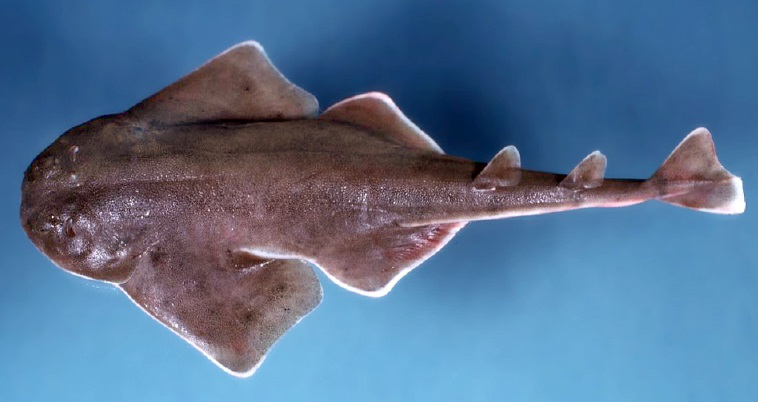
Cação-anjo-do-atlântico

- Zameus squamulosus (Günther, 1877)

### Squatiniformes

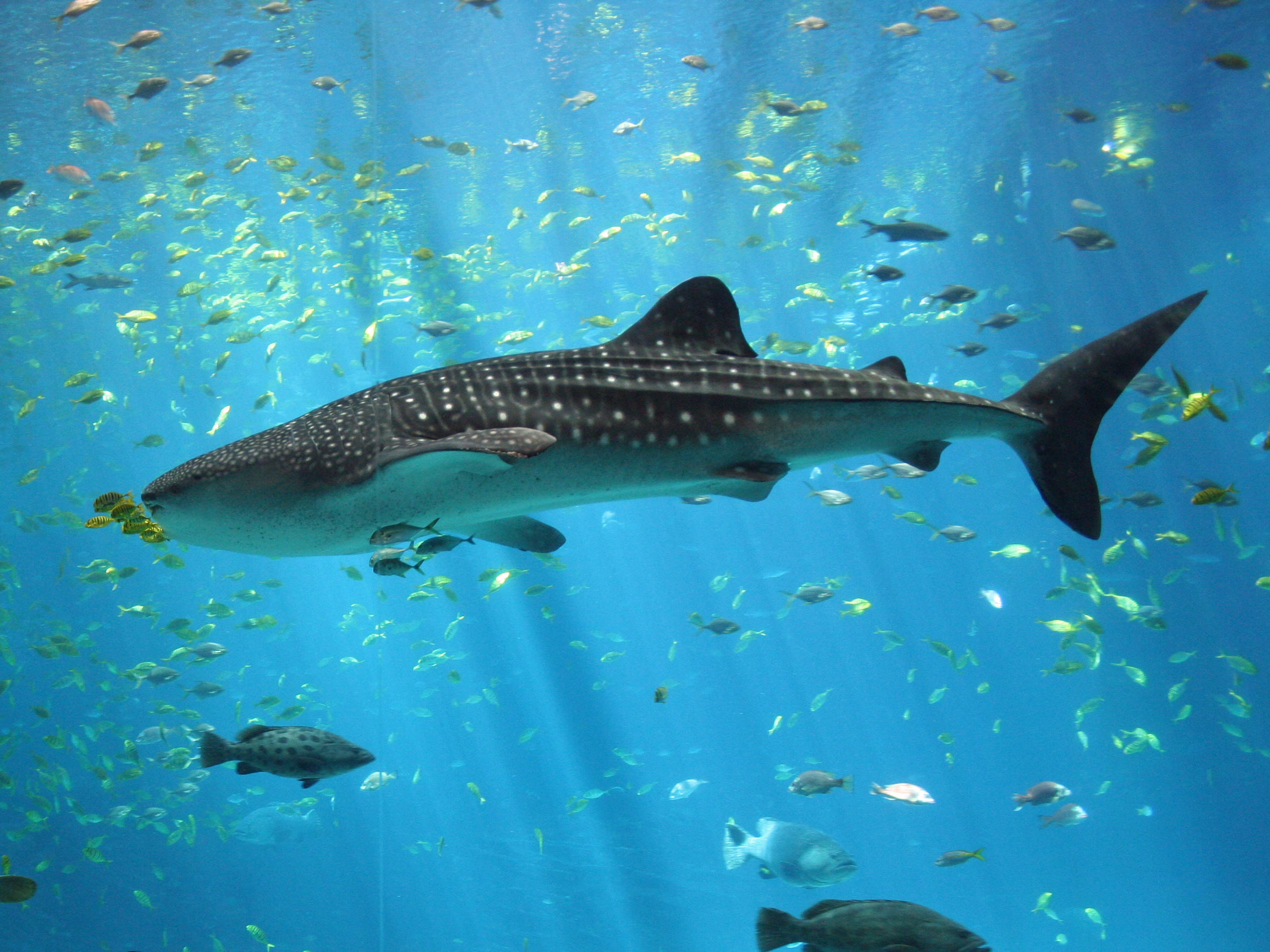
Tubarão-baleia

Família Squatinidae
- Squatina argentina[4] (Marini, 1930) - Cação-anjo-asa-longa
- Squatina dumeril (Lesueur, 1818) - Cação-anjo-do-atlântico
- Squatina guggenheim[4] (Marini, 1936) - Cação-anjo-espinhoso
- Squatina occulta (Vooren & Silva, 1992) - Cação-anjo-asa-curta
- Squatina punctata[4] (Marini, 1936) - Cação-anjo-angular

### Orectolobiformes

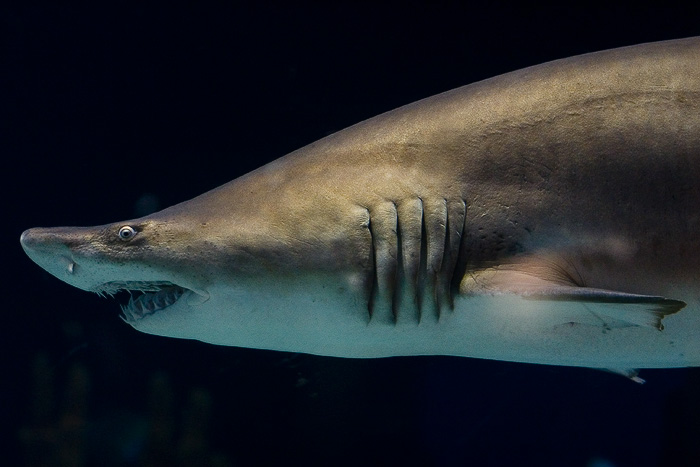
Tubarão-touro

Família Ginglymostomatidae
- Ginglymostoma cirratum (Bonnaterre, 1788) - Tubarão-lixa

Família Rhincodontidae
- Rhincodon typus[5] (Smith, 1828) - Tubarão-baleia

### Lamniformes
Família Odontaspididae
- Carcharias taurus (Rafinesque, 1810) - Tubarão-touro
- Odontaspis ferox (Risso, 1810) - Tubarão-tigre-de-areia
- Odontaspis noronhai (Maul, 1955) - Mangona-de-fundo

Família Mitsukurinidae
- Mitsukurina owstoni (Jordan, 1898) - Tubarão-duende

Família Pseudocarchariidae

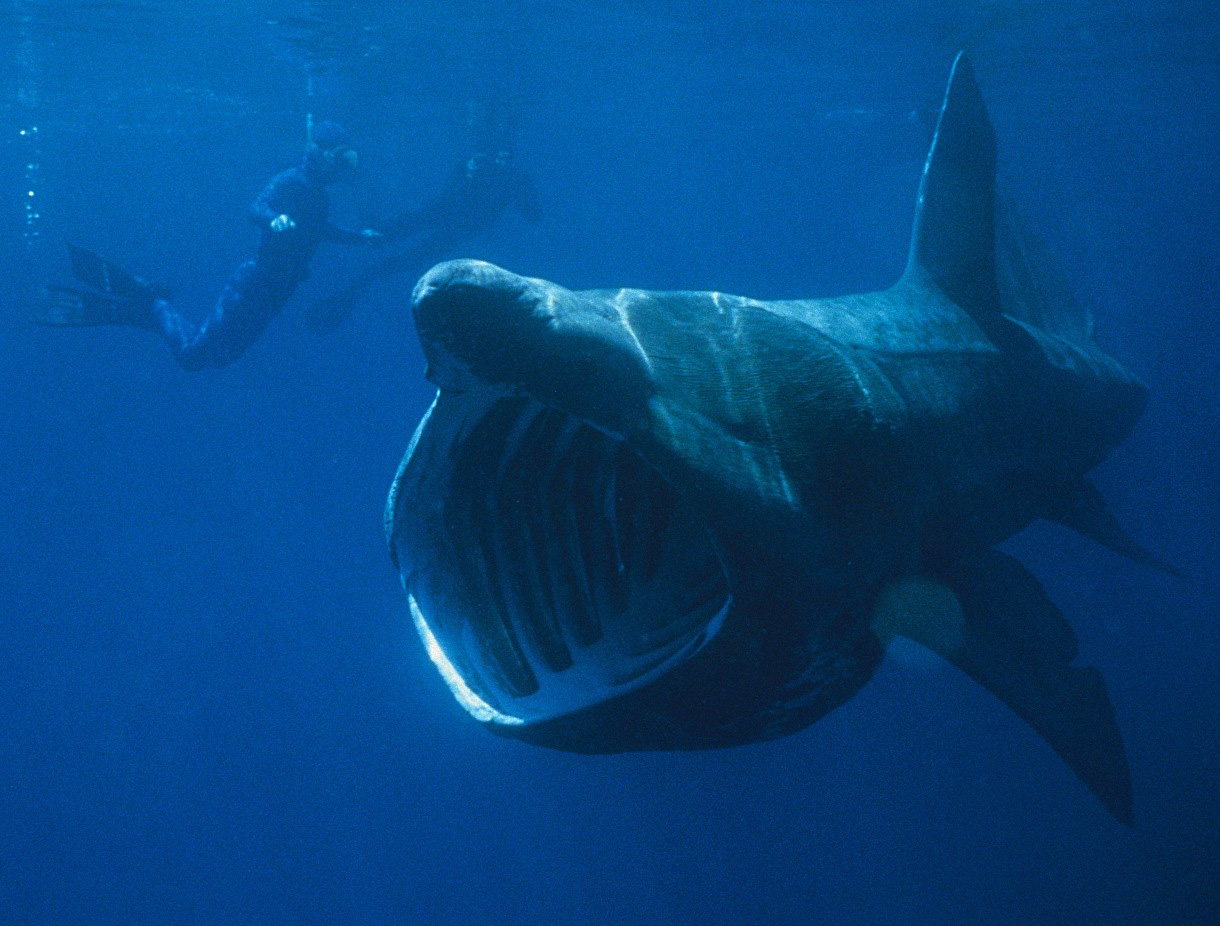
Tubarão-elefante

- Pseudocarcharias kamoharai (Matsubara, 1936) - Tubarão-crocodilo

Família Megachasmidae
- Megachasma pelagios (Taylor, Compagno & Struhsaker, 1983) - Tubarão-boca-grande

Família Alopiidae
- Alopias superciliosus (Lowe, 1839) - Tubarão-raposa-de-olho-grande
- Alopias vulpinus (Bonnaterre, 1788) - Tubarão-raposa

Família Cetorhinidae

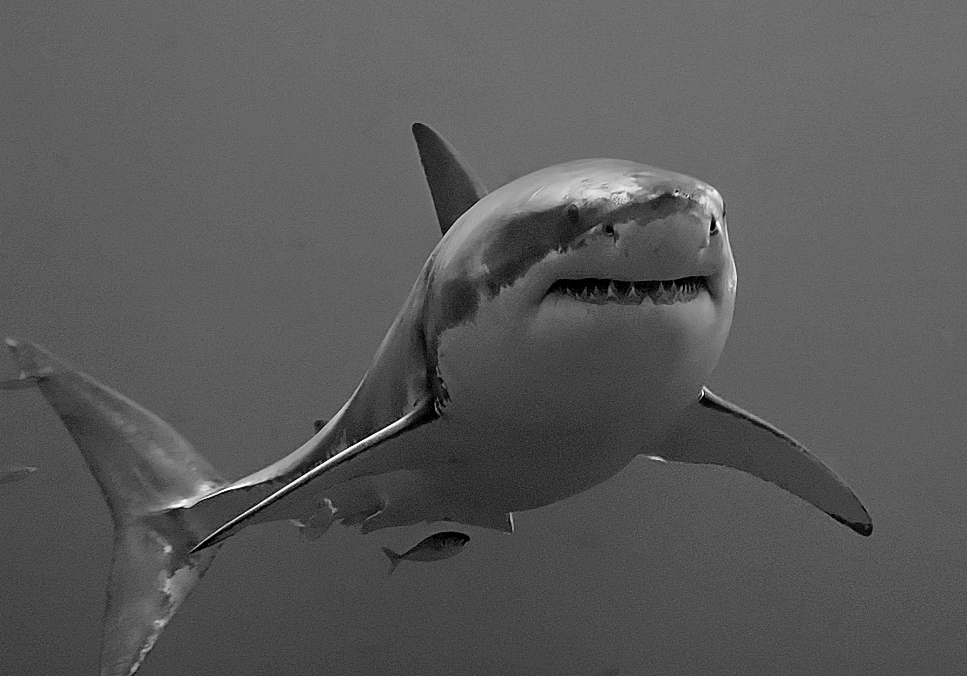
Tubarão-branco

- Cetorhinus maximus (Gunnerus, 1765) - Tubarão-elefante

Família Lamnidae
- Carcharodon carcharias (Linnaeus, 1758) - Tubarão-branco
- Isurus oxyrinchus[6] (Rafinesque, 1810) - Tubarão-anequim
- Isurus paucus (Guitart Manday, 1966) - Anequim-preto
- Lamna nasus (Bonnaterre, 1788) - Tubarão-golfinho

### Carcharhiniformes

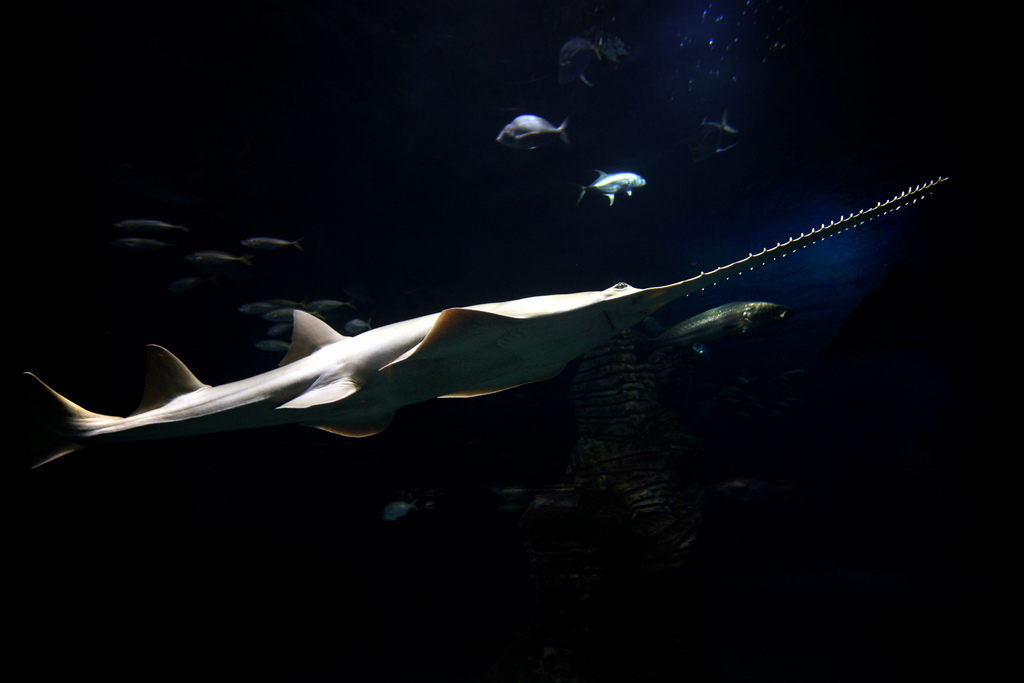
Peixe-serra Pristis pectinata

Família Pseudotriakidae

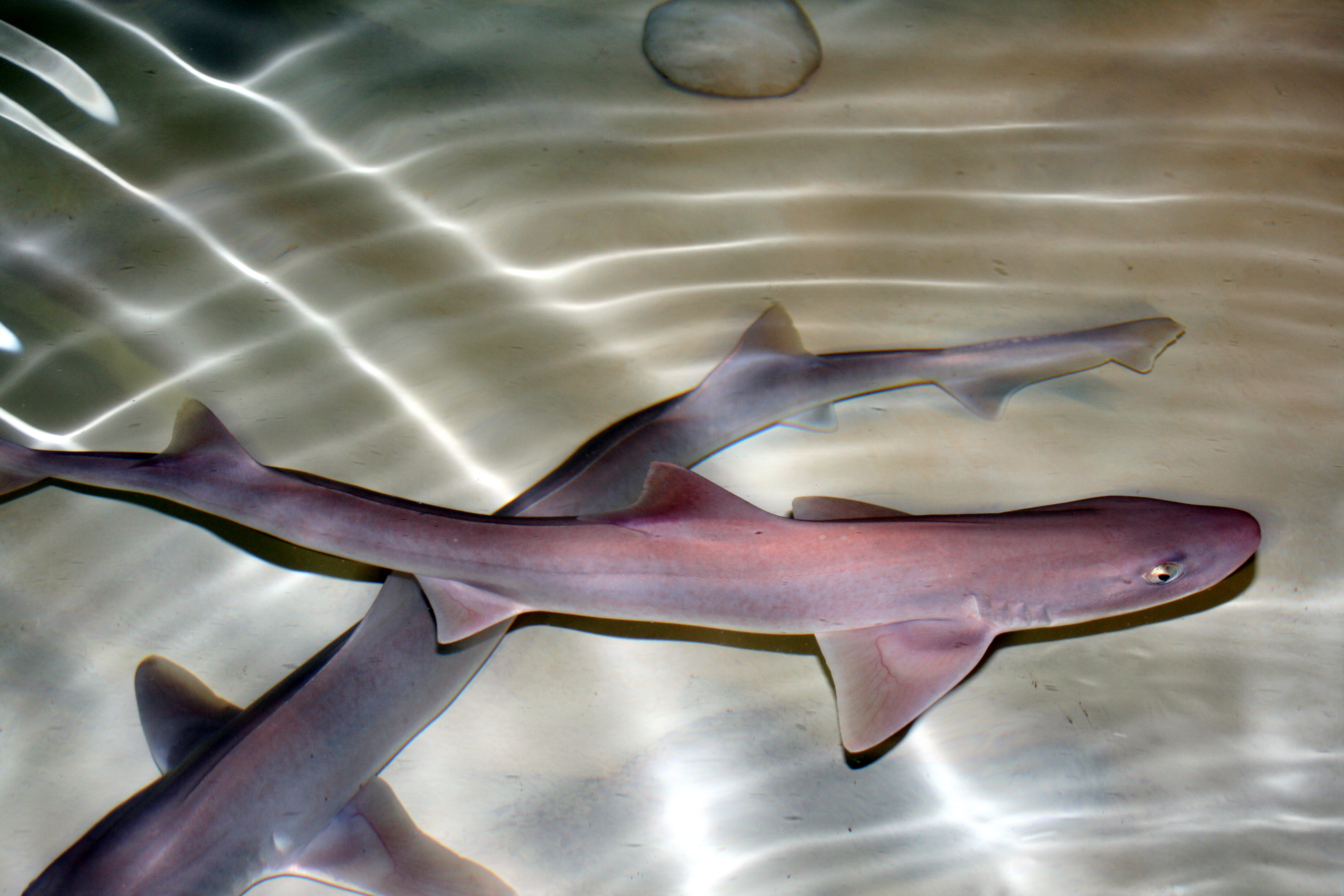
Cação-cola-fina

- Pseudotriakis microdon (Capello, 1868)

Família Triakidae
- Galeorhinus galeus[4] (Linnaeus, 1758) - Cação-bico-de-cristal
- Mustelus canis[4] (Mitchill, 1815) - Cação-cola-fina
- Mustelus fasciatus (Garman, 1913) - Cação-listrado
- Mustelus higmani (Springer & Lowe, 1963) - Cação-diabo
- Mustelus norrisi (Springer, 1939 ) - Caçonete
- Mustelus schmitti[4] (Springer, 1939) - Cação-bico-doce

Família Scyliorhinidae
- Apristurus parvipinnis (Springer & Heemstra in Springer, 1979) - Tubarão-gato-escuro
- Galeus mincaronei[4] (Soto, 2001) - Cação-lagarto
- Parmaturus angelae[7] (Araújo Soares et al., 2019)
- Schroederichthys bivius (Müller & Henle, 1838)
- Schroederichthys saurisqualus[4] (Soto, 2001) - Cação-lagartixa
- Schroederichthys tenuis (Springer, 1966) - Cação-lagartixa-do-norte
- Scyliorhinus besnardi (Springer & Sadowsky, 1970)
- Scyliorhinus haeckelii[4] (Miranda-Ribeiro, 1907) - Cação-gato-pintado

Família Carcharhinidae

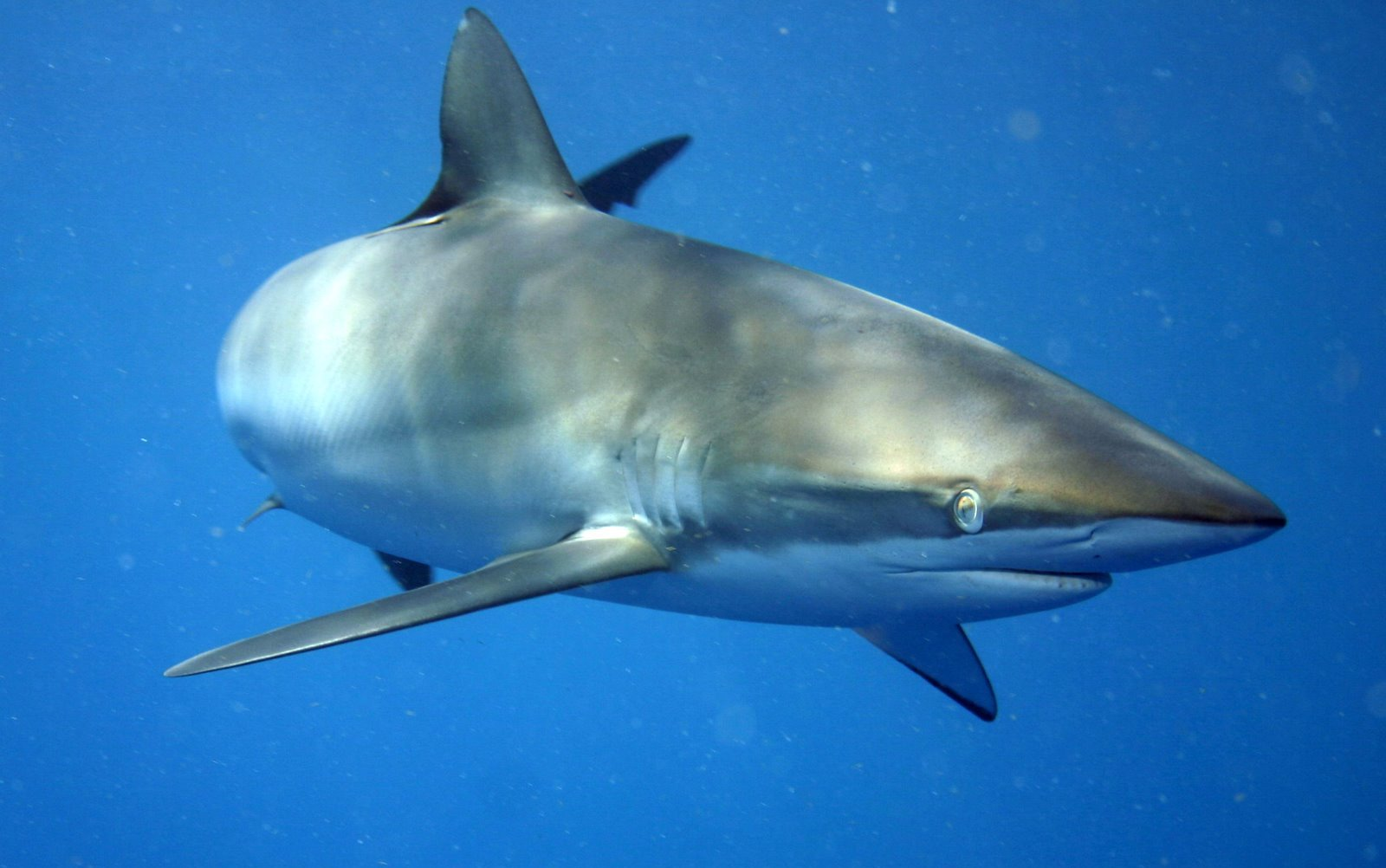
Tubarão-lombo-preto

- Carcharhinus acronotus (Poey, 1860) - Tubarão-flamengo
- Carcharhinus altimus (Springer, 1950) - Cação-narigudo
- Carcharhinus brachyurus (Günther,1870) - Cação-baleeiro
- Carcharhinus brevipinna (Müller & Henle, 1839)  - Tubarão-galha-preta
- Carcharhinus falciformis (Müller & Henle, 1839) - Tubarão-lombo-preto
- Carcharhinus galapagensis (Snodgrass & Heller, 1905) - Tubarão-de-galápagos

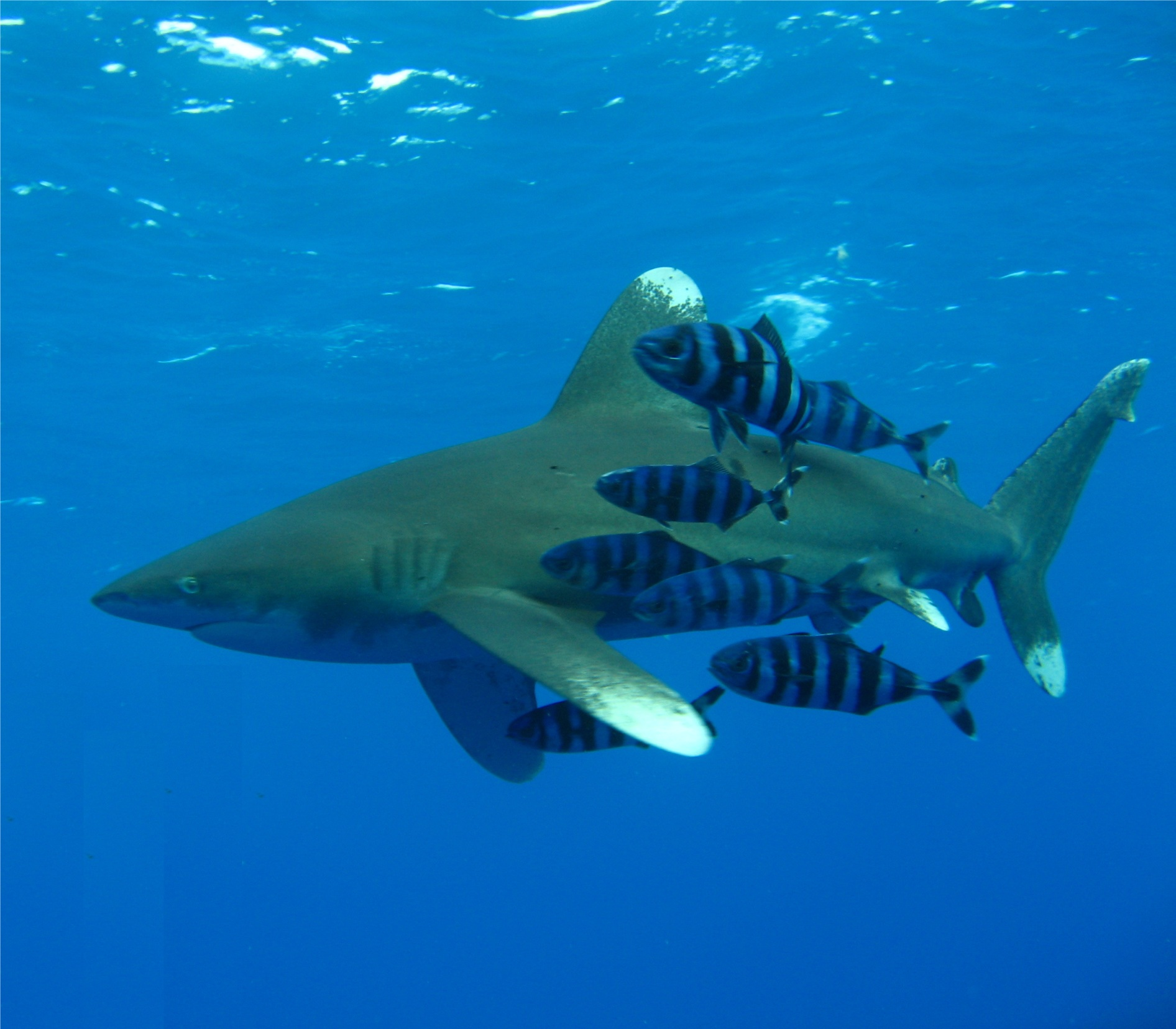
Tubarão-galha-branca

- Carcharhinus isodon (Müller & Henle, 1839) - Cação-dente-liso
- Carcharhinus leucas (Müller & Henle, 1839) - Tubarão-cabeça-chata
- Carcharhinus limbatus (Müller & Henle, 1839) - Tubarão-salteador
- Carcharhinus longimanus (Poey, 1861) - Tubarão-galha-branca
- Carcharhinus obscurus (Lesueur, 1818) - Tubarão-fidalgo
- Carcharhinus perezi (Poey, 1876) - Cação-coralino
- Carcharhinus plumbeus (Nardo, 1827) - Tubarão-galhudo
- Carcharhinus porosus (Ranzani, 1839) - Cação-azeiteiro
- Carcharhinus signatus[4] (Poey, 1868) - Tubarão-toninha

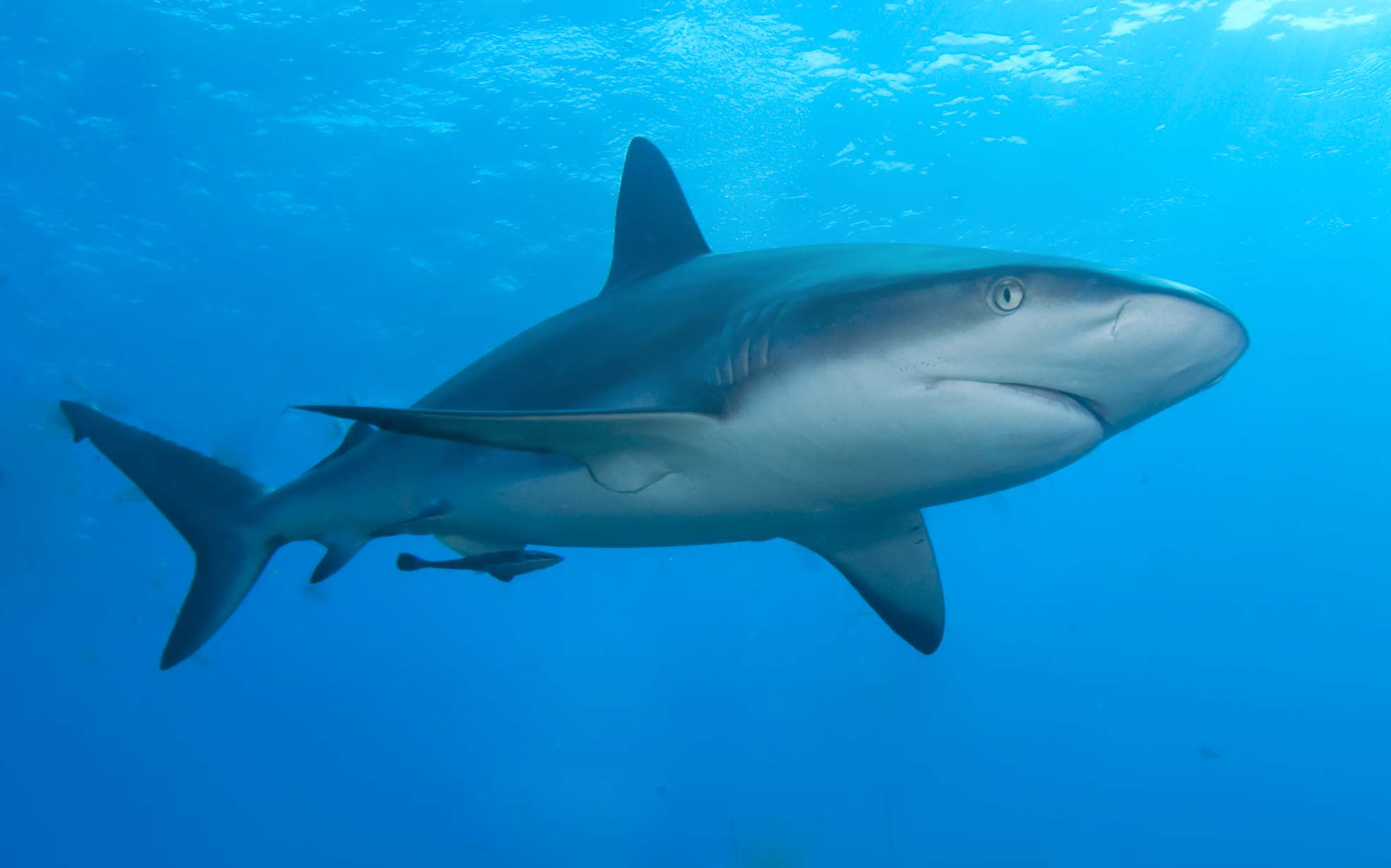
Cação-coralino

- Galeocerdo cuvier (Péron & Lesueur in Lesueur, 1822) - Tubarão-tigre
- Isogomphodon oxyrhynchus (Péron & Lesueur in Lesueur, 1822) - Tubarão-quati
- Negaprion brevirostris (Poey, 1868) - Tubarão-limão
- Prionace glauca[6] (Linnaeus, 1758) - Tubarão-azul
- Rhizoprionodon lalandii (Müller & Henle, 1839) - Cação-frango
- Rhizoprionodon porosus (Poey, 1861) - Tubarão-pintadinho
- Rhizoprionodon terraenovae (Richardson, 1836)

Família Sphyrnidae

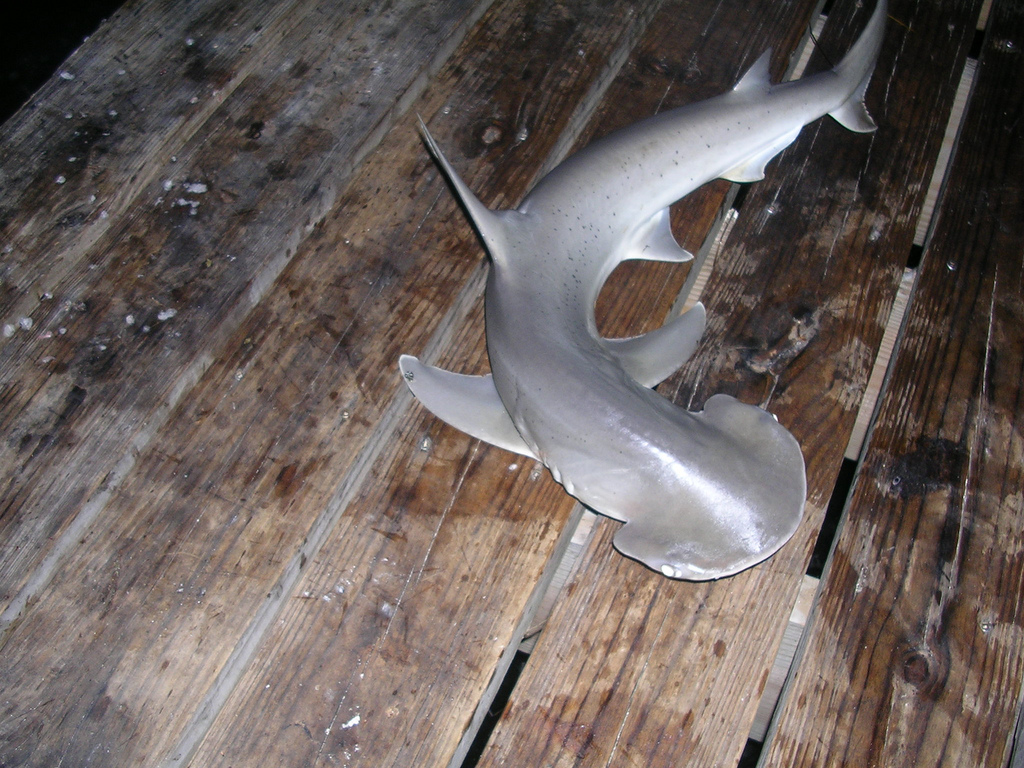
Cambeva-pata

- Sphyrna lewini (Griffith & Smith, 1834) - Tubarão-martelo-entalhado
- Sphyrna media (Springer, 1940) - Cação-martelo
- Sphyrna mokarran (Rüppell, 1835) - Tubarão-martelo-grande
- Sphyrna tiburo (Linnaeus, 1758) - Cambeva-pata
- Sphyrna tudes (Valenciennes, 1822) - Cambeva
- Sphyrna zygaena[4] (Linnaeus, 1758) - Tubarão-martelo-liso

### Pristiformes
Família Pristidae
- Pristis pectinata (Latham, 1794) - Peixe-serra
- Pristis perotteti (Müller & Henle, 1841) - Peixe-serra
- Pristis pristis (Linnaeus, 1758) - Peixe-serra

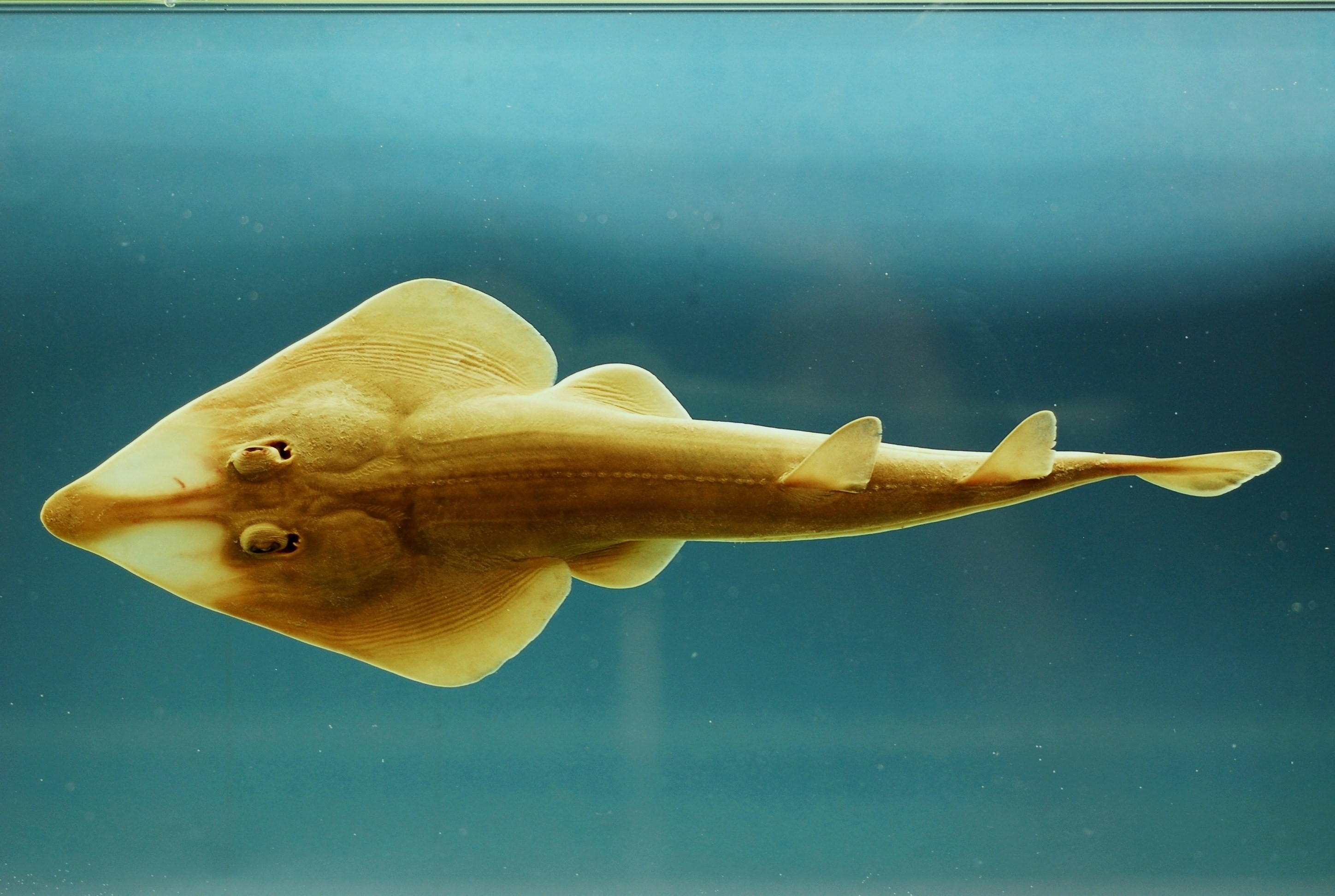
Rhinobatos lentiginosus

### Rhinobatiformes
Família Rhinobatidae
- Rhinobatos horkelii (Müller & Henle, 1841) - Raia-viola
- Rhinobatos lentiginosus (Garman, 1880)
- Rhinobatos percellens (Walbaum, 1792)
- Zapteryx brevirostris (Müller & Henle, 1841)

### Torpediniformes
Família Narcinidae

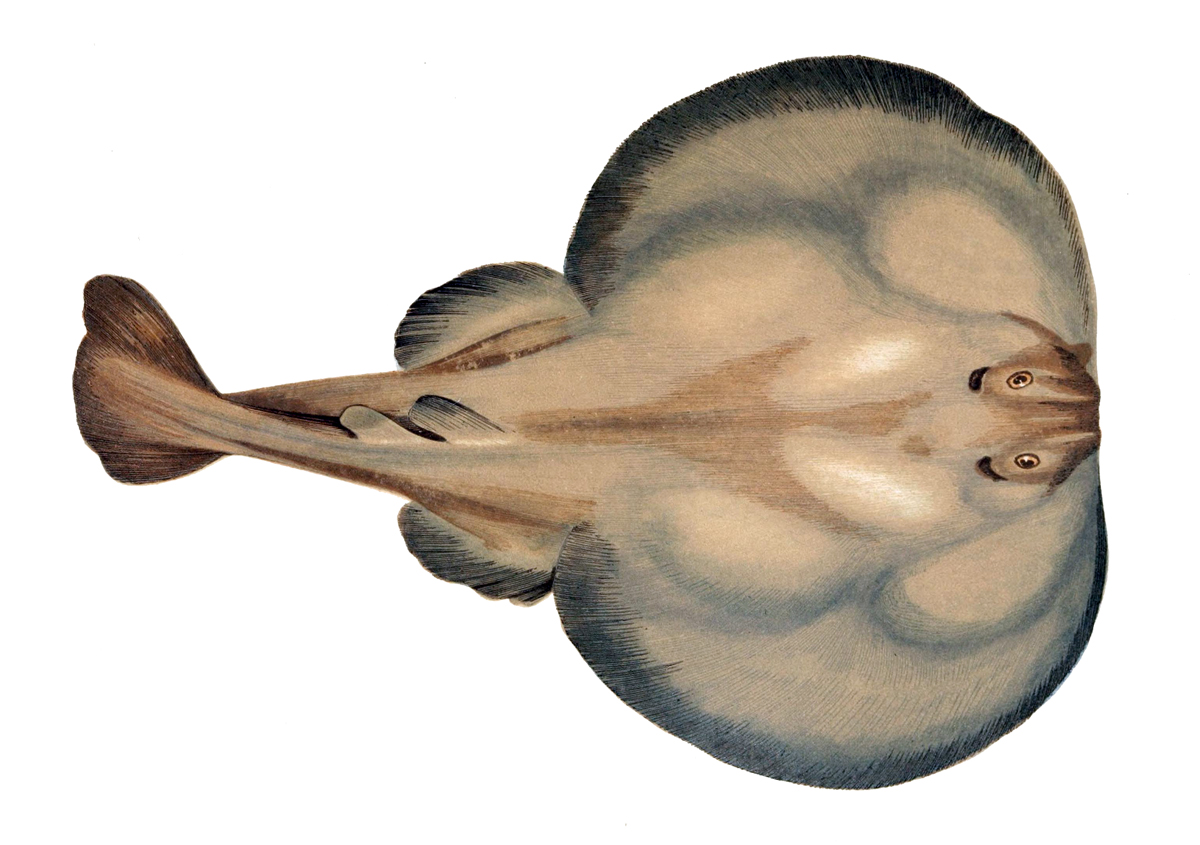
Raia-torpedo

- Benthobatis kreffti (Rincon, Stehmann & Vooren, 2001)
- Diplobatis pictus (Palmer, 1950)
- Discopyge tschudii (Heckel in Tschudi, 1846)
- Narcine brasiliensis (Olfers, 1831) - Treme-treme

Família Torpedinidae
- Torpedo nobiliana (Bonaparte, 1835) - Raia-torpedo
- Torpedo puelcha (Lahille, 1928) - Raia-elétrica

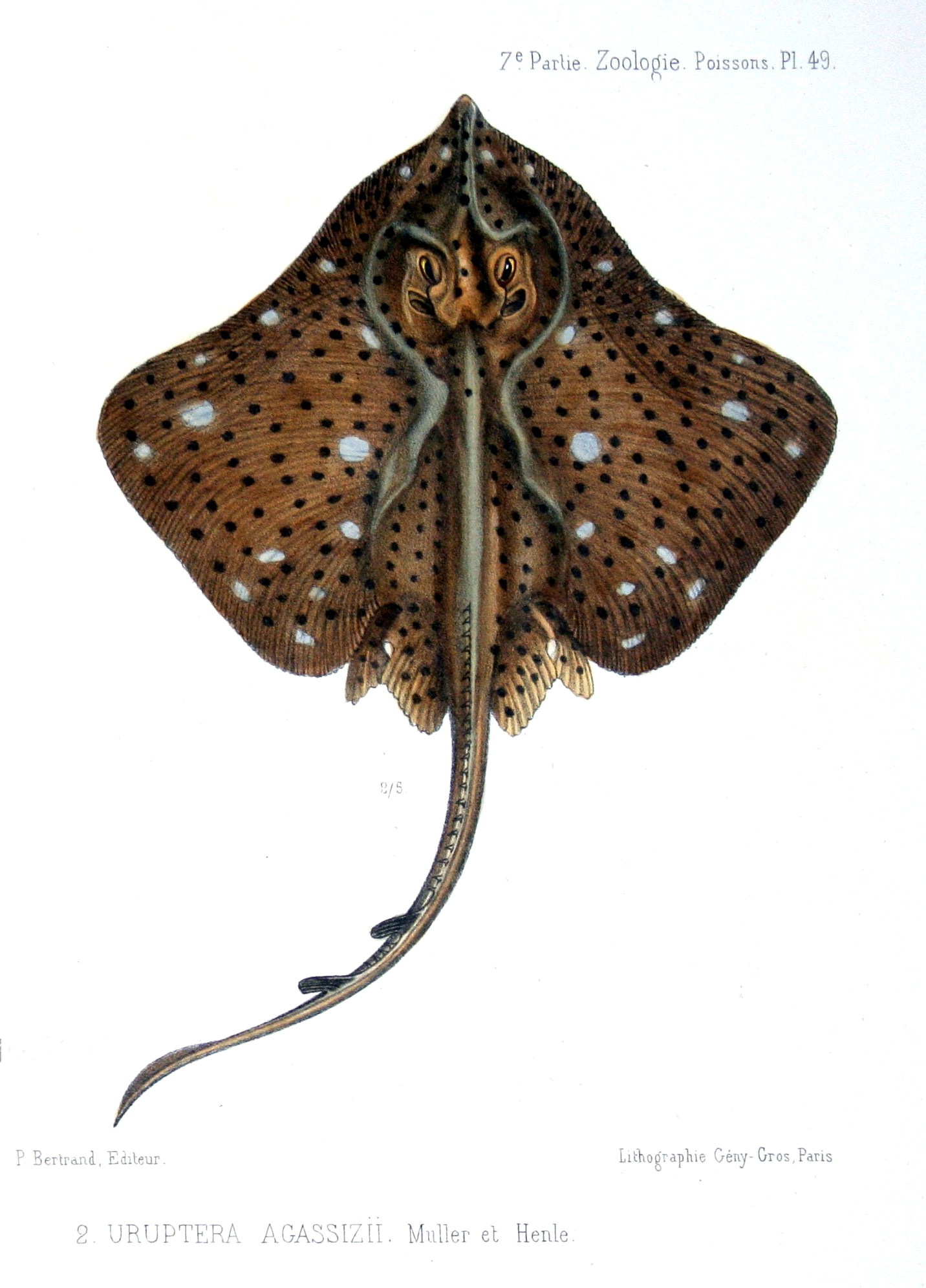
Raia-santa

### Rajiformes
Família Arhynchobatidae
- Atlantoraja castelnaui (Ribeiro, 1907)
- Atlantoraja cyclophora (Regan, 1903)
- Atlantoraja platana (Günther, 1880) - Raia-emplastro
- Bathyraja schroederi (Krefft, 1968)
- Psammobatis bergi (Marini, 1932)
- Psammobatis extenta (Garman, 1913)
- Psammobatis lentiginosa (McEachran, 1983)
- Psammobatis rutrum (Jordan, 1891)
- Rioraja agassizii (Müller & Henle, 1841) - Raia-santa
- Sympterygia acuta (Garman, 1877)
- Sympterygia bonapartii (Müller & Henle, 1841)

Família Rajidae

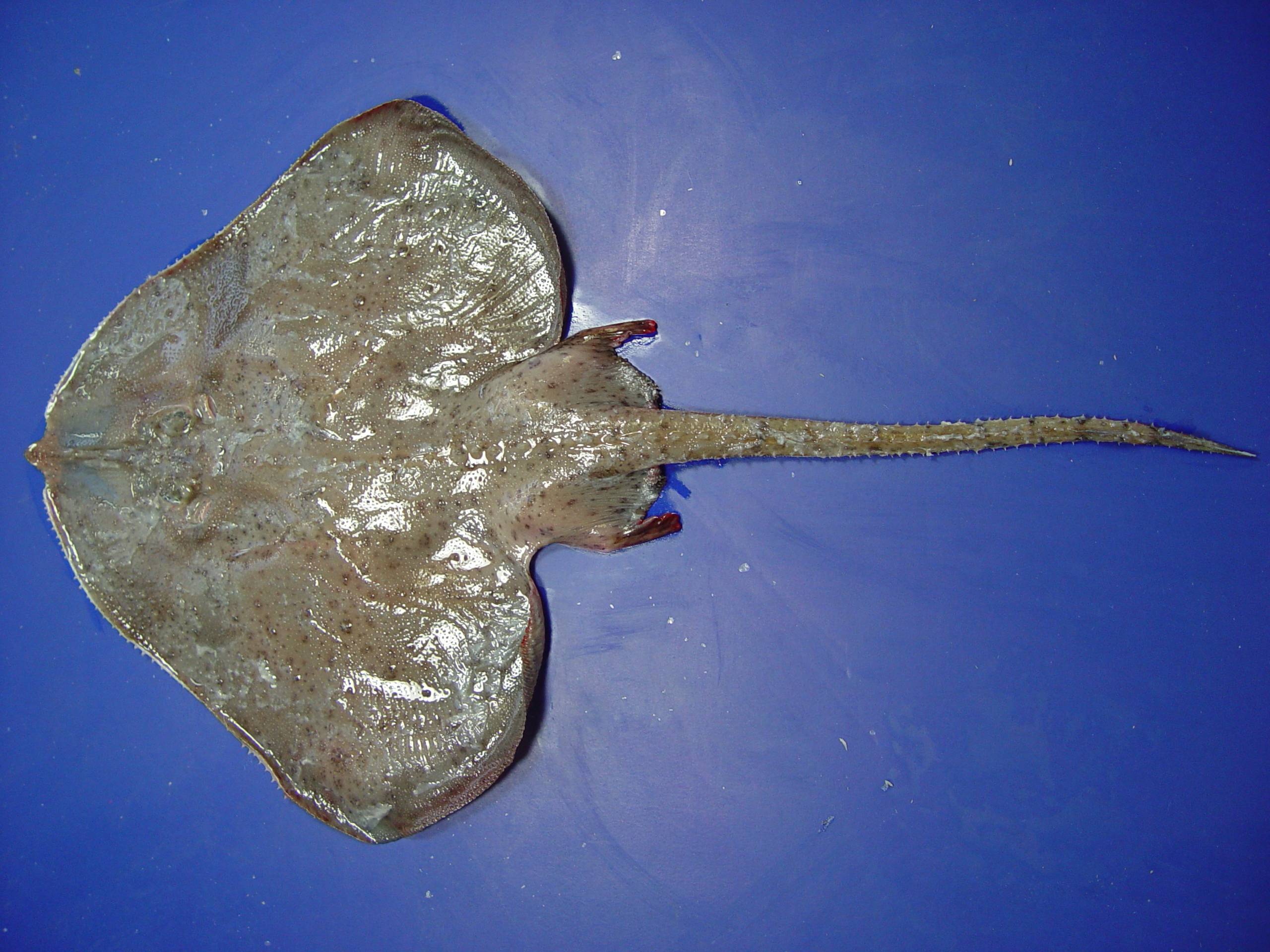
Breviraja spinosa

- Breviraja spinosa (Bigelow & Schroeder, 1950)
- Dipturus chilensis (Guichenot, 1848)
- Dipturus leptocauda (Krefft & Stehmenn, 1975)
- Dipturus mennii (Gomes & Paragó, 2001)
- Dipturus trachyderma (Krefft & Stehmann, 1975)
- Gurgesiella atlantica (Bigelow & Schroeder, 1962)
- Gurgesiella dorsalifera (McEachran & Compagno, 1980)
- Malacoraja obscura (Carvalho, Gomes & Gadig, 2005)
- Malacoraja spinacidermis (Barnard, 1923)
- Rajella purpuriventralis (Bigelow & Schroeder, 1962)
- Rajella sadowskyii (Krefft & Stehmann, 1974)

### Myliobatiformes
Família Urolophidae
- Urotrygon microphthalmum (Delsman, 1941)

Família Potamotrygonidae

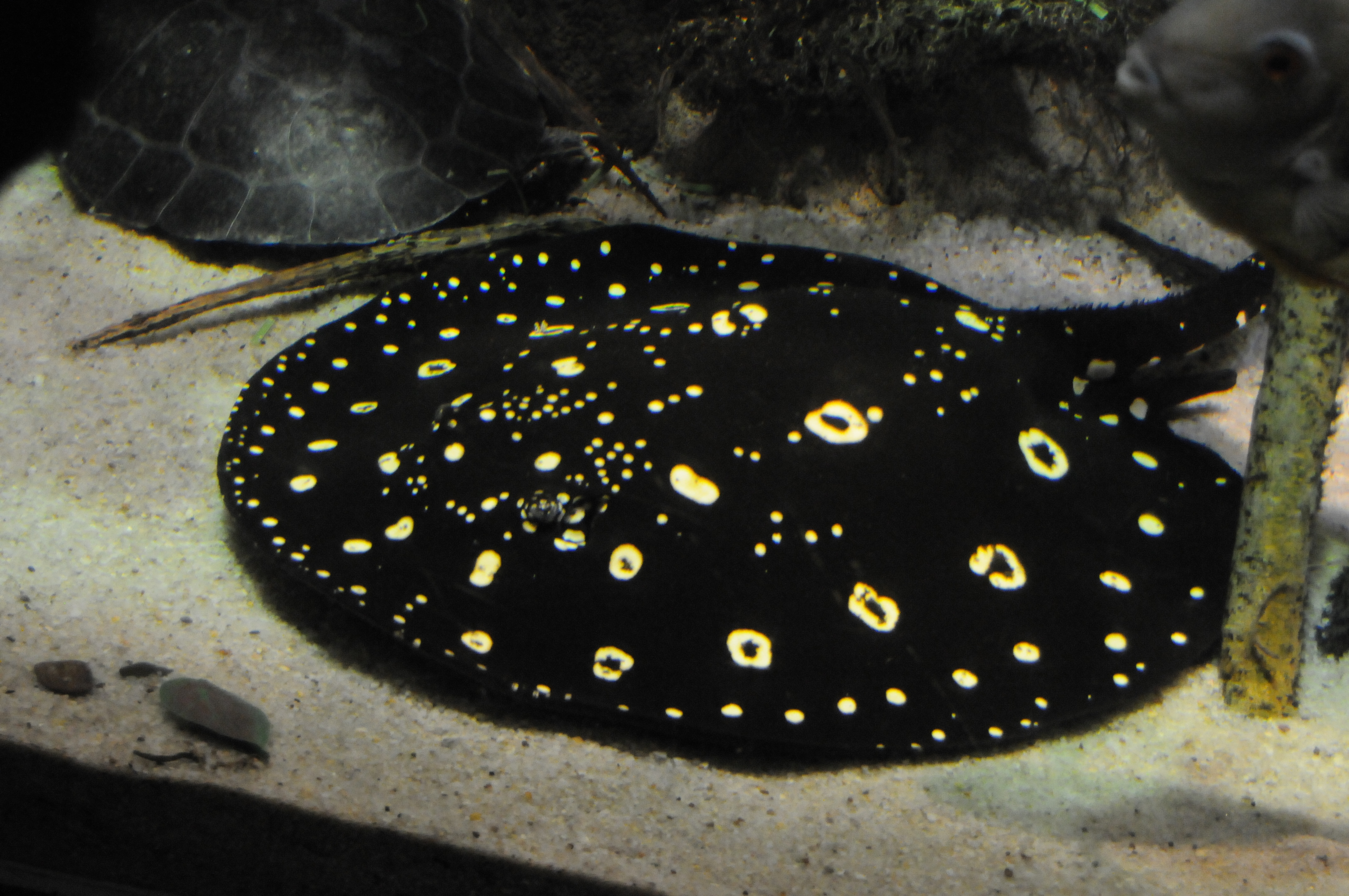
Arraia-de-fogo (Potamotrygon henlei)

- Paratrygon aiereba (Müller & Henle, 1841)
- Plesiotrygon iwamae (Rosa, Castello & Thorson, 1987)
- Potamotrygon brachyura (Günther, 1880)
- Potamotrygon castexi (Castello & Yagolkowski, 1969)
- Potamotrygon constellata (Vaillant, 1880)
- Potamotrygon dorbignyi (Castelnau, 1855)

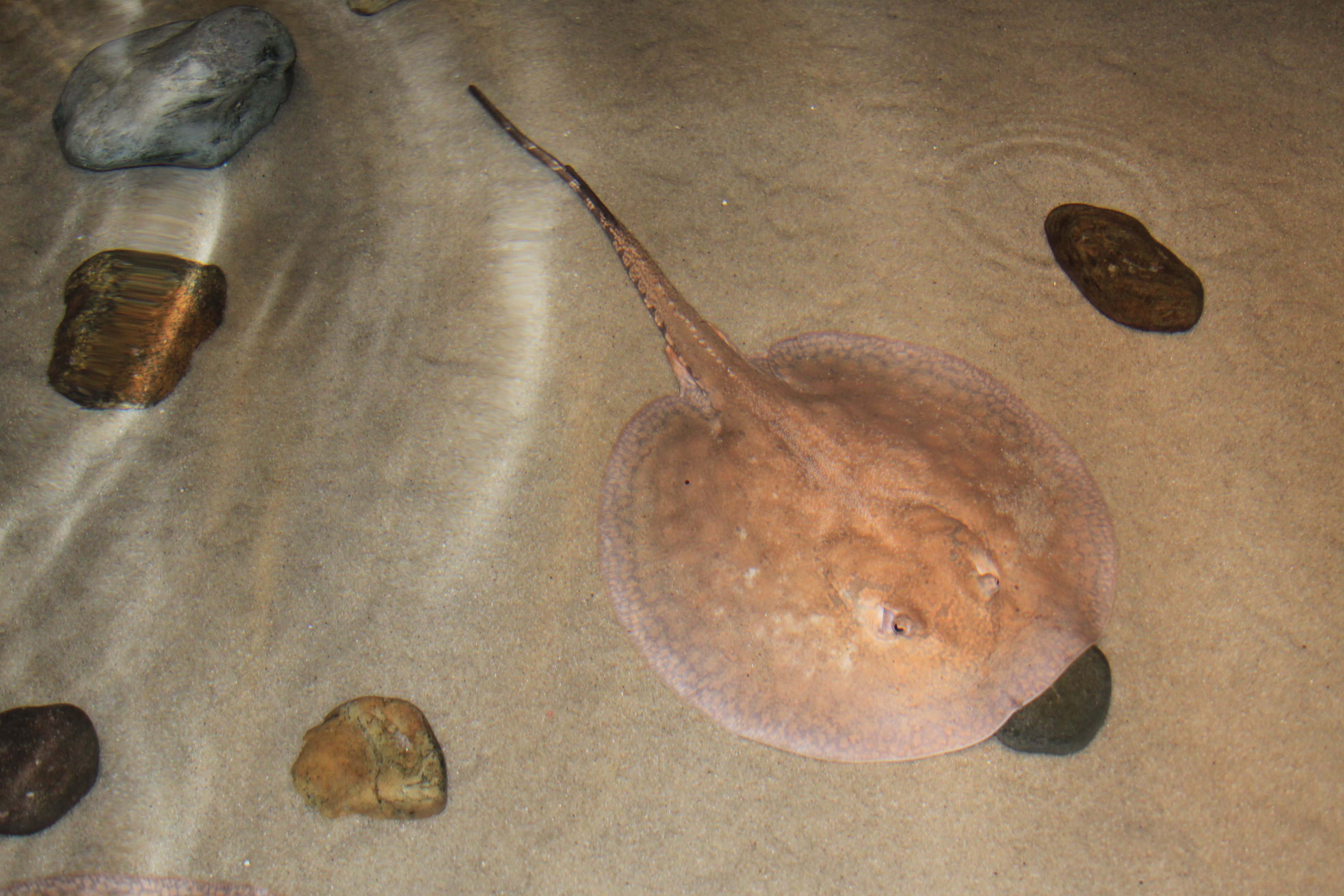
Potamotrygon hystrix

- Potamotrygon dumerilii (Castelnau, 1855)
- Potamotrygon falkneri (Castex & Masiel, 1963)
- Potamotrygon henlei (Castelnau, 1855) - Arraia-de-fogo
- Potamotrygon humerosa (Garman, 1913)
- Potamotrygon hystrix (Müller & Henle, 1841)

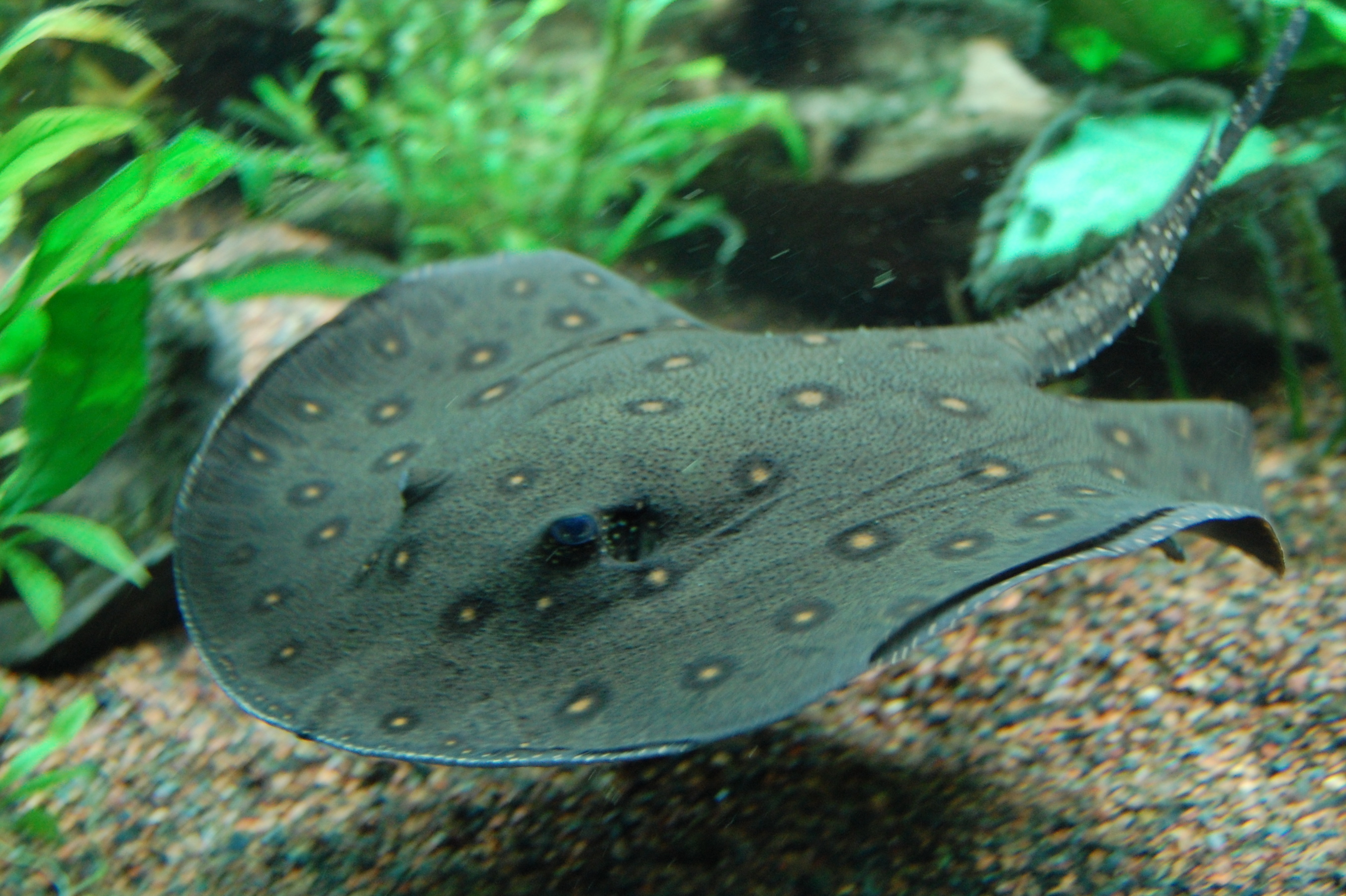
Arraia-pintada

- Potamotrygon leopoldi (Castex & Castello, 1970) - Arraia-xingu, Arraia-negra
- Potamotrygon magdalenae (Duméril, 1865)
- Potamotrygon motoro (Müller & Henle, 1841) - Arraia-pintada, Uje-de-rio-ocelada, Raia-olho-de-pavão
- Potamotrygon ocellata (Engelhardt, 1912)
- Potamotrygon schroederi (Fernández-Yépez, 1957)
- Potamotrygon schuemacheri (Castex, 1964)
- Potamotrygon scobina (Garman, 1913)
- Potamotrygon signata (Garman, 1913)
- Potamotrygon yepezi (Castex & Castello, 1970)

Família Dasyatidae

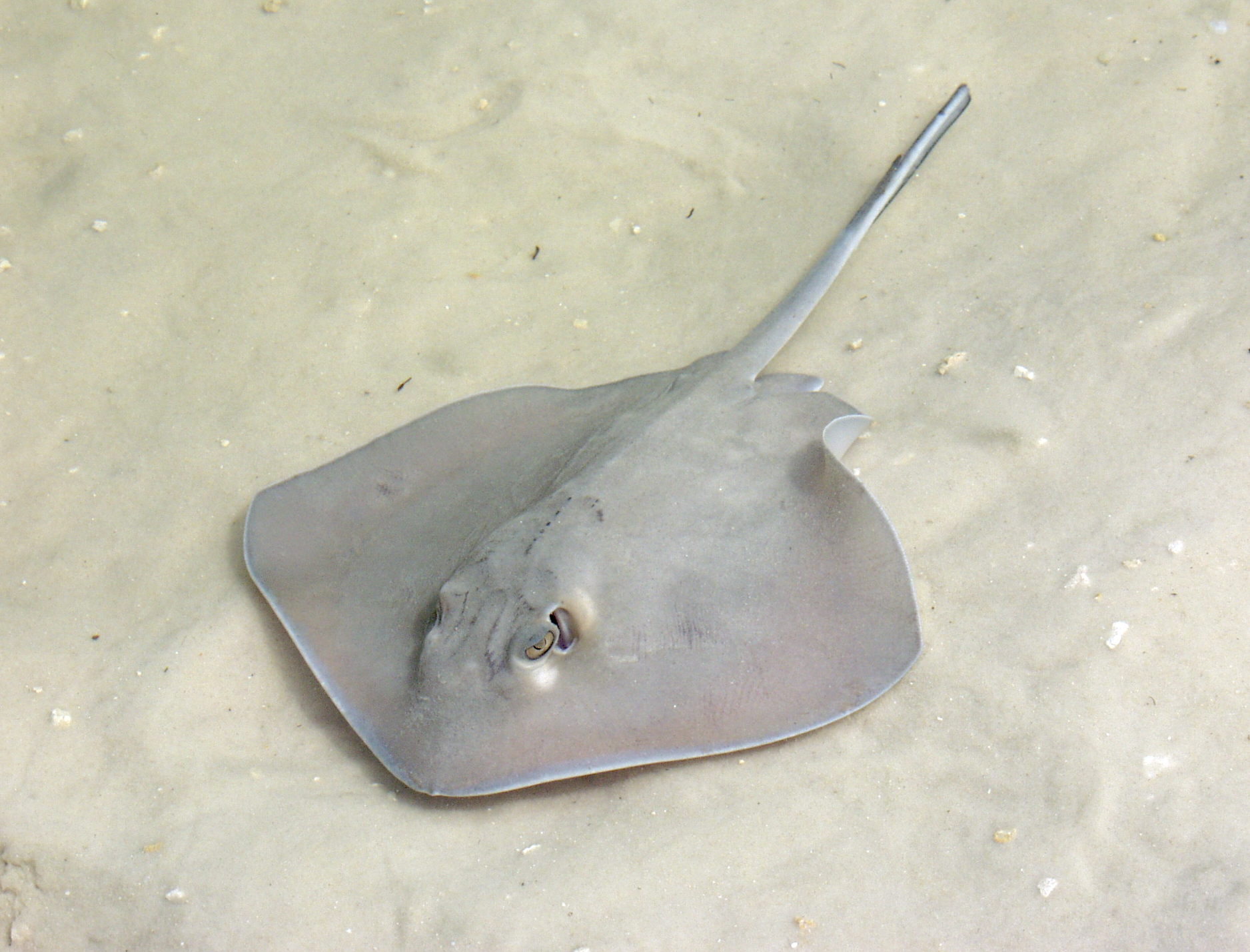
Dasyatis americana

- Dasyatis americana (Hildebrand & Schroeder, 1928)
- Dasyatis centroura (Mitchill, 1815) - Raia-prego
- Dasyatis geijskesi (Boeseman, 1948)
- Dasyatis guttata (Bloch & Schneider, 1801)
- Dasyatis marianae[5] (Rosa, Gomes & Gadig, 2000)
- Dasyatis say (Lesueur, 1817)
- Himantura schmardae (Werner, 1904)
- Pteroplatytrygon violacea (Bonaparte, 1832)

Família Gymnuridae
- Gymnura altavela (Linnaeus, 1758)
- Gymnura micrura (Bloch & Schneider, 1801)

Família Myliobatidae

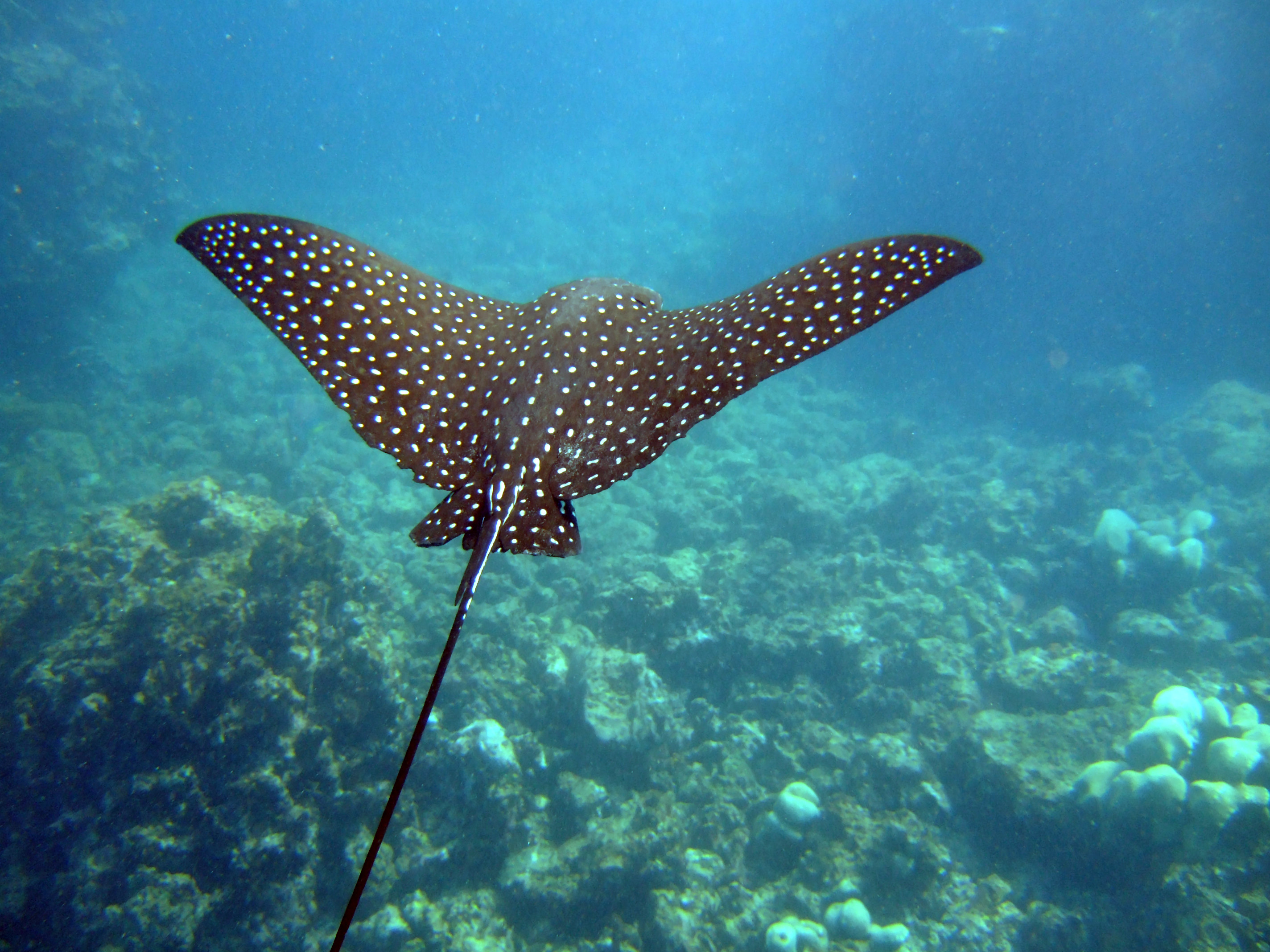
Raia-chita

- Myliobatis freminvillii (Lesueur, 1824)
- Myliobatis goodei (Garman, 1885)

Família Aetobatidae
- Aetobatus narinari (Euphrasen, 1790) - Raia-chita

Família Rhinopteridae
- Rhinoptera bonasus (Mitchill, 1815)
- Rhinoptera brasiliensis (Müller, 1836)

Família Mobulidae

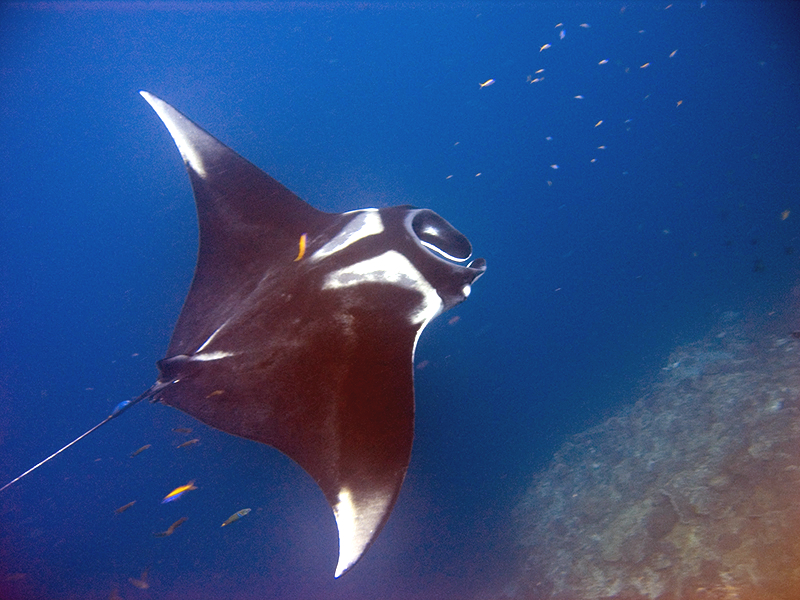
Raia-jamanta

- Manta birostris (Walbaum, 1792) - Raia-jamanta
- Mobula hypostoma (Bancroft, 1831) - Raia-diabo
- Mobula japonica (Müller & Henle, 1841)
- Mobula rochebrunei (Vaillant, 1879)
- Mobula tarapacana (Philippi, 1892)
- Mobula thurstoni (Lloyd, 1908) - Raia-manta-mirim

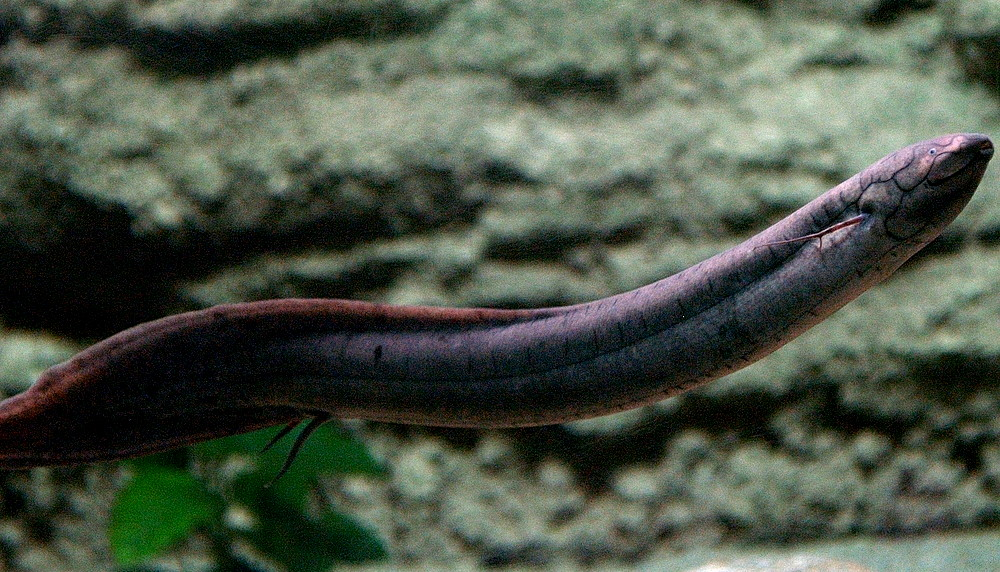
Pirambóia

## Sarcopterygii

### Lepidosireniformes
Família Lepidosirenidae
- Lepidosiren paradoxa (Fitzinger, 1837) - Pirambóia [8]

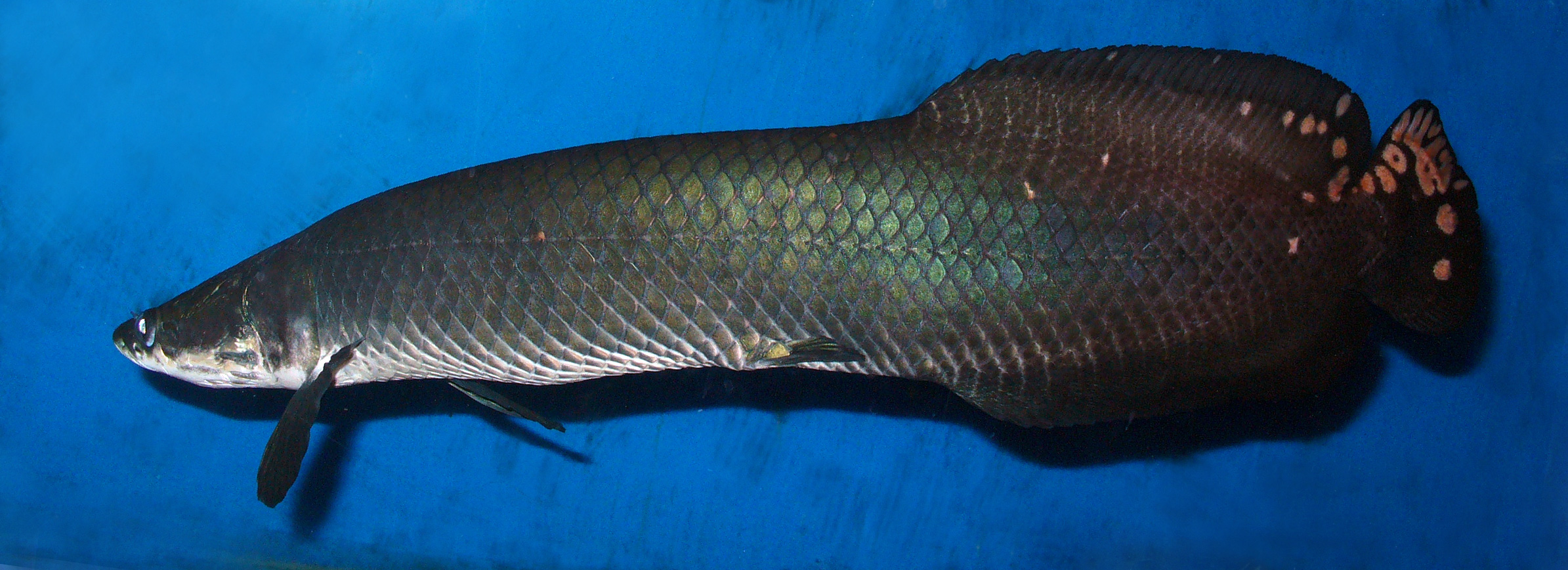
Pirarucu

## Actinopterygii

### Osteoglossiformes
Família Arapaimidae
- Arapaima gigas (Schinz, 1822) Pirarucu

Família Osteoglossidae

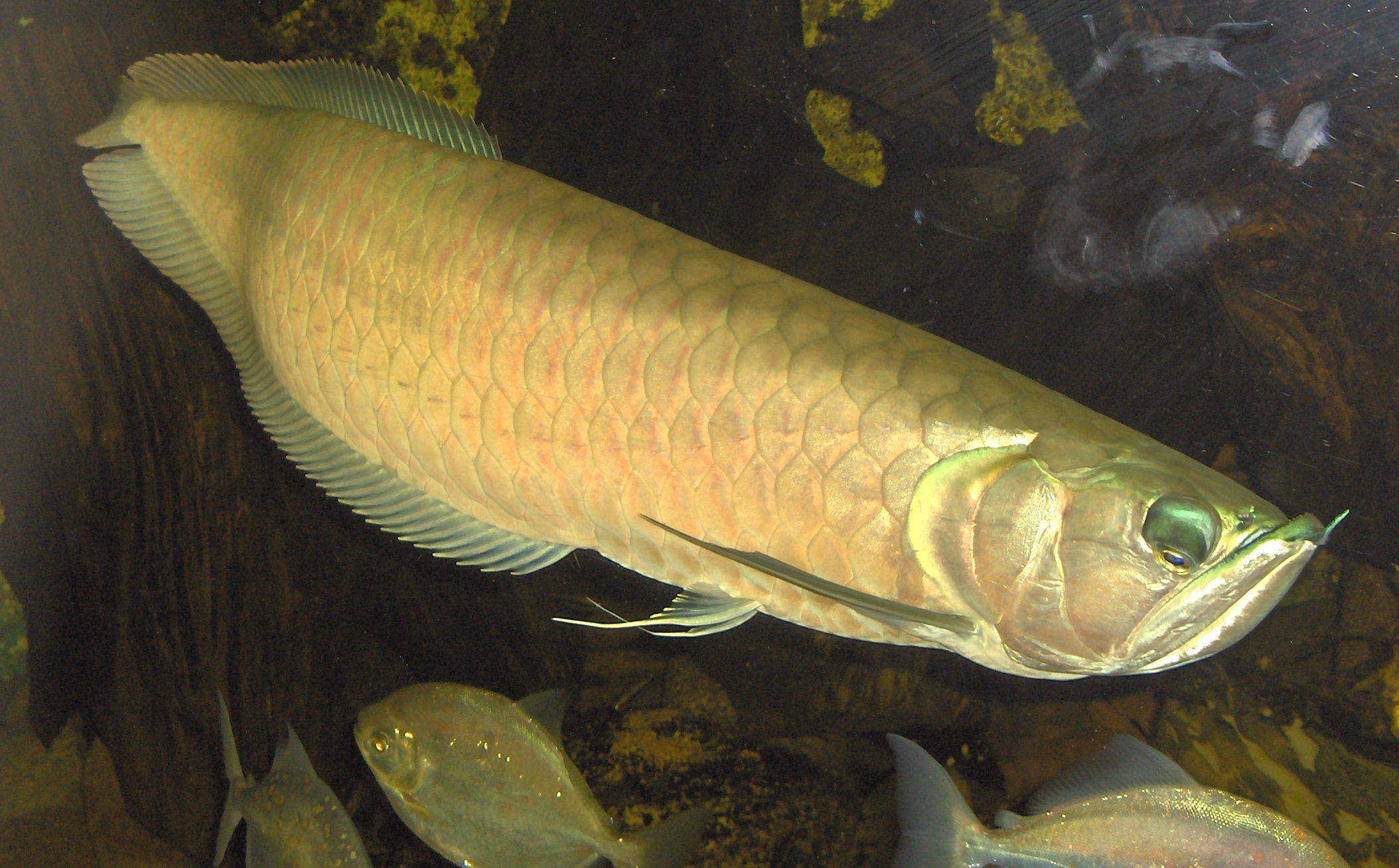
Aruanã-prateado

- Osteoglossum bicirrhosum (Cuvier, 1829) - Aruanã-prateado
- Osteoglossum ferreirai (Kanazawa, 1966) - Aruanã-negro

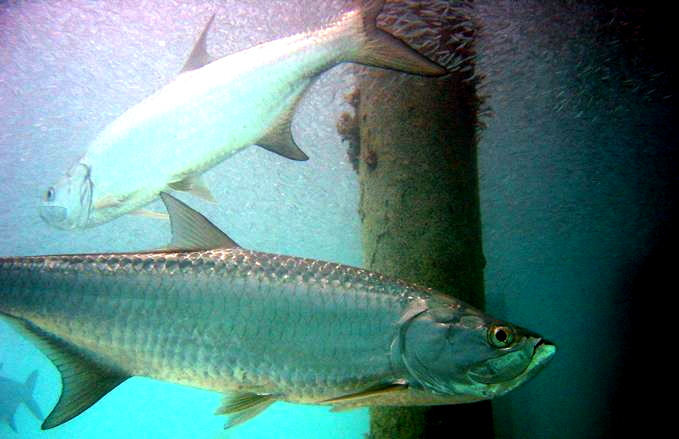
Tarpão

### Elopiformes
Família Elopidae
- Elops saurus (Linnaeus, 1766) - Ubarana

Família Megalopidae
- Megalops atlanticus (Valenciennes in Cuvier & Valenciennes, 1847) - Tarpão

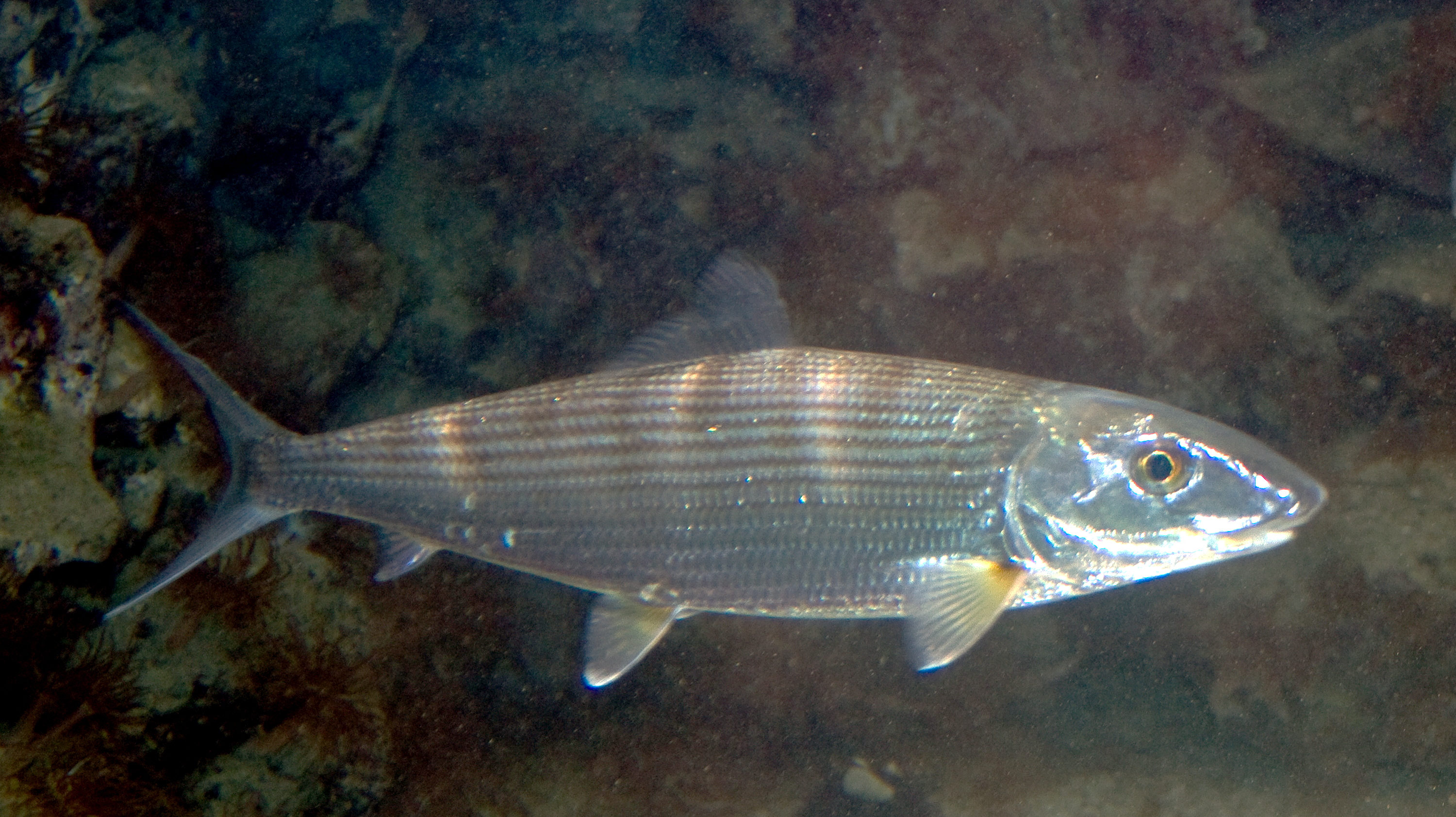
Ubarana-focinho-de-rato

### Albuliformes
Família Albulidae
- Albula nemoptera (Fowler, 1911)
- Albula vulpes (Linnaeus, 1758) - Ubarana-focinho-de-rato

### Notacanthiformes
Família Halosauridae
- Aldrovandia oleosa (Sulak, 1977)

Família Notacanthidae
- Notacanthus sexpinis (Richardson, 1846)

### Anguilliformes
Família Moringuidae
- Moringua edwardsi (Jordan & Bollman, 1889)
- Neoconger mucronatus (Girard, 1858)

Família Chlopsidae

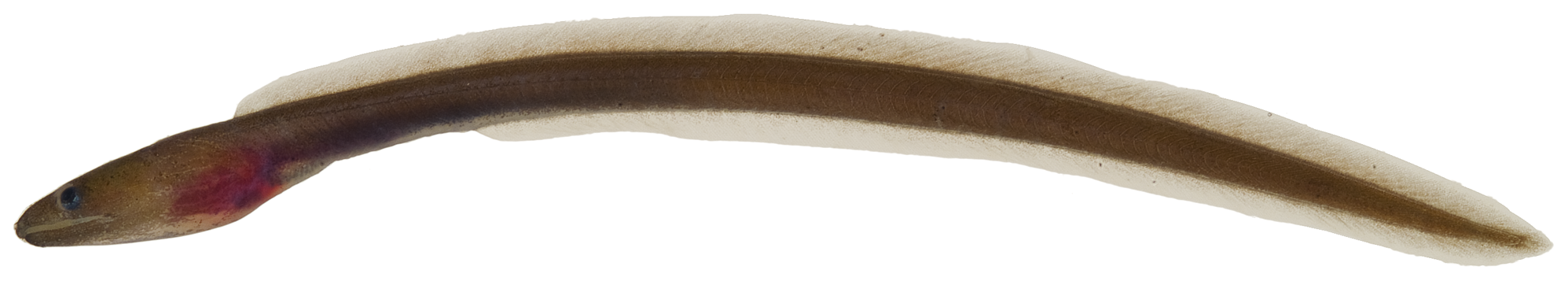
Kaupichthys hyoproroides

- Chilorhinus suensonii (Lütken, 1852)
- Chlopsis bicolor (Rafinesque, 1810)
- Kaupichthys hyoproroides (Strömman, 1896)

Família Muraenidae
- Anarchias similis (Lea, 1913)

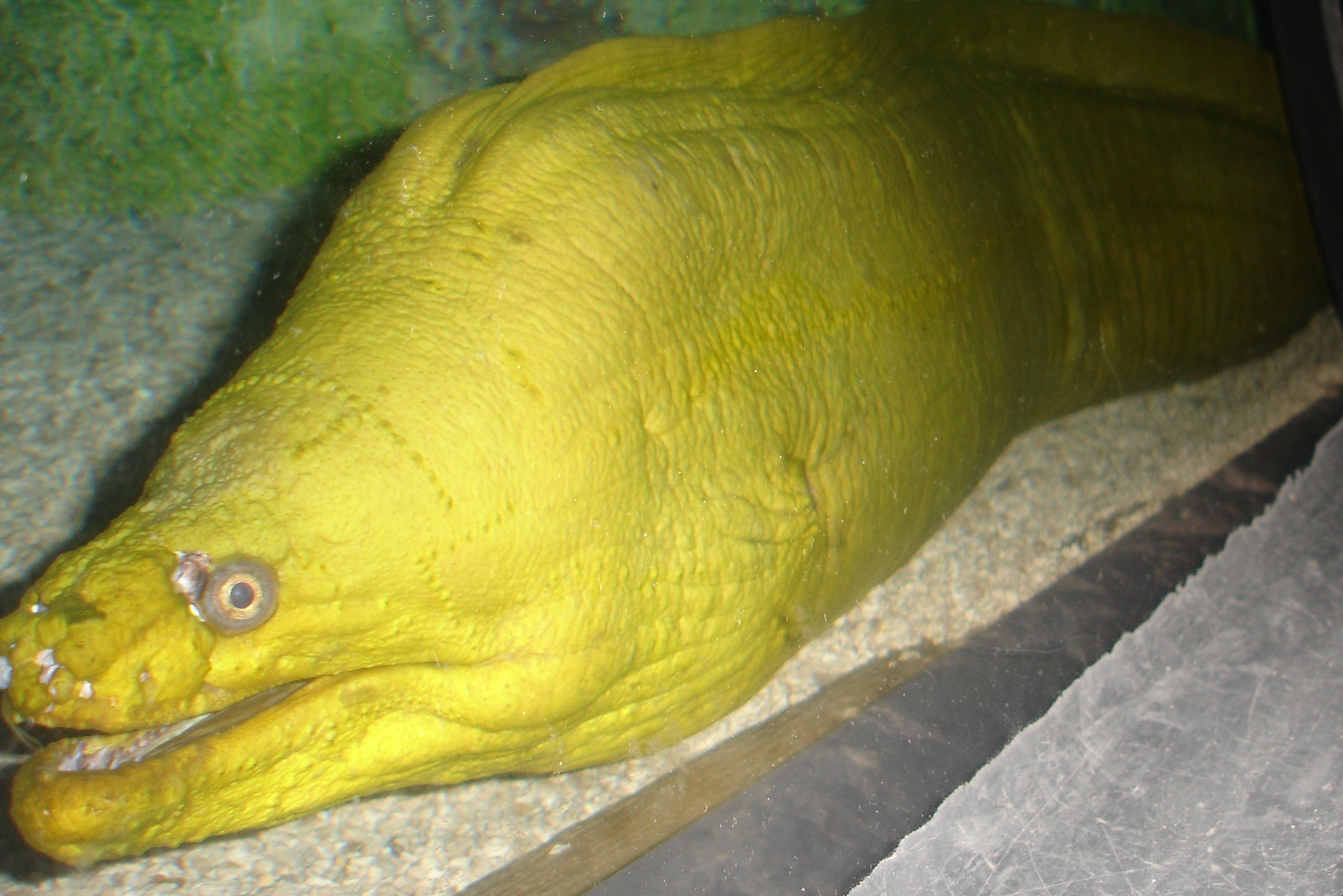
Moréia-verde

- Echidna catenata (Bloch, 1795) - Moréia-listrada
- Enchelycore nigricans (Bonnaterre, 1788) - Moréia-cachorro
- Gymnothorax conspersus (Poey, 1867)
- Gymnothorax funebris (Ranzani, 1839) - Moréia-verde
- Gymnothorax miliaris (Kaup, 1856) - Moréia-dourada

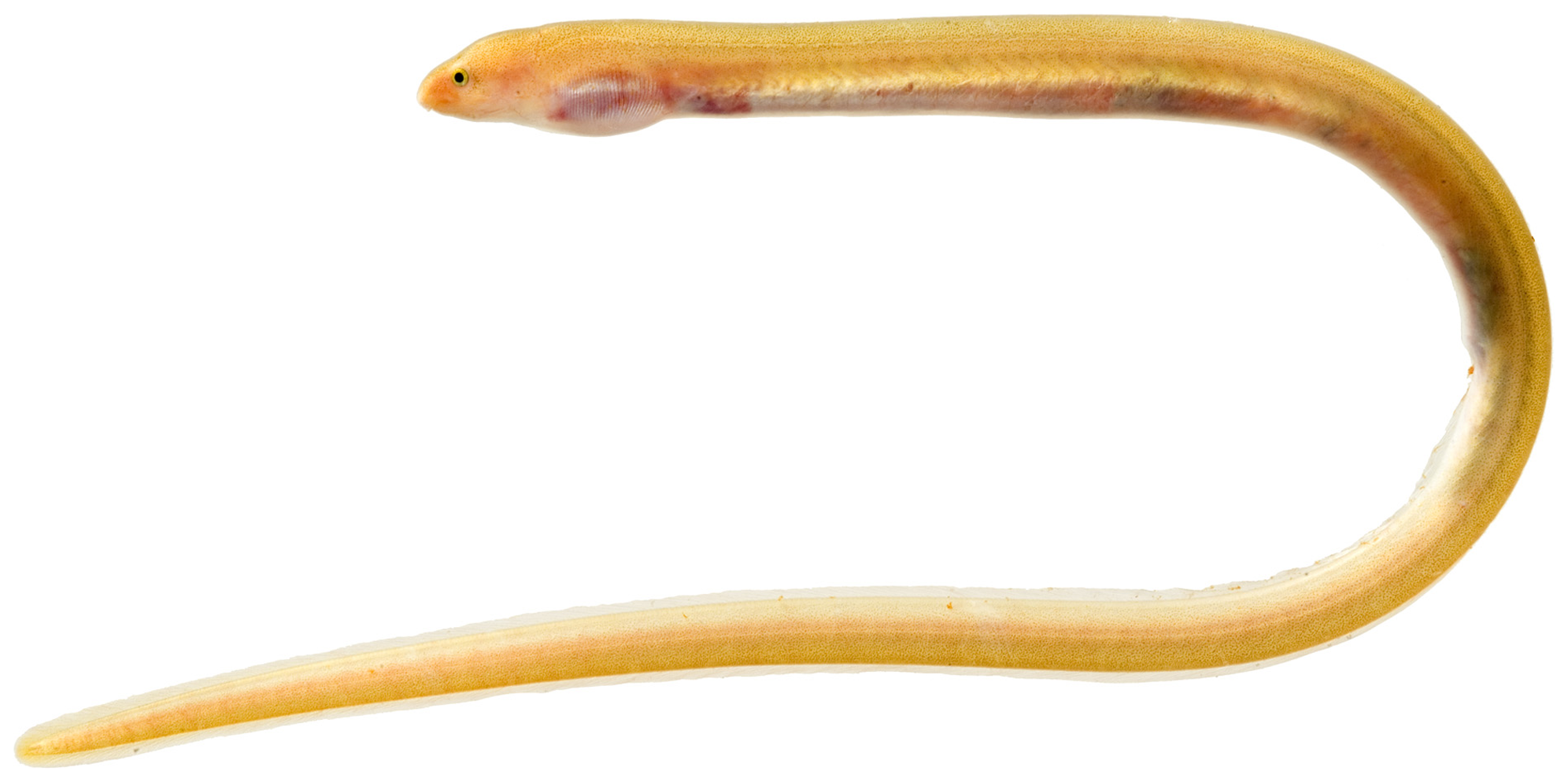
Murucutuca

- Gymnothorax moringa (Cuvier, 1829) - Moréia-pintada
- Gymnothorax ocellatus (Agassiz, 1831) - Moréia-de-areia
- Gymnothorax polygonius (Poey, 1875)
- Gymnothorax vicinus (Castelnau, 1855) - Moréia-boca-roxa
- Muraena pavonina Richardson, 1845 - Moréia-de-pintas-brancas

Família Ophichthidae

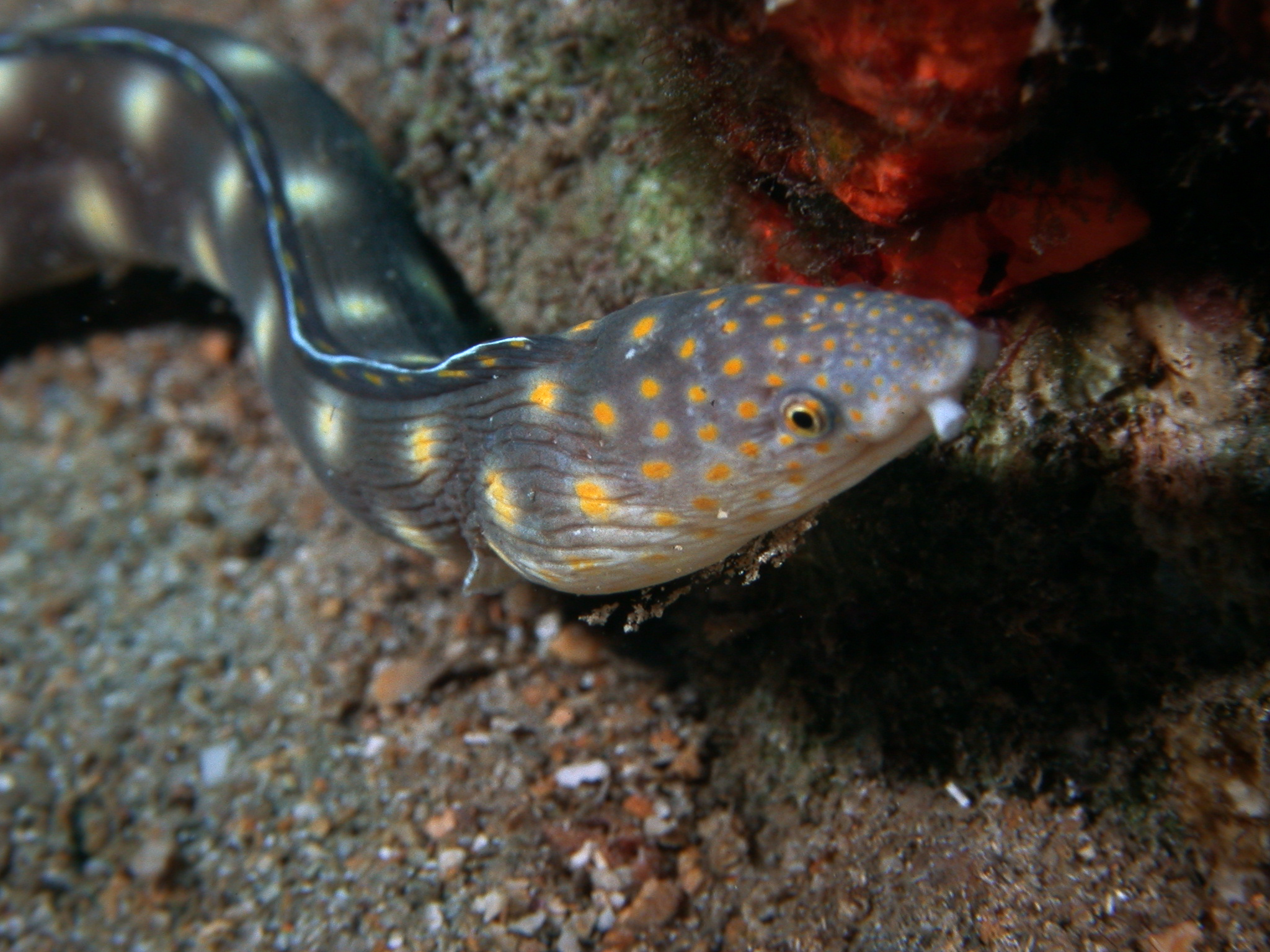
Murucutuca-pintada

- Ahlia egmontis (Jordan, 1884) - Murucutuca
- Myrichthys breviceps (Richardson, 1848) - Murucutuca-pintada
- Myrichthys ocellatus (Lesueur, 1825) - Murucutuca-ocelada
- Myrophis platyrhynchus (Breder, 1927)
- Myrophis punctatus (Lütken, 1852)
- Ophichthus cylindroideus (Ranzani, 1839)
- Ophichthus gomesii (Castelnau, 1855)
- Ophichthus ophis (Linnaeus, 1758)

Família Derichthyidae
- Derichthys serpentinus (Gill, 1884)
- Nessorhamphus danae (Schmidt, 1931)

Família Muraenesocidae
- Cynoponticus savanna (Bancroft, 1831)

Família Nemichthyidae
- Avocettina acuticeps (Regan, 1916)
- Avocettina infans (Günther, 1878)

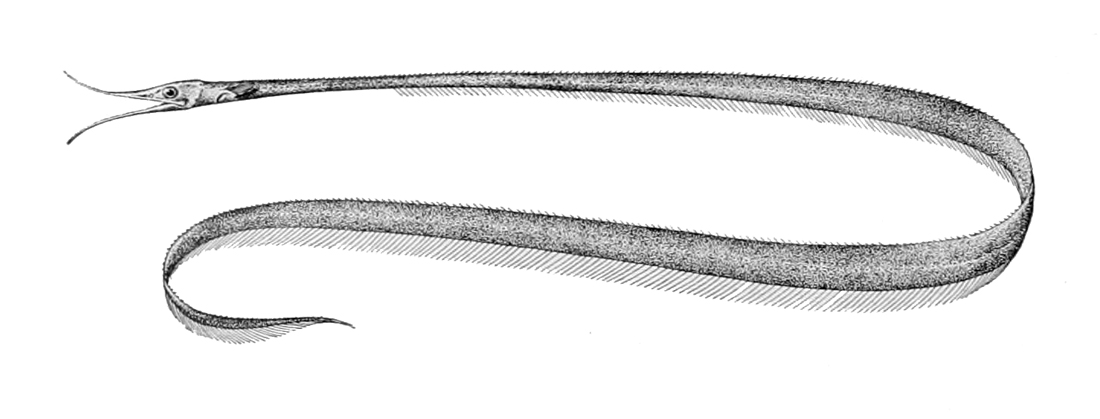
Avocettina infans

- Avocettina paucipora (Nielsen & Smith, 1978)
- Labichthys carinatus (Gill & Ryder, 1883)
- Nemichthys curvirostris (Strömman, 1896)
- Nemichthys scolopaceus (Richardson, 1848)

Família Synaphobranchidae

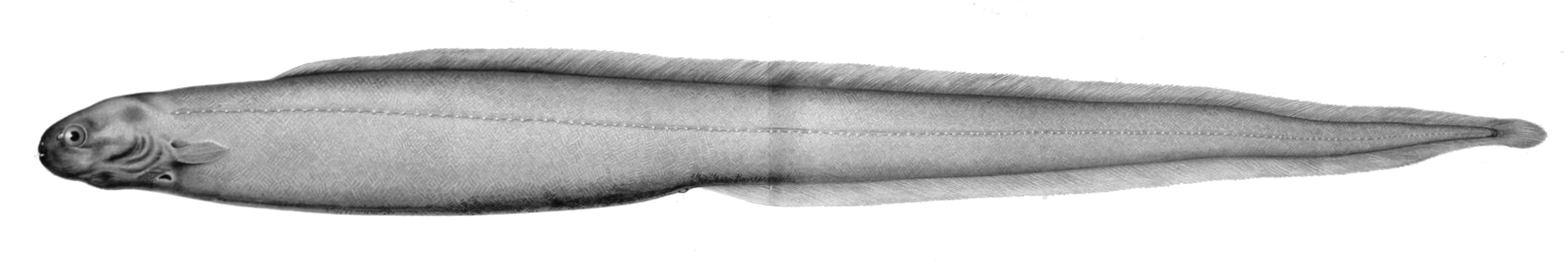
Simenchelys parasitica

- Diastobranchus capensis (Barnard, 1923)
- Dysommina rugosa (Ginsburg, 1951)
- Meadia abyssalis (Kamohara, 1938)
- Simenchelys parasitica (Gill, 1879)
- Synaphobranchus calvus[9] (Melo, 2007)

Família Congridae

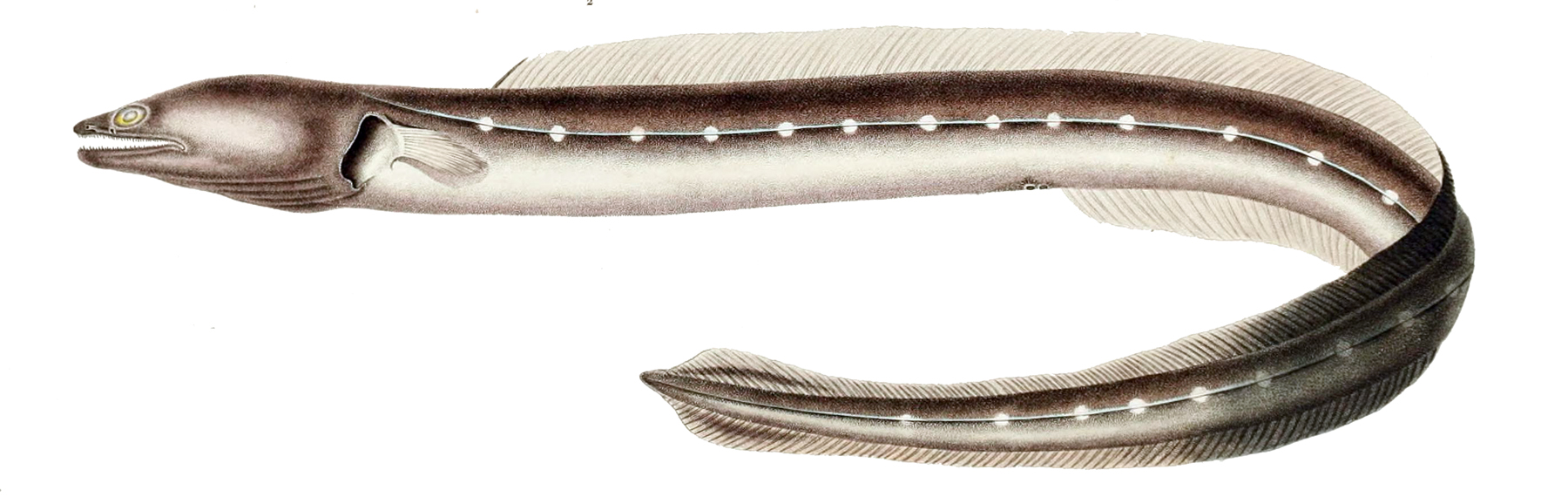
Conger orbignianus

- Ariosoma opistophthalmum (Ranzani, 1839)
- Bassanago albescens (Barnard, 1923)
- Conger esculentus (Poey, 1861)

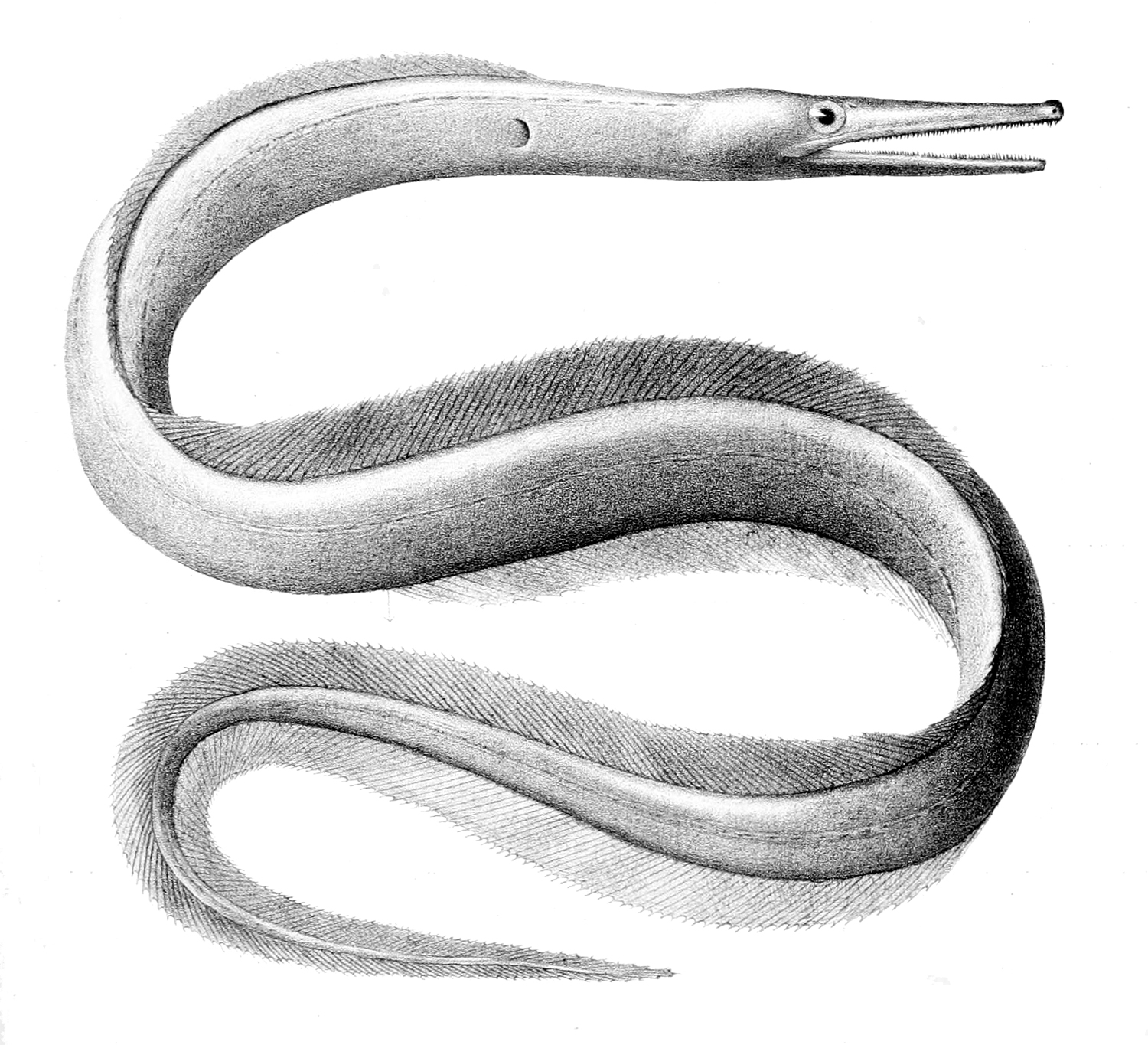
Nettastoma melanurum

- Conger orbignianus (Valenciennes, 1837)
- Conger triporiceps (Kanazawa, 1958)
- Heteroconger longissimus (Günther, 1870) - Enguia-de-jardim
- Rhynchoconger guppyi (Norman, 1925)

Família Nettastomatidae
- Nettastoma melanurum (Rafinesque, 1810)

Família Serrivomeridae
- Serrivomer schmidti (Bauchot-Boutin, 1953)

### Saccopharyngiformes
Família Eurypharyngidae
- Eurypharynx pelecanoides (Vaillant, 1882)

Família Cyematidae
- Cyema atrum (Günther, 1878)

Família Saccopharyngidae
- Saccopharynx harrisoni (Beebe, 1932)

### Clupeiformes
Família Engraulidae
- Amazonsprattus scintilla (Roberts, 1984)
- Anchoa cubana[2] (Poey, 1868) - Manjuba
- Anchoa filifera[2] (Fowler, 1915) - Manjuba
- Anchoa hepsetus[2] (Linnaeus, 1758) - Manjuba
- Anchoa januaria[2] (Steindachner, 1879) - Manjubinha
- Anchoa lamprotaenia[2] Hildebrand, 1943 - Manjuba
- Anchoa lyolepis[2] (Evermann & Marsh, 1900) - Manjuba
- Anchoa marinii[2] Hildebrand, 1943 - Manjuba
- Anchoa pectoralis[2] Hildebrand, 1943 - Manjuba
- Anchoa spinifer[2] (Valenciennes, 1848) - Manjuba-savelha
- Anchoa tricolor[2] (Spix & Agassiz, 1829) - Manjuba
- Anchovia clupeoides[2] (Swainson, 1839) - Manjuba
- Anchovia surinamensis (Bleeker, 1866)
- Anchoviella brevirostris[2] (Günther, 1868) - Manjuba
- Anchoviella carrikeri (Fowler, 1940)
- Anchoviella cayennensis[2] (Puyo, 1946) - Manjuba
- Anchoviella jamesi (Jordan & Seale, 1926)
- Anchoviella lepidentostole[2] (Fowler, 1911)
- Anchoviella vaillanti (Steindachner, 1908)
- Cetengraulis edentulus[2] (Cuvier, 1829) - Sardinha-boca-larga
- Engraulis anchoita[2] (Hubbs & Marini, 1935) - Anchoveta
- Engraulis eurystole[2] (Swain & Meek, 1884) - Anchoveta
- Jurengraulis juruensis (Boulenger, 1898)
- Lycengraulis batesii (Günther, 1868)
- Lycengraulis grossidens[2] (Spix & Agassiz, 1829) - Manjubão

Família Pristigasteridae
- Chirocentrodon bleekerianus[2] (Poey, 1867)
- Illisha amazonica (Miranda Ribeiro, 1920)
- Odontognathus mucronatus[2] (Lacepède, 1800)
- Pellona castelnaeana (Steindachner, 1879) - Apapá-amarelo
- Pellona flavipinnis (Valenciennes, 1836) - Apapá-branco
- Pellona harroweri[2] (Fowler, 1917) - Sardinha-grande
- Pristigaster cayana (Cuvier, 1829)
- Pristigaster whiteheadi (Menezes & de Pinna, 2000)

Família Clupeidae
- Brevoortia aurea[2] (Spix & Agassiz, 1829) - Savelha
- Brevoortia pectinata[2] (Jenyns, 1842) - Savelha
- Harengula clupeola[2] (Cuvier, 1829) - Sardinha-cascuda
- Harengula jaguana[2] Poey, 1865 - Sardinha-cascuda
- Lile piquitinga[2] (Schreiner & Miranda Ribeiro, 1903)
- Opisthonema oglinum[2] (Lesueur, 1818) - Sardinha-laje
- Platanichthys platana[2] (Regan, 1917)
- Ramnogaster arcuata[2] (Jenyns, 1842) - Sardinha
- Sardinella aurita[2] Valenciennes, 1847 - Sardinha-verdadeira
- Sardinella brasiliensis[2] (Steindachner, 1879) - Sardinha-verdadeira
- Sardinella janeiro[5] (Eigenmann, 1894) - Sardinha-verdadeira

### Characiformes
Família Parodontidae
- Apareiodon affinis (Valenciennes in Cuvier & Valenciennes, 1847) - Canivete
- Apareiodon davisi (Fowler, 1941)
- Apareiodon hasemani (Eigenmann, 1919)
- Apareiodon itapicuruensis (Eigenmann & Henn, 1916)
- Apareiodon piracicabae (Eigenmann, 1907)
- Paradon hilarii (Reinhardt, 1867)

Família Chilodontidae
- Caenotropus labyrinthicus (Kner, 1858)
- Caenotropus schizodon (Scharcansky & Lucena, 2007)
- Chilodus gracilis (Isbrücker & Nijssen, 1988)
- Chilodus punctatus (Müller & Troschel, 1844)

Família Anostomidae

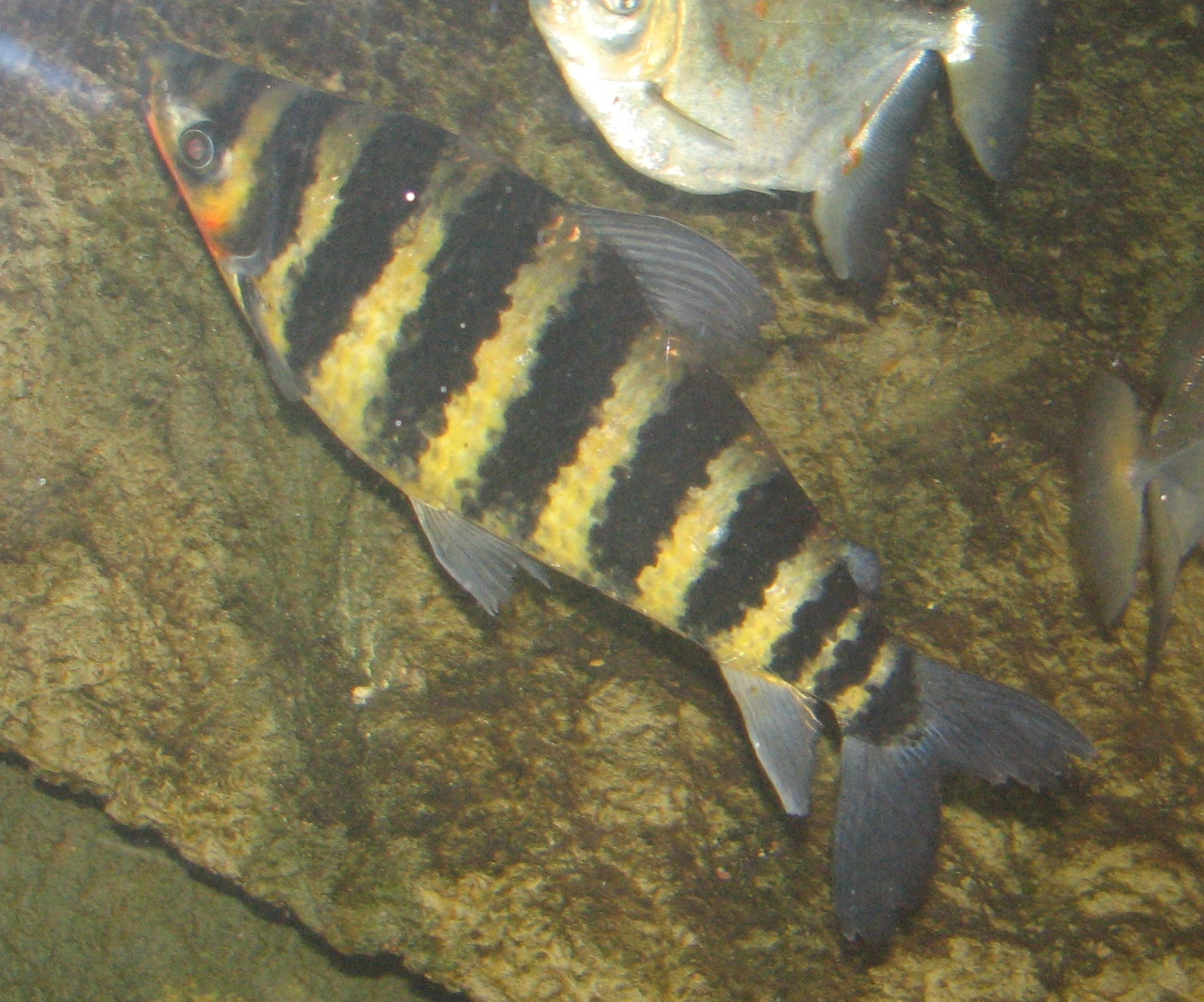
Piau-flamengo (Leporinus fasciatus)

- Abramites hypselonotus (Günther, 1868) - Piau-pedra
- Anostomoides laticeps (Eigenmann, 1912)
- Caenotropus labyrinthicus (Kner, 1858)
- Chilodus punctatus (Müller & Troschel, 1844)
- Laemolyta petiti (Géry, 1964)
- Laemolyta proxima (Garman, 1890)
- Laemolyta taeniata (Kner, 1859)
- Leporellus vittatus (Valenciennes, 1850) - Piau-rola
- Leporinus bahiensis (Steindachner, 1875)
- Leporinus brunneus (Myers, 1950)
- Leporinus copelandii (Steindachner, 1875) - Piau-vermelho
- Leporinus elongatus (Valenciennes, 1850) - Piapara
- Leporinus fasciatus (Bloch, 1794) - Piau-flamengo
- Leporinus friderici (Bloch, 1794) - Piau-três-pintas
- Leporinus klausewitzi (Géry, 1960) - Aracu-quatro-pintas
- Leporinus macrocephalus (Garavello & Britski, 1988) - Piavuçu
- Leporinus melanopleura (Günther, 1864)
- Leporinus microphthalmus (Garavello, 1989)
- Leporinus obtusidens (Valenciennes, 1847) - Piapara
- Leporinus piau (Fowler, 1941) - Piau-verdadeiro
- Leporinus reinhardti (Lütken, 1874) - Piau-três-pintas
- Leporinus taeniatus (Lütken, 1874) - Piau-jejo
- Leporinus taeniofasciatus (Britski, 1997)
- Leporinus vanzoi (Britski & Garavello, 2006)
- Leporinus vittatus (Valenciennes, 1850)
- Pseudanos trimaculatus (Kner, 1858)
- Schizodon borelli (Boulenger, 1895) - Piau-catingudo
- Schizodon dissimilis (Garman, 1890)
- Schizodon fasciatum (Lütken, 1875) - Piau-cabeça-gorda
- Schizodon fasciatus (Spix & Agassiz, 1829)
- Schizodon knerii (Steindachner, 1875) - Piau-branco
- Schizodon nasutus (Kner, 1864) - Timboré
- Schizodon vittatus (Valenciennes in Cuvier & Valenciennes, 1850) - Piau-de-vara

Família Curimatidae
- Curimata cisandina (Allen in Eigenmann & Allen, 1942)
- Curimata inornata (Vari, 1989)
- Curimata kneri (Steindachner, 1876)
- Curimata macrops (Eigenmann & Eigenmann, 1889)
- Curimata ocellata (Eigenmann & Eigenmann, 1889)
- Curimata roseni (Vari, 1989)
- Curimata vittata (Kner, 1858)
- Curimatella alburna (Müller & Troschel, 1844)
- Curimatella immaculata (Fernández-Yépez, 1948)
- Curimatella lepidura (Eigenmann & Eigenmann, 1889)
- Curimatella meyeri (Steindachner, 1882)
- Curimatopsis crypticus (Vari, 1982)
- Curimatopsis evelynae (Géry, 1964)
- Cyphocharax abramoides (Kner, 1858)
- Cyphocharax festivus (Vari, 1992)
- Cyphocharax gangamon (Vari, 1992)
- Cyphocharax gilbert (Quoy & Gaimard, 1824)

- Cyphocharax leucostictus (Eigenmann & Eigenmann, 1889)
- Cyphocharax modestus (Fernández-Yépez, 1948) - Saguiru
- Cyphocharax spiluropsis (Eigenmann & Eigenmann, 1889)
- Potamorhina altamazonica (Cope, 1878) - Branquinha-de-cabeça-lista
- Potamorhina latior (Spix & Agassiz, 1829) - Branquinha-comum
- Psectrogaster amazonica (Eigenmann & Eigenmann, 1889)
- Psectrogaster essequibensis (Günther, 1864)
- Psectrogaster falcata (Eigenmann & Eigenmann, 1889)
- Psectrogaster rhomboides (Eigenmann & Eigenmann, 1889)
- Psectrogaster rutiloides (Kner, 1858) - Branquinha-cascuda
- Psectrogaster saguiru (Fowler, 1941)
- Steindachnerina argentea (Gill, 1858)
- Steindachnerina bimaculata (Steindachner, 1876)
- Steindachnerina elegans (Steindachner, 1876)
- Steindachnerina fasciata (Vari & Géry, 1985)
- Steindachnerina guentheri (Eigenmann & Eigenmann, 1889)
- Steindachnerina leucisca (Günther, 1868)
- Steindachnerina notonota (Ribeiro, 1937)
- Steindachnerina planiventris (Vari & Williams Vari, 1989)

Família Prochilodontidae

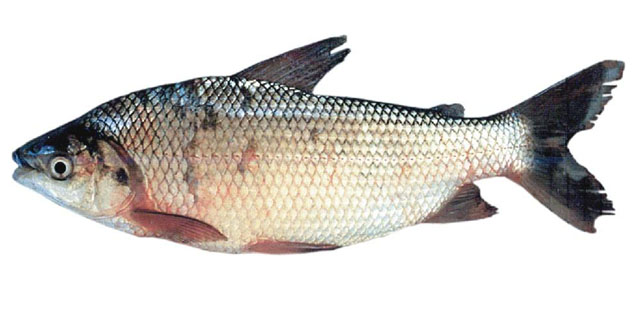
Curimba (Prochilodus lineatus)

- Prochilodus argenteus (Spix & Agassiz, 1829)
- Prochilodus brevis (Steindachner, 1874)
- Prochilodus costatus (Valenciennes, 1850) - Curimbatá-pioa
- Prochilodus lacustris (Steindachner, 1907)
- Prochilodus lineatus (Valenciennes, 1836) - Curimba
- Prochilodus marggravii (Walbaum, 1792) - Curimatã-pacu
- Prochilodus nigricans (Spix & Agassiz, 1829) - Curimatã
- Prochilodus platensis (Holmberg, 1889) - Sábalo
- Semaprochilodus insignis (Jardine & Schomburgk in Schomburgk, 1841) - Jaraqui-de-escama-grossa
- Semaprochilodus taeniurus (Valenciennes, 1821) - Jaraqui-de-escama-fina

Família Crenuchidae
- Ammocryptocharax elegans (Weitzman & Kanazawa, 1976)
- Ammocryptocharax minutus (Buckup, 1993)
- Characidium bimaculatum (Fowler, 1941)
- Characidium lagosantense (Travassos, 1947)
- Characidium zebra (Eigenmann, 1909) - Piquira
- Crenuchus spilurus (Günther, 1863)
- Elachocharax junki (Géry, 1971)
- Elachocharax mitopterus (Weitzman, 1986)
- Elachocharax pulcher (Myers, 1927)
- Microcharacidium weitzmani (Buckup, 1993)

Família Hemiodontidae
- Anodus elongatus (Agassiz in Spix & Agassiz, 1829)
- Anodus orinocensis (Steindachner, 1887)
- Argonectes longiceps (Kner, 1858)
- Bivibranchia fowleri (Steindachner, 1908)
- Bivibranchia notata (Vari & Goulding, 1985)
- Hemiodus amazonum (Humboldt in Humboldt & Valenciennes, 1821)
- Hemiodus argenteus (Pellegrin, 1908)
- Hemiodus immaculatus (Kner, 1858)
- Hemiodus microlepis (Kner, 1858)
- Hemiodus parnaguae (Eigenmann & Henn, 1916)
- Hemiodus semitaeniatus (Kner, 1858)
- Hemiodus unimaculatus (Bloch, 1794)

Família Gasteropelecidae
- Carnegiella marthae (Myers, 1927) - Borboleta-de-asas-pretas
- Carnegiella strigata (Garman, 1890) - Peixe-borboleta-pintado
- Thoracocharax stellatus (Kner, 1858) - Peixe-borboleta

Família Characidae
- Acestrocephalus acutus (Menezes, 2006)
- Acestrocephalus maculosus (Menezes, 2006)
- Acestrocephalus nigrifasciatus (Menezes, 2006)
- Acestrocephalus pallidus (Menezes, 2006)
- Acestrocephalus sardina (Fowler, 1913)
- Acestrocephalus stigmatus (Menezes, 2006)
- Acinocheirodon melanogramma (Malabarba & Weitzman, 1999)
- Amazonspinther dalmata (Bührnheim, Carvalho, Malabarba & Weitzman, 2008)

- Aphyocharax dentatus (Eigenmann & Kennedy, 1903) - Piquirão
- Astyanax abramis (Jenyns, 1842) - Lambari
- Astyanax asuncionensis (Géry, 1972)
- Astyanax bimaculatus (Linnaeus, 1758) - Lambari-do-rabo-amarelo
- Astyanax fasciatus (Cuvier, 1819) - Lambari-do-rabo-vermelho
- Astyanax marionae (Eigenmann, 1911)
- Axelrodia lindeae (Géry, 1973)
- Brachychalcinus copei (Steindachner, 1882)
- Brachychalcinus parnaibae (Reis, 1989)

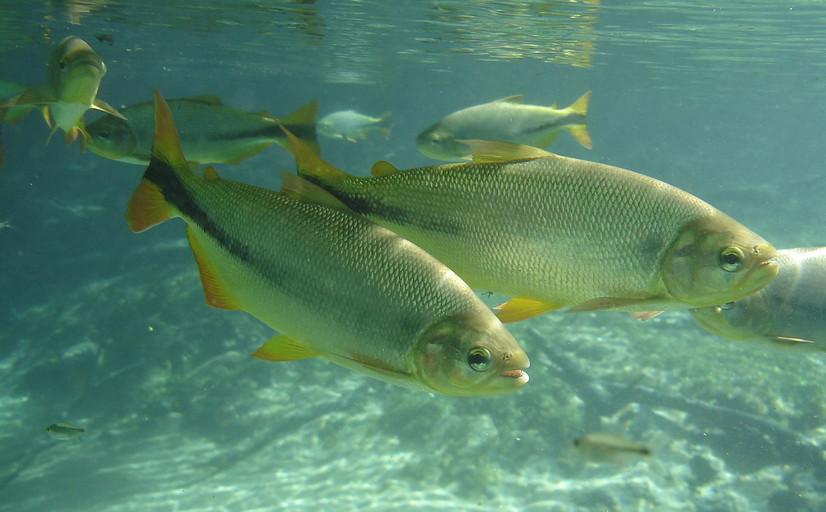
Piraputanga (Brycon hilarii)

- Brycon cephalus (Günther, 1869) - Jatuarana
- Brycon falcatus (Müller & Troschel, 1844)
- Brycon hilarii (Valenciennes, 1850) - Piraputanga
- Brycon insignis (Steindachner, 1876) - Piabanha
- Brycon lundii (Reinhardt, 1874) - Matrinxã
- Brycon microlepis (Perugia,1894) - Piraputanga
- Brycon nattereri (Günther, 1864) - Piracanjuvira, Piracanjuva-arrepiada
- Brycon opalinus (Cuvier, 1819) - Pirapitinga-do-sul
- Brycon orbignyanus (Valenciennes, 1850) - Piracanjuba
- Brycon orthotaenia (Günther, 1854)
- Bryconamericus exodon (Eigenmann, 1907)
- Bryconamericus victoriae (Steindachner, 1907)
- Bryconops affinis (Günther, 1864) - Piaba-verde
- Bryconops alburnoides (Kner, 1858)
- Bryconops melanurus (Bloch, 1794)
- Compsura heterura (Eigenmann, 1915)
- Ctenobrycon hauxwellianus (Cope, 1870) - Matupiri
- Cynopotamus amazonus (Günther, 1868)
- Galeocharax gulo (Cope, 1864)
- Gymnocorymbus thayeri (Eigenmann, 1908)
- Hasemania nana (Lütken, 1875)
- Hemigrammus brevis (Ellis, 1911)
- Hemigrammus gracilis (Lütken, 1875)
- Hemigrammus marginatus (Ellis, 1911) - Piabinha
- Henochilus wheatlandii (Garman, 1890) - Andirá
- Hyphessobrycon eques (Steindachner, 1882)
- Hyphessobrycon herbertaxelrodi (Géry, 1961) - Neon-negro
- Hyphessobrycon micropterus (Eigenmann, 1915)
- Hyphessobrycon negodagua (Lima & Gerhard, 2001)
- Hyphessobrycon piabinhas (Fowler, 1941)
- Moenkhausia costae (Steindachner, 1907)
- Moenkhausia dichroura (Kner, 1858)
- Moenkhausia lepidura (Kner, 1858)
- Moenkhausia sanctaefilomenae (Steindachner, 1907)
- Oligosarcus argenteus (Günther, 1864) - Lambari-bocarra
- Orthospinus franciscensis (Eigenmann, 1914)
- Paracheirodon axelrodi (Schultz, 1956) - Neon-cardinal
- Paracheirodon innesi (Myers, 1936) - Neon-verdadeiro
- Paracheirodon simulans (Géry, 1963) - Neon-verde
- Phenacogaster calverti (Fowler, 1941)
- Phenacogaster franciscoensis (Eigenmann, 1911)
- Piabina argentea (Reinhardt, 1867)
- Poptella compressa (Günther, 1864)
- Prionobrama filigera (Cope, 1870) - Vidro-de-cauda-vermelha
- Psellogrammus kennedyi (Eingenmann & Kennedy, 1903)
- Roeboides affinis (Günther, 1868)
- Roeboides microlepis (Reinhardt, 1851)
- Roeboides myersii (Gill, 1870)
- Roeboides prognathus (Boulenger, 1895)
- Roeboides xenodon (Reinhardt, 1849)
- Salminus hilarii (Valenciennes, 1850) - Tabarana
- Salminus maxillosus (Cuvier, 1816) - Dourado

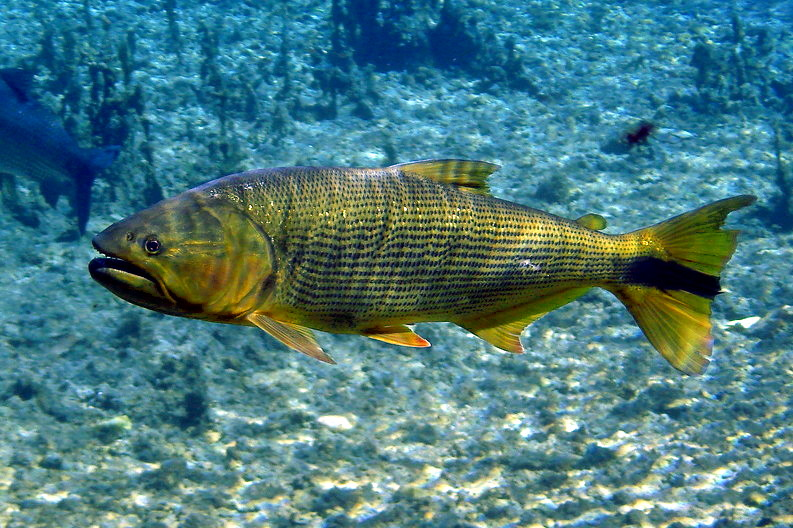
Dourado (Salminus maxillosus)

- Serrapinnus calliurus (Boulenger, 1900)
- Serrapinnus heterodon (Eigenmann, 1915)
- Serrapinnus kriegi (Schindler, 1937)
- Serrapinnus microdon (Eigenmann, 1915)
- Serrapinnus micropterus (Eigenmann, 1907)
- Serrapinnus notomelas (Eigenmann, 1915)
- Serrapinnus piaba (Lütken, 1874)
- Tetragonopterus argenteus (Cuvier, 1816)
- Tetragonopterus chalceus (Spix & Agassiz, 1829) - Piaba-rapadura
- Thayeria obliqua (Eigenmann, 1908)

Família Triportheidae
- Lignobrycon myersi (Miranda-Ribeiro, 1956)

Subfamília Triportheinae
- Triportheus albus (Cope, 1872)
- Triportheus guentheri (Garman, 1890) - Piaba-facão
- Triportheus rotundatus (Jardine in Schomburgk, 1841)

Subfamília Agoniatinae
- Agoniates halecinus (Müller & Troschel, 1845)
- Agoniates anchovia (Eigenmann, 1914)

Família Serrasalmidae
Subfamília Serrasalminae
- Serrasalmus rhombeus (Linnaeus, 1766) - Piranha-preta
- Serrasalmus marginatus (Valenciennes, 1847 ) - Piranha-catirina
- Serrasalmus brandtii (Lütken, 1875) - Pirambeba
- Serrasalmus spilopleura (Kner, 1858) - Piranha-pintada

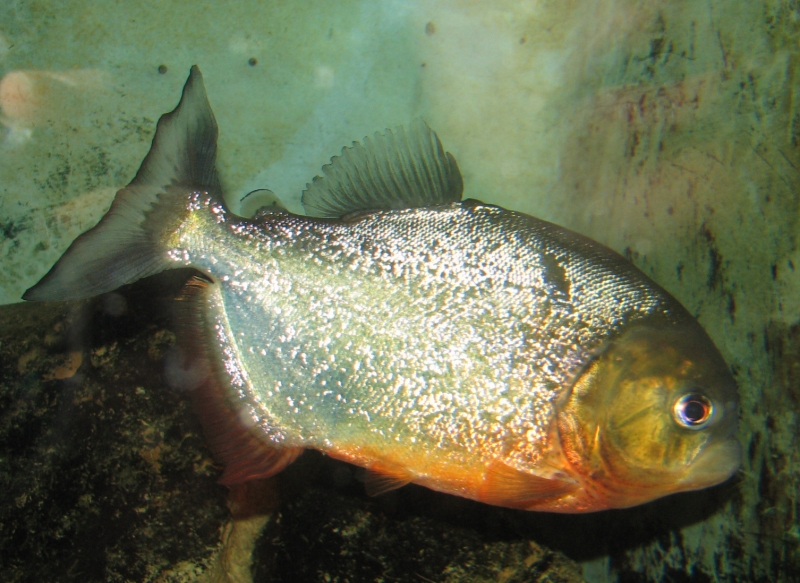
Piranha-caju ou piranha-vermelha (Pygocentrus nattereri)

- Catoprion mento (Cuvier, 1819) - Pacu-piranha
- Pygocentrus piraya (Cuvier, 1819) - Piranha-do-são-francisco
- Pygocentrus nattereri (Kner, 1858) - Piranha-caju
- Metynnis hypsauchen (Müller & Troschel, 1844) - Pacu-prateado
- Metynnis lippincottianus (Cope, 1870)
- Metynnis orbicularis (Steindachner, 1908)
- Metynnis roosevelti (Eigenmann, 1915)
- Pristobrycon striolatus (Steindachner, 1908)

Subfamília Colossomatinae

Tambaqui (Colossoma macropomum)

- Colossoma macropomum (Cuvier, 1818) - Tambaqui
- Mylossoma duriventris (Cuvier, 1818) - Pacu-manteiga
- Mylossoma aureum (Spix & Agassiz, 1829)

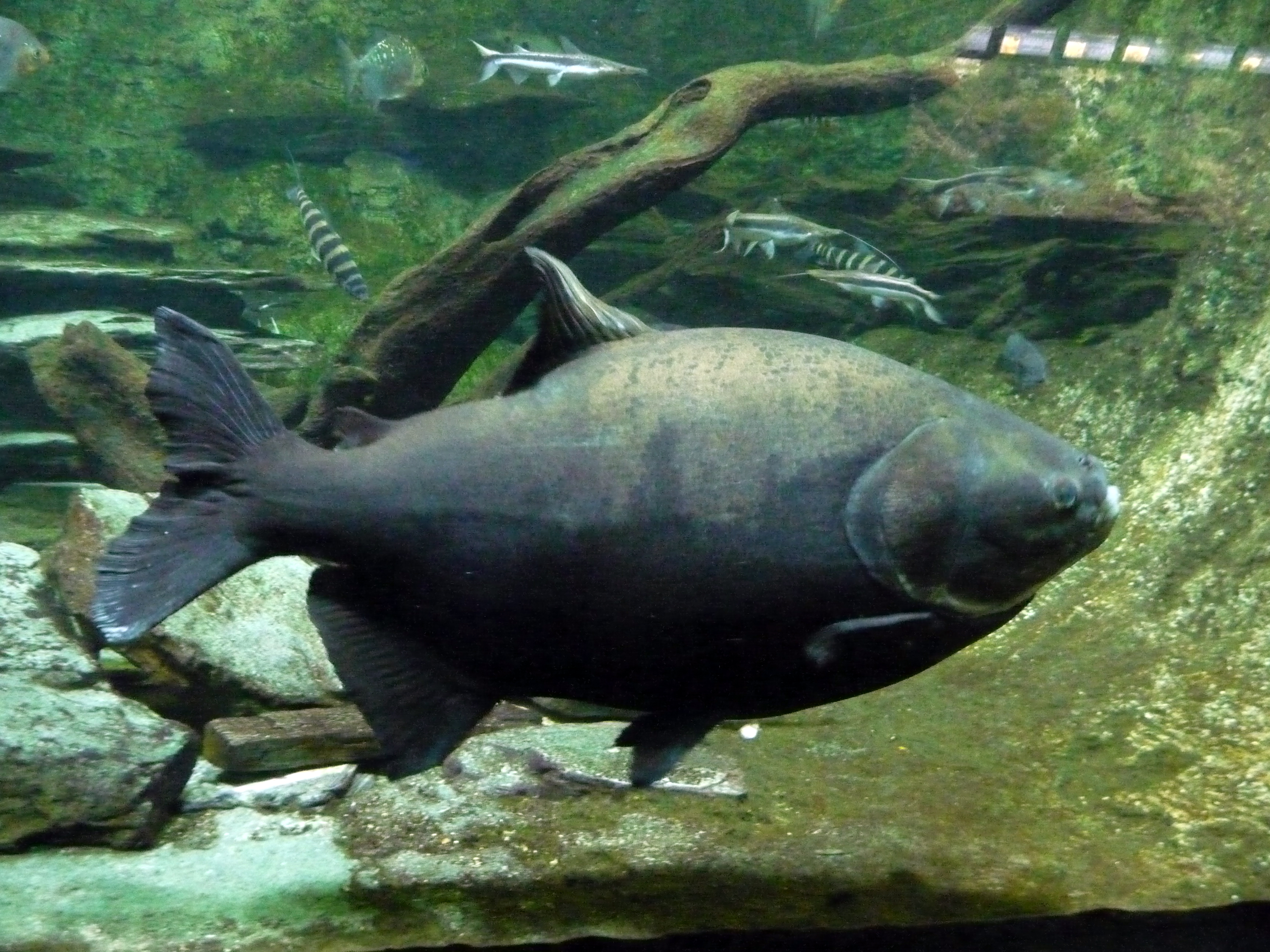
Pirapitinga (Piaractus brachypomum)

- Piaractus brachypomus (Cuvier, 1818) - Pirapitinga
- Piaractus mesopotamicus (Holmberg, 1887) - Pacu

Subfamília Myleinae
- Myloplus asterias (Müller & Troschel, 1844)
- Ossubtus xinguense (Jégu, 1992)

Família Acestrorhynchidae
- Acestrorhynchus abbreviatus (Cope, 1878)
- Acestrorhynchus altus (Menezes, 1969)
- Acestrorhynchus britskii (Menezes, 1969)
- Acestrorhynchus falcatus (Bloch, 1794)
- Acestrorhynchus falcirostris (Cuvier, 1819)
- Acestrorhynchus grandoculis (Menezes & Géry, 1983)
- Acestrorhynchus heterolepis (Cope, 1878)
- Acestrorhynchus isalineae (Menezes & Géry, 1983)
- Acestrorhynchus lacustris (Lütken, 1875)
- Acestrorhynchus maculipinna (Menezes & Géry, 1983)
- Acestrorhynchus microlepis (Jardine, 1841)
- Acestrorhynchus minimus (Menezes, 1969)
- Acestrorhynchus nasutus (Eigenmann, 1912)
- Acestrorhynchus pantaneiro (Menezes, 1992) - Peixe-cachorro

Família Cynodontidae

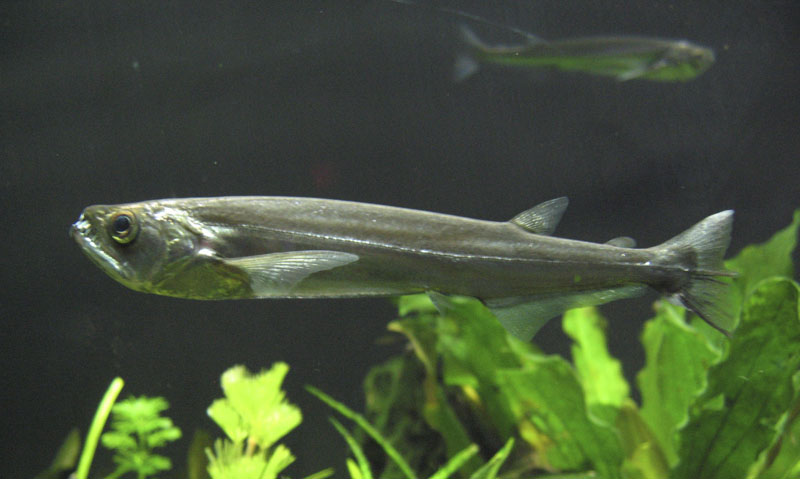
Rhaphiodon vulpinus

- Hydrolycus scomberoides (Cuvier, 1816) - Cachorra
- Rhaphiodon vulpinus (Agassiz in Spix & Agassiz, 1829) - Cachorra-facão

Família Erythrinidae
- Hoplerythrinus unitaeniatus (Spix & Agassiz, 1829) - Jeju, Aimara
- Hoplias brasiliensis (Spix & Agassiz, 1829)
- Hoplias lacerdae (Miranda Ribeiro, 1908) - Trairão
- Hoplias malabaricus (Bloch, 1794) - Traíra

Família Lebiasinidae

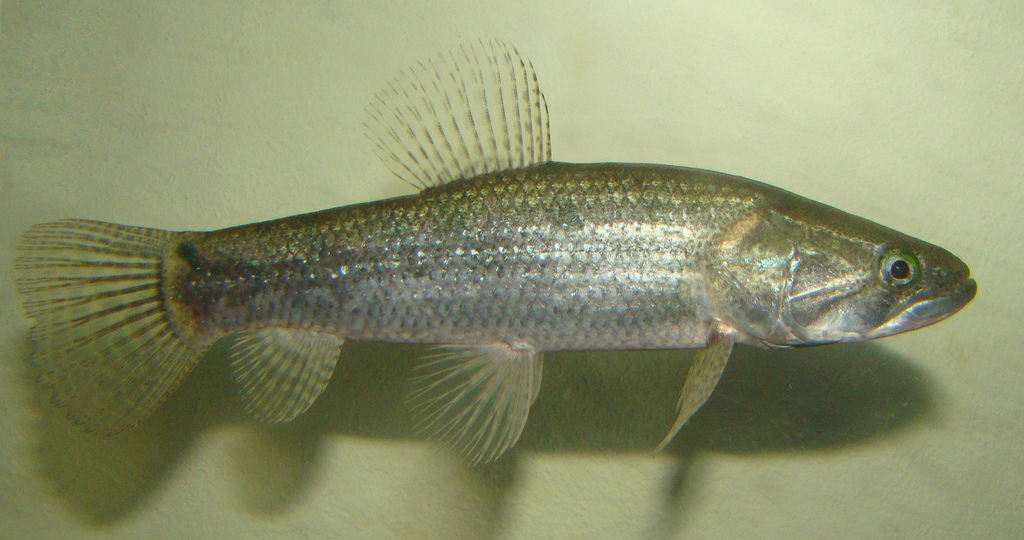
Traíra (Hoplias malabaricus)

- Pyrrhulina australis (Eigenmann & Kennedy, 1903)

Família Ctenoluciidae
- Boulengerella cuvieri (Spix & Agassiz, 1829)
- Boulengerella maculata (Valenciennes, 1850) - Bicuda
- Boulengerella lateristriga (Boulenger, 1895)

### Gymnotiformes
Família Apteronotidae
- Adontosternarchus balaenops (Cope, 1878)
- Adontosternarchus clarkae (Mago-Leccia, Lundberg & Baskin, 1985)
- Adontosternarchus devenanzii (Mago-Leccia, Lundberg & Baskin, 1985)
- Adontosternarchus duartei (Santana & Vari, 2012)
- Adontosternarchus nebulosus (Lundberg, Cox & Fernandes, 2007)
- Adontosternarchus sachsi (Peters, 1877)
- Apteronotus albifrons (Linnaeus, 1766)
- Apteronotus brasiliensis (Reinhardt, 1852)
- Parapteronotus hasemani (Ellis, 1913)
- Sternarchella orinoco (Mago-Leccia, 1994)
- Sternarchella orthos (Mago-Leccia, 1994)
- Sternarchella schotti (Steindachner, 1868)
- Sternarchogiton nattereri (Steindachner, 1868)
- Sternarchogiton porcinum (Eigenmann & Allen, 1942)

Família Sternopygidae
- Eigenmannia macrops (Boulenger, 1897)
- Eigenmannia microstoma (Reinhardt, 1852)
- Eigenmannia virescens (Valenciennes, 1842)
- Rhabdolichops caviceps (Fernández-Yépez, 1968)
- Rhabdolichops electrogrammus (Lundberg & Mago-Leccia, 1986)
- Sternopygus macrurus (Bloch & Schneider, 1801)

Família Hypopomidae
- Brachyhypopomus beebei (Schultz, 1944)
- Brachyhypopomus brevirostris (Steindachner, 1868)
- Hypopygus lepturus (Hoedeman, 1962)
- Microsternarchus bilineatus (Fernández-Yépez, 1968)
- Steatogenys elegans (Steindachner, 1880)

Família Rhamphichthyidae
- Gymnorhamphichthys hypostomus (Ellis in Eigenmann, 1912)
- Ramphichthys rostratus (Linnaeus, 1766)

Família Gymnotidae
- Electrophorus electricus (Linnaeus, 1766) - Poraquê
- Gymnotus anguillaris (Hoedeman, 1962)
- Gymnotus carapo (Linnaeus, 1758) - Arapó
- Gymnotus cataniapo (Mago-Leccia, 1994)
- Gymnotus coatesi (La Monte, 1935)
- Gymnotus stenoleucus (Mago-Leccia, 1994)

### Siluriformes
Família Ariidae
- Amphiarius phrygiatus[2] (Valenciennes, 1840) - Bagre
- Amphiarius rugispinis[2] (Valenciennes, 1840) - Bagre-cabeça-mole
- Aspistor quadriscutis[2] (Valenciennes, 1840) - Bagre
- Aspistor luniscutis (Valenciennes, 1840) - Bagre-amarelo
- Bagre bagre[2] (Linnaeus, 1766) - Bagre-de-penacho
- Bagre marinus[2] Mitchill, 1815 - Bagre-bandeira
- Cathorops spixii[2] (Agassiz, 1829) - Bagre-amarelo
- Genidens barbus[2] (Lacépède, 1803) - Bagre-branco
- Genidens genidens[2] (Cuvier, 1829) - Bagre-urutu
- Genidens planifrons[2] (Higuchi, Reis & Araújo, 1982) - Bagre
- Notarius grandicassis[2] (Valenciennes, 1840) - Bagre-cabeçudo
- Sciades couma[2] (Valenciennes, 1840) - Bagre
- Sciades herzbergii[2] (Bloch, 1794) - Gurijuba
- Sciades parkeri[2] (Traill, 1832) - Bagre-ariaçu
- Sciades passany[2] (Valenciennes, 1840) - Bagre
- Sciades proops[2] (Valenciennes, 1840) - Bagre-crucifixo

Família Auchenipteridae
- Ageneiosus inermi (Valenciennes, 1840) - Palmito
- Ageneiosus militaris (Valenciennes, 1835)
- Ageneiosus polystictus (Steindachner, 1915)
- Ageneiosus ucayalensis (Castelnau, 1855)
- Ageneiosus uranophthalmus (Ribeiro, Rapp & Py-Daniel, 2010)
- Ageneiosus vittatus (Steindachner, 1908)
- Auchenipterus ambyiacus (Fowler, 1915)
- Auchenipterus brachyurus (Cope, 1878)
- Auchenipterus menezesi (Ferraris & Vari, 1999)
- Auchenipterus nigripinnis (Boulenger, 1895) - Palmitinho
- Auchenipterus nuchalis (Spix & Agassiz, 1829) - Mandubi, Mapurá, Peixe-gato
- Auchenipterichthys longimanus (Günther, 1864)
- Auchenipterichthys thoracatus (Kner, 1858)
- Centromochlus heckelii (De Filippi, 1853)
- Epapterus dispilurus (Cope, 1878)
- Pseudauchenipterus flavescens (Eigenmann & Eigenmann, 1888)
- Pseudotatia parva (Mees, 1974)
- Tatia aulopygia (Kner, 1858)
- Tatia intermedia (Steindachner, 1877)
- Tatia strigata (Soares-Porto, 1995)
- Trachelyichthys exilis (Greenfield & Glodek, 1977)
- Trachelyopterichthys taeniatus (Kner, 1858)
- Trachelyopterus galeatus (Linnaeus, 1766) - Cangati
- Trachelyopterus striatulus (Steindachner, 1877)
- Tympanopleura atronasus (Eigenmann & Eigenmann, 1888)

Família Cetopsidae
- Cetopsis coecutiens (Lichtenstein, 1819) - Candiru-açu

Família Heptapteridae
- Acentronichthys leptos (Eigenmann & Eigenmann, 1889)
- Rhamdella papariae (Fowler, 1941)
- Rhamdia robinsoni (Fowler, 1941)
- Rhamdia quelen (Quoy & Gaimard, 1824) - Jundiá
- Rhamdia sebae (Cuvier, 1829) - Jundiá-tinga
- Rhamdia wolfi (Fowler, 1941)

Família Pimelodidae
- Aguarunichthys inpai (Zuanon, Rapp Py-Daniel & Jégu, 1993)
- Aguarunichthys tocantinsensis (Zuanon, Rapp Py-Daniel & Jégu, 1993)
- Aguarunichthys torosus (Stewart, 1986)
- Bergiaria westermanni (Lütken, 1874)
- Brachyplatystoma filamentosum (Lichtenstein, 1819) - Piraíba
- Brachyplatystoma flavicans (Lichtenstein, 1819) - Dourada
- Brachyplatystoma rousseauxii (Castelnau, 1855) - Dourada
- Brachyplatystoma vaillanti (Valenciennes, 1840) - Piramutaba
- Calophysus macropterus (Lichtenstein, 1819) - Piracatinga
- Cheirocerus goeldii (Steindachner, 1908)
- Conorhynchus conirostris (Valenciennes, 1840)
- Conorhynchus glaber (Steindachner, 1876)
- Duopalatinus emarginatus (Valenciennes, 1840) - Mandiaçu
- Exallodontus aguanai (Lundberg, Mago-Leccia & Nass, 1991)
- Hemisorubim platyrhynchos (Valenciennes, 1840) - Jurupoca
- Hypophthalmus edentatus (Spix & Agassiz, 1829) - Marapá
- Hypophthalmus fimbriatus (Kner, 1858)
- Hypophthalmus marginatus (Valenciennes in Cuvier & Valenciennes, 1840)
- Phractocephalus hemioliopterus (Bloch & Schneider, 1801) - Pirarara
- Pimelodella cristata (Müller & Troschel, 1848)
- Pimelodella dorseyi (Fowler, 1941)
- Pimelodella enochi (Fowler, 1941)
- Pimelodella gracilis (Valenciennes, 1847) - Dubu, Dundu, Mandim
- Pimelodella itapicuruensis (Eigenmann, 1917)
- Pimelodella lateristriga (Müller & Troschel, 1848)
- Pimelodella laurenti (Fowler, 1941)
- Pimelodella parnahybae (Fowler, 1941)
- Pimelodella vittata (Lütken, 1874)
- Pimelodella witmeri (Fowler, 1941)
- Pimelodina flavipinnis (Steindachner, 1876)
- Pimelodus albofasciatus (Mees, 1974)
- Pimelodus blochii (Valenciennes, 1840)
- Pimelodus fur (Lütken, 1874) - Mandi-branco
- Pimelodus maculatus (Lacepède, 1803) - Mandi-amarelo
- Pimelodus ornatus (Kner, 1858) - Cabeçudo, Mandiguaru, Mandipinima
- Pinirampus pirinampu (Spix & Agassiz, 1829) - Barbado
- Platynematichthys notatus (Jardine & Schomburgk, 1841) - Piranambu
- Platysilurus mucosus (Vaillant, 1880)
- Platystomatichthys sturio (Kner, 1858)
- Propimelodus eigenmanni (Van der Stigchel, 1946)
- Pseudoplatystoma corruscans (Spix & Agassiz, 1829) - Pintado
- Pseudoplatystoma fasciatum (Linnaeus, 1766) - Cachara
- Pseudoplatystoma tigrinum (Valenciennes in Cuvier & Valenciennes, 1840) - Surubim-atigrado, Barrada-surubim
- Sorubim elongatus (Littmann, Burr, Schmidt & Isern 2001)
- Sorubim lima (Bloch & Schneider, 1801) - Jurupensém
- Sorubimichthys planiceps (Spix & Agassiz, 1829) - Surubim-chicote
- Zungaro jahu (Ihering, 1898) - Jaú

Família Pseudopimelodidae
- Cephalosilurus fowleri (Haseman, 1911)
- Lophiosilurus alexandri (Steindachner, 1876) - Pacamã
- Pseudopimelodus charus (Valenciennes, 1840) - Xaru
- Pseudopimelodus fowleri (Haseman, 1911) - Peixe-sapo
- Pseudopimelodus zungaro (Humboldt, 1821) - Bagre-sapo

Família Aspredinidae
Subfamília Aspredininae
- Aspredo aspredo (Linnaeus, 1758)
- Amaralia hypsiura (Kner, 1855)
- Amaralia oviraptor (Friel & Carvalho, 2016)

Família Doradidae
- Acanthodoras cataphractus (Linnaeus, 1758)
- Acanthodoras depressus (Steindachner, 1881)
- Acanthodoras spinosissimus (Eigenmann & Eigenmann, 1888)
- Agamyxis pectinifrons (Cope, 1870)
- Amblydoras affinis (Kner, 1855)
- Amblydoras monitor (Cope, 1872)
- Amblydoras nheco (Higuchi, Birindelli, Sousa & Britski, 2007)
- Anadoras insculptus (Miranda-Ribeiro, 1912)
- Anadoras regani (Steindachner, 1908)
- Anadoras weddellii (Castelnau, 1855)
- Astrodoras asterifrons (Kner, 1853)
- Doras micropoeus (Eigenmann, 1912)
- Franciscodoras marmoratus (Lütken, 1974) - Serrudo, Cumbaca
- Hassar afinnis (Steindachner, 1881)
- Hassar orestis (Steindachner, 1875)
- Hemidoras stenopeltis (Kner, 1855)
- Kalyptodoras bahiensis (Higuchi, Britski & Garavello, 1990)
- Leptodoras juruensis (Boulenger, 1898)
- Leptodoras linnelli (Eigenmann, 1912)
- Leptodoras praelongus (Myers & Weitzman, 1956)
- Megalodoras uranoscopus (Boulenger, 1898)
- Nemadoras elongatus (Boulenger, 1898)
- Nemadoras trimaculatus (Boulenger, 1898)
- Opsodoras ternetzi (Eigenmann, 1925)
- Physopyxis ananas (de Sousa & Rapp Py-Daniel, 2005)
- Platydoras costatus (Linnaeus, 1758)
- Pterodoras granulosus (Valenciennes in Humboldt & Valenciennes, 1821) - Armado
- Scorpiodoras heckelii (Kner, 1855)
- Trachydoras microstomus (Eigenmann, 1912)
- Trachydoras steindachneri (Perugia, 1897)

Família Callichthyidae
- Aspirodoras carvalhoi (Nijssen & Isbrücker, 1979)
- Aspirodoras depinnai (Britto, 2000)
- Aspirodoras maculosus (Nijssen & Isbrücker, 1979)
- Aspirodoras menezsi (Nijssen & Isbrücker, 1979)
- Aspirodoras raimundi (Steindachner, 1907)
- Aspirodoras rochai (Ihering, 1907)
- Aspirodoras spilotus (Nijssen & Isbrücker, 1979)
- Callichthys callichthys (Meuschen, 1778) - Tambuatá
- Corydoras garbei (Ihering, 1911)
- Corydoras julii (Steindachner, 1906)
- Corydoras multimaculatus (Steindachner, 1907)
- Corydoras paleatus (Jenyns, 1842)
- Corydoras polysticus (Regan, 1912)
- Corydoras treitlii (Steindachner, 1906)
- Megalechis personata (Ranzani, 1841)
- Megalechis thoracata (Valenciennes, 1840)

Família Trichomycteridae
- Acanthopoma annectens (Lütken, 1892)
- Ammoglanis amapaensis (Mattos, Costa & Gama, 2008)
- Ammoglanis diaphanus (Costa, 1994)
- Copionodon orthiocarinatus (De Pinna, 1992)
- Copionodon pecten (De Pinna, 1992)
- Glaphyropoma rodriguesi (De Pinna, 1992)
- Trichogenes longipinnis (Britski & Ortega, 1983) - Cambeva-da-cachoeira
- Trichomycterus castroi (De Pinna, 1992)
- Trichomycterus itacarambiensis (Trajano & De Pinna, 1996)
- Trichomycterus paolence (Eigenmann, 1917)
- Vandellia cirrhosa (Valenciennes, 1846) - Candiru

Família Scoloplacidae
- Scoloplax baileyi (Rocha, Lazzarotto & Py-Daniel, 2012)
- Scoloplax baskini (Rocha, de Oliveira & Rapp Py-Daniel, 2008)
- Scoloplax dicra (Bailey & Baskin, 1976)
- Scoloplax distolothrix (Schaefer, Weitzman & Britski, 1989)
- Scoloplax dolicholophia (Schaefer, Weitzman & Britski, 1989)
- Scoloplax empousa (Schaefer, Weitzman & Britski, 1989)

Família Loricariidae
- Acanthicus adonis (Isbrücker & Nijssen, 1988)
- Acanthicus hystrix (Spix & Agassiz, 1829)
- Acestridium discus (Haseman, 1911)
- Acestridium gymnogaster (Reis, Lehmann & A., 2009)
- Acestridium martini (Retzer, Nico & Provenzano, 1999)
- Acestridium scutatum (Reis, Lehmann & A., 2009)

- Acestridium triplax (Rodríguez & Reis, 2007)
- Ancistrus damasceni (Steindachner, 1907)
- Ancistrus formoso (Sabino & Trajano, 1997)
- Glyptoperichthys parnaibae (Weber, 1991)
- Hypostomus affinis (Steindachner, 1877)
- Hypostomus alatus (Castelnau, 1855)
- Hypostomus auroguttatus (Kner, 1854)
- Hypostomus carvalhoi (Ribeiro, 1937)
- Hypostomus commersoni (Valenciennes, 1836)
- Hypostomus francisci (Lütken, 1874)
- Hypostomus garmani (Regan, 1904)
- Hypostomus gomesi (Fowler, 1942)
- Hypostomus jaguribensis (Fowler, 1915)
- Hypostomus nudivenstris (Fowler, 1941)
- Hypostomus papariae (Fowler, 1941)
- Hypostomus plecostomus (Linnaeus, 1758)
- Hypostomus pusarum (Starks, 1913)
- Hypostomus wuchereri (Günther, 1864)
- Lasiancistrus genisetiger (Fowler, 1941)
- Lasiancistrus papariae (Fowler, 1941)
- Limatulichthys punctatus (Regan, 1904)
- Loricaria nudiventris (Valenciennes, 1840)
- Loricaria parnahybae (Steindachner, 1907)
- Loricariichthys derbyi (Fowler, 1915)
- Loricariichthys maculatus (Bloch, 1794)
- Otocinclus hasemani (Steindachner, 1915)
- Otocinclus xakriaba (Schaefer, 1997)
- Parotocinclus bahiensis (Ribeiro, 1918)
- Parotocinclus cearensis (Garavello, 1976)
- Parotocinclus cesarpintoi (Garavello, 1976)
- Parotocinclus haroldoi (Garavello, 1988)
- Parotocinclus jimi (Garavello, 1976)
- Parotocinclus minutus (Garavello, 1976)
- Parotocinclus spilosoma (Fowler, 1941)
- Parotocinclus spilurus (Fowler, 1941)
- Pterygoplichthys etentaculatus (Agassiz, 1829)

### Osmeriformes
Família Argentinidae
- Argentina striata[2] Goode & Bean, 1896 - Argento
- Glossanodon polli[2] Cohen, 1958
- Glossanodon pygmaeus[2] Cohen, 1958

Família Alepocephalidae
- Xenodermichthys copei (Gill, 1884)

Família Bathylagidae
- Dolicholagus longirostris (Maul, 1948)
- Melanolagus bericoides (Borodin, 1929)

### Stomiiformes
Família Gonostomatidae
- Gonostoma elongatum (Günther, 1878)

Família Sternoptychidae
- Argyropelecus aculeatus[10] (Valenciennes, 1850)
- Argyropelecus gigas (Norman, 1930)
- Argyropelecus hemigymmus (Cocco, 1829)
- Maurolicus stehmanni[11] (Parin & Kobylianski, 1993)

Família Phosichthyidae
- Phosichthys argenteus (Hutton, 1872)
- Pollichthys mauli (Poll, 1953)
- Polymetme thaeocoryla (Parin & Borodulina, 1990)

Família Stomiidae
- Chauliodus minimus (Parin & Novikova, 1974)
- Chauliodus sloani (Bloch & Schneider, 1801) - Peixe-víbora
- Flagellostomias boureei (Zugmayer, 1913)
- Idiacanthus atlanticus[10] (Brauer, 1906)
- Melanostomias niger (Gilchrist & von Bonde, 1924)
- Melanostomias dio (Villarins, 2023) - Peixe-dragão-de-noronha[12]
- Stomias affinis (Günther, 1887)
- Eustomias ophioglossa (Villarins, 2023)[12]
- Eustomias bertrandi (Villarins, 2023)[12]
- Eustomias lucenae (Villarins, 2023)[12]
- Eustomias antea (Villarins, 2023)[12]

### Aulopiformes
Família Alepisauridae
- Alepisaurus brevirostris (Gibbs, 1960)
- Alepisaurus ferox (Lowe, 1833) - Lanceta

Família Chlorophthalmidae
- Chlorophthalmus agassizi[2] (Bonaparte, 1840) - Olho-verde
- Chlorophthalmus brasiliensis[2] (Mead, 1958) - Olho-verde
- Parasudis truculenta[2] (Goode & Bean, 1896)

Família Ipnopidae
- Bathypterois quadrifilis (Günther, 1878)
- Bathypterois viridensis (Roule, 1916)

Família Scopelarchidae
- Benthalbella infans (Zugmayer, 1911)

Família Notosudidae
- Ahliesaurus berryi (Bertelsen, Krefft & Marshall, 1976)
- Scopelosaurus herwigi (Bertelsen, Krefft & Marshall, 1976)
- Scopelosaurus smithii (Bean, 1925)

Família Bathysauridae
- Bathysaurus ferox[2] (Günther, 1878)

Família Synodontidae
- Saurida brasiliensis[2] (Norman, 1935) - Peixe-lagarto
- Saurida caribbaea Breder, 1927
- Synodus foetens[2] (Linnaeus, 1766) - Peixe-lagarto-costeiro
- Synodus intermedius[2] (Spix & Agassiz, 1829) - Peixe-lagarto-da-areia
- Synodus synodus[2] (Linnaeus, 1758) - Peixe-lagarto-vermelho
- Trachinocephalus myops (Forster in Bloch & Schneider, 1801) - Peixe-cobra

Família Paralepididae
- Lestidium atlanticum (Borodin, 1928)
- Lestrolepis intermedia (Poey, 1868)

### Myctophiformes
Família Neoscopelidae
- Neoscopelus macrolepidotus (Johnson, 1863)

Família Myctophidae
- Diaphus dumerilii (Bleeker, 1856)
- Diaphus effulgens (Goode & Bean, 1896)
- Diaphus garmani (Gilbert, 1906)
- Diaphus hudsoni (Zurbrigg & Scott, 1976)
- Diaphus mollis (Tåning, 1928)
- Diaphus ostenfeldi (Tåning, 1932)
- Diaphus problematicus (Parr, 1928)
- Electrona risso (Cocco, 1829)
- Gymnoscopelus bolini (Andriashev, 1962)
- Gymnoscopelus nicholsi (Gilbert, 1911)
- Hygophum hygomii (Lütken, 1892)
- Lampanyctus australis (Tåning, 1932)
- Lepidophanes guentheri (Goode & Bean, 1896)
- Lobianchia gemellarii (Cocco, 1838)
- Myctophum obtusirostre (Tåning, 1928)
- Symbolophorus barnardi (Tåning, 1932) - Peixe-lanterna

### Lampriformes
Família Lophotidae
- Lophotus capellei[2] (Temminck & Schlegel, 1845) - Peixe-unicórnio
- Lophotus lacepede[2] Giorna, 1809

Família Lampridae
- Lampris guttatus[2] (Brünnich, 1788) - Peixe-papagaio

Família Trachipteridae
- Trachipterus jacksonensis (Ramsay, 1881)

Família Regalecidae
- Regalecus glesne (Ascanius, 1772) - Regaleco, Peixe-remo

### Polymixiiformes
Família Polymixiidae
- Polymixia lowei[2] Günther, 1859 - Barbudo

### Ophidiiformes
Família Carapidae
- Echiodon cryomargarites (Markle, Williams & Olney, 1983)
- Snyderidia canina (Gilbert, 1905)

Família Ophidiidae
- Acanthonus armatus (Günther, 1878)
- Benthocometes robustus (Goode & Bean, 1886)
- Genypterus blacodes (Regan, 1903) - Côngrio-rosa
- Monomitopus americanus (Nielsen, 1971)
- Ophidion holbrooki (Putnam, 1874) - Falso-congro-rosa
- Raneya brasiliensis (Kaup, 1856)

Família Bythitidae
- Diplacanthopoma brachysoma (Günther, 1887)
- Saccogaster parva (Cohen & Nielsen, 1972)
- Stygnobrotula latebricola Böhlke, 1957 - Brotula-negra

Família Aphyonidae
- Aphyonus gelatinosus (Günther, 1878)
- Barathronus bicolor (Goode & Bean, 1886)

### Gadiformes
Família Macrouridae
- Coelorinchus marinii (Hubbs, 1934)
- Hymenocephalus billsam (Marshall & Iwamoto, 1973)
- Lucigadus ori (Smith, 1968)
- Macrourus holotrachys (Günther, 1878)
- Malacocephalus laevis (Lowe, 1843)
- Malacocephalus occidentalis (Goode & Bean, 1885)
- Ventrifossa macropogon (Marshall, 1973)

Família Moridae
- Antimora rostrata (Günther, 1878)
- Gadella imberbis (Vaillant, 1888)
- Laemonema goodebeanorum (Meléndez C. & Markle, 1997)
- Notophycis marginata (Günther, 1878)
- Tripterophycis gilchristi (Boulenger, 1902)

Família Bregmacerotidae
- Bregmaceros atlanticus (Goode & Bean, 1886)
- Bregmaceros cantori (Milliken & Houde, 1984)

Família Phycidae
- Urophycis brasiliensis (Kaup, 1858) - Abrótea-de-profundidade
- Urophycis mystacea (Miranda Ribeiro, 1903)

Família Merlucciidae
- Macruronus magellanicus (Lönnberg, 1907)
- Merluccius hubbsi[13] (Marini, 1933) - Merluza

### Batrachoidiformes
Família Batrachoididae
- Amphichthys cryptocentrus[2] (Valenciennes, 1837) - Pacamão
- Amphichthys rubigenis[2] Swainson, 1839 - Pacamão
- Batrachoides surinamensis[2] (Bloch & Schneider, 1801) - Mamangá-liso
- Porichthys kymosemeum[2] Gilbert, 1968 - Mamangá-liso
- Porichthys plectrodon[2] Jordan & Gilbert, 1882 - Mamangá-liso
- Porichthys porosissimus[2] (Cuvier, 1829) - Mamangá-liso
- Thalassoma noronhanum - Talassoma-azul
- Thalassophryne montevidensis - Niquim-barrado
- Thalassophryne nattereri[2] Steindachner, 1876 - Niquim
- Thalassophryne punctata[2] Steindachner, 1876 - Moreiatim

### Lophiiformes
Família Lophiidae
- Lophius gastrophysus[5][2] Miranda Ribeiro, 1915 - Peixe-pescador

Família Antennariidae
- Antennarius multiocellatus (Valenciennes, 1837)
- Antennarius striatus (Shaw, 1794) - Peixe-pescador-riscado

Família Chaunacidae
- Chaunax stigmaeus (Fowler, 1946)

Família Ogcocephalidae
- Dibranchus atlanticus[10] (Peters, 1876)
- Ogcocephalus notatus (Valenciennes in Cuvier & Valenciennes, 1837)
- Ogcocephalus vespertilio (Linnaeus, 1758) - Peixe-morcego-do-focinho-longo

Família Melanocetidae
- Melanocetus johnsoni (Günther 1864)
- Melanocetus murrayi (Günther, 1887)

Família Oneirodidae
- Oneirodes notius[10] (Pietsch, 1974)

Família Diceratiidae
- Bufoceratias wedli (Pietschmann, 1926)

Família Ceratiidae
- Ceratias uranoscopus (Murray, 1877)

### Mugiliformes
Família Mugilidae
- Mugil cephalus (Linnaeus, 1758) - Tainha
- Mugil curema (Valenciennes, 1836) - Parati
- Mugil liza (Valenciennes, 1836)
- Mugil platanus (Günther, 1880)
- Mugil trichodon (Poey, 1875) - Tainha-olho-preto

### Atheriniformes
Família Atherinidae
- Atherinomorus stipes (Müller & Troschel, 1848)

Família Atherinopsidae
- Atherinella brasiliensis (Quoy & Gaimard, 1825) - Peixe-rei
- Membras dissimilis (Carvalho, 1956) - Peixe-rei-membra
- Odonthestes bonariensis (Valenciennes, 1940) - Peixe-rei

### Beloniformes
Família Belonidae
- Ablennes hians (Valenciennes, 1846) - Agulha-da-areia

- Belonion apodion (Collette, 1966)
- Potamorrhaphis guianensis (Jardine in Schomburgk, 1843)
- Potamorrhaphis eigenmanni (Miranda Ribeiro, 1915)
- Strongylura marina (Walbaum, 1792) - Agulhão
- Tylosurus acus (Lacepède, 1803)

Família Scomberesocidae
- Scomberesox saurus (Walbaum, 1792)

Família Exocoetidae

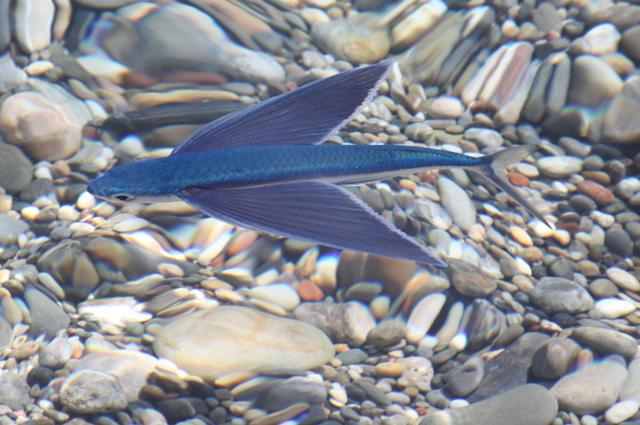
Peixe-voador (Exocoetus volitans)

- Exocoetus volitans (Linnaeus, 1758) - Peixe-voador

Família Hemiramphidae
- Euleptorhamphus velox (Poey, 1868)
- Hemiramphus balao (Lesueur, 1821)
- Hemiramphus brasiliensis (Linnaeus, 1758) - Agulha-preta
- Hyporhamphus roberti (Lesueur, 1821) - Agulhinha
- Hyporhamphus unifasciatus (Ranzani, 1841)
- Oxyporhamphus micropterus (Valenciennes in Cuvier & Valenciennes, 1847)

### Stephanoberyciformes
Família Melamphaidae
- Melamphaes simus (Ebeling, 1962)
- Poromitra capito (Goode & Bean, 1883)

### Cyprinodontiformes
Família Rivulidae
- Anablepsoides amanan (Costa & Lazzarotto, 2008)
- Anablepsoides atratus (Garman, 1895)
- Anablepsoides bahianus (Huber, 1990)
- Anablepsoides beniensis (Myers, 1927)
- Anablepsoides cajariensis (Costa, De & Luca, 2011)
- Anablepsoides cearensis (Costa & Vono, 2009)
- Anablepsoides gamae (Costa, Bragança & Amorim, 2013)
- Anablepsoides henschelae (Costa, Bragança & Amorim, 2013)
- Anablepsoides igneus (Huber, 1991)
- Anablepsoides jari (Costa, Bragança & Amorim, 2013)
- Anablepsoides limoncochae (Hoedeman, 1962)
- Anablepsoides micropus (Steindachner, 1863)
- Anablepsoides ornatus (Garman, 1895)
- Anablepsoides ottonii (Costa, Bragança & Amorim, 2013)
- Anablepsoides roraima (Costa, Bragança & Amorim, 2013)
- Anablepsoides taeniatus (Fowler, 1945)
- Anablepsoides tocantinensis (Costa, 2010)
- Anablepsoides urophthalmus (Günther, 1866)
- Anablepsoides xanthonotus (Ahl, 1926)
- Anablepsoides xinguensis (Costa, 2010)
- Austrolebias minuano (Costa & Cheffe, 2001) - Peixe-anual
- Cynolebias albipunctatus (Costa & Brasil, 1991)
- Cynolebias altus (Costa, 2001)
- Cynolebias attenuatus (Costa, 2001)
- Cynolebias gibbus (Costa, 2001)
- Cynolebias gilbertoi (Costa, 1998)
- Cynolebias itapicurensis (Costa, 2001)
- Cynolebias leptocephalus (Costa & Brasil, 1993)
- Cynolebias microphthalmus (Costa & Brasil, 1995)
- Cynolebias perforatus (Costa & Brasil, 1991)
- Cynolebias porosus (Steindachner, 1876)
- Cynolebias vazabarrisensis (Costa, 2001)
- Hypsolebias antenori (Tulipano, 1973)
- Hypsolebias bonita[14]
- Hypsolebias gongobira[14]
- Pterolebias longipinnis (Garman, 1895)
- Rivulus decoratus (Costa, 1989)
- Rivulus ornatus (Garman, 1895)
- Simpsonichthys adornatus (Costa, 2000)
- Simpsonichthys flavicaudatus (Costa & Brasil, 1990)
- Simpsonichthys fulminantis (Costa & Brasil, 1993)
- Simpsonichthys ghisolfi (Costa, Cyrino & Nielsen, 1996)
- Simpsonichthys hellneri (Berkenkamp, 1993)
- Simpsonichthys igneus (Costa, 2000)
- Simpsonichthys magnificus (Costa & Brasil, 1991)
- Simpsonichthys ocellatus (Costa, Nielsen & De Luca, 2001)
- Simpsonichthys picturatus (Costa, 2000)
- Simpsonichthys similis (Costa & Hellner, 1999)
- Simpsonichthys stellatus (Costa & Brasil, 1994)

Família Anablepidae
- Anableps anableps (Linnaeus, 1758) - Quatro-olhos
- Anableps microlepis (Müller & Troschel, 1844)

Família Poeciliidae
- Fluviphylax pygmaeus (Myers & Carvalho in Myers, 1955)
- Phalloceros caudimaculatus (Hensel, 1868)
- Poecilia latipinna (Lesueur, 1821) - Molinésia-latipina, Molinésia-de-vela-estreita
- Poecilia hollandi (Henn, 1916)
- Poecilia reticulata (Peters, 1860) - Guppy, Barrigudinho, Lebiste
- Poecilia vivipara (Bloch & Schneider, 1801) - Guaru

### Beryciformes
Família Trachichthyidae
- Aulotrachichthys argyrophanus[2] (Woods, 1961)
- Aulotrachichthys atlanticus[2] (Menezes, 1971)
- Gephyroberyx darwinii (Johnson, 1866)
- Hoplostethus occidentalis[2] Woods, 1973

Família Berycidae
- Beryx decadactylus[2] Cuvier, 1829 - Imperador, Cardeal, Melo
- Beryx splendens[2] Lowe, 1834 - Imperador-costa-estreita

Família Holocentridae
- Corniger spinosus[2] Agassiz, 1831 - Talhão
- Holocentrus ascensionis[2] (Osbeck, 1765) - Jaguareçá
- Myripristis jacobus[2] Cuvier, 1829 - Fogueira
- Ostichthys trachypoma[2] (Günther, 1859)
- Plectrypops retrospinis[2] (Guichenot, 1853) - Soldado

### Zeiformes
Família Zeidae
- Zenopsis conchifer[2] (Lowe, 1852)

Família Grammicolepididae
- Xenolepidichthys dalgleishi[2] Gilchrist, 1922

Família Zenionidae
- Zenion hololepis (Goode & Bean, 1896)

Família Oreosomatidae

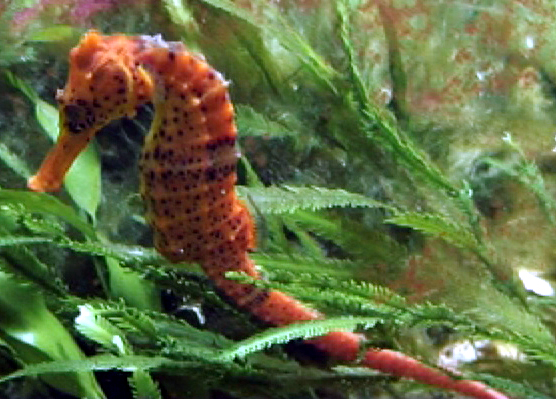
Cavalo-marinho (Hippocampus reidi)

- Allocyttus verrucosus (Gilchrist, 1906)

### Syngnathiformes
Família Syngnathidae
- Amphelikturus dendriticus (Barbour, 1905)
- Anarchopterus criniger[2] (Bean & Dresel, 1884) - Peixe-cachimbo
- Anarchopterus tectus (Dawson, 1978)
- Bryx dunckeri[2] (Metzelaar, 1919) - Peixe-cachimbo
- Cosmocampus albirostris[2] (Kaup, 1856) - Peixe-cachimbo-de-focinho-branco
- Hippocampus erectus[2] Perry, 1810 - Cavalo-marinho-de-focinho-curto
- Hippocampus reidi[2] Ginsburg, 1933 - Cavalo-marinho-de-focinho-longo
- Micrognathus crinitus[2] (Jenyns, 1842) - Peixe-cachimbo
- Microphis lineatus[2] (Kaup, 1856) - Peixe-cachimbo
- Pseudophallus mindii[2] (Meek & Hildebrand, 1923) - Peixe-cachimbo
- Syngnathus folletti[2] Herald, 1942 - Peixe-cachimbo
- Syngnathus pelagicus[2] Linnaeus, 1758 - Peixe-cachimbo
- Syngnathus scovelli[2] (Evermann & Kendall, 1896) - Peixe-cachimbo

Família Aulostomidae
- Aulostomus maculatus[2] (Valenciennes, 1841) - Peixe-trombeta
- Aulostomus strigosus (Wheeler, 1955) - Peixe-trombeta

Família Fistulariidae
- Fistularia petimba[10][2] Lacepède, 1803 - Agulhão-trombeta
- Fistularia tabacaria[2] Linnaeus, 1758 - Trombeta-pintada

Família Centriscidae
- Centriscops humerosus (Richardson, 1846)
- Macroramphosus scolopax[10][2] (Linnaeus, 1758) - Apara-lápis
- Notopogon fernandezianus[2] (Delfin, 1899) - Beija-flor

### Synbranchiformes
Família Synbranchidae
- Synbranchus marmoratus (Bloch, 1795) - Muçum

### Scorpaeniformes
Família Dactylopteridae
- Dactylopterus volitans[2] (Linnaeus, 1758) - Coió

Família Scorpaenidae
- Pontinus corallinus (Miranda Ribeiro, 1903) Mangangá-carioca
- Pontinus longispinis[2] (Goode & Bean, 1896) - Mangagá
- Pontinus nematophthalmus[2] (Günther, 1860) - Mangagá
- Scorpaena agassizii[2] (Goode & Bean, 1896) - Mangagá
- Scorpaena bergii[2] (Evermann & Marsh, 1900) - Mangagá
- Scorpaena brasiliensis[2] (Cuvier, 1829) - Mangangá-vermelho
- Scorpaena calcarata[2] (Goode & Bean, 1882) - Mangagá
- Scorpaena dispar[2] (Longley & Hildebrand, 1940) - Moriati
- Scorpaena grandicornis[2] (Cuvier, 1829) - Mangagá
- Scorpaena isthmensis[2] (Meek & Hildebrand, 1928) - Mangangá-cara-lisa
- Scorpaena petricola[2] (Eschmeyer, 1965)
- Scorpaena plumieri[2] (Bloch, 1789) - Mangangá-axila-roxa
- Scorpaenodes caribbaeus[2] (Meek & Hildebrand, 1928) - Beatinha-colorada
- Scorpaenodes insularis[2] (Eschmeyer, 1971)

Família Peristediidae
- Peristedion altipinne[2] (Regan, 1903) - Cabrinha-de-chifre
- Peristedion gracile[2] Goode & Bean, 1896 - Cabrinha-de-chifre
- Peristedion miniatum[2] Goode, 1880 - Cabrinha-de-chifre
- Peristedion thompsoni[2] Fowler, 1952 - Cabrinha-de-chifre
- Peristedion truncatum[2] (Günther, 1880) - Cabrinha-de-chifre

Família Congiopodidae
- Congiopodus peruvianus[2] (Cuvier, 1829) - Peixe-dragão

Família Sebastidae
- Helicolenus dactylopterus[2] (Delaroche, 1809) - Boca-negra
- Helicolenus lahillei (Norman, 1937)

Família Setarchidae
- Setarches guentheri (Johnson, 1862)

Família Triglidae
- Bellator brachychir[2] (Regan, 1914)
- Bellator ribeiroi[2] Miller, 1965
- Prionotus beanii[2] Goode, 1896 - Cabrinha
- Prionotus nudigula[2] Ginsburg, 1950 - Cabrinha-do-sul
- Prionotus punctatus[2] (Bloch, 1793) - Cabrinha
- Prionotus roseus[2] Jordan & Evermann, 1887 - Cabrinha

Família Agonidae
- Agonus cataphractus (Linnaeus, 1758)

### Perciformes

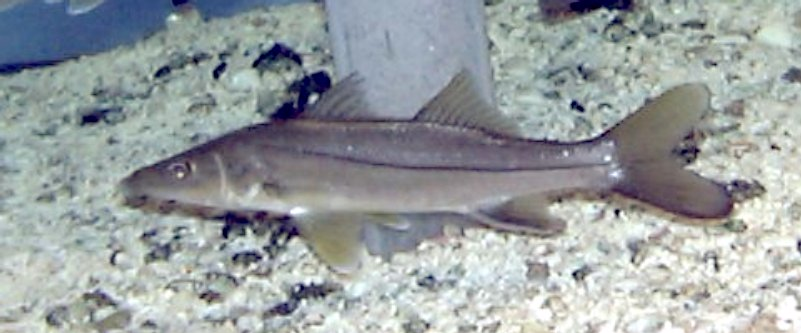
Robalo-flecha (Centropomus undecimalis)

Família Centropomidae
- Centropomus ensiferus[2] Poey, 1860 - Robalo-galhudo
- Centropomus mexicanus[2] Bocourt, 1868 - Robalo
- Centropomus parallelus[2] Poey, 1860 - Robalo-peba
- Centropomus pectinatus[2] Poey, 1860 - Robalo-constantino
- Centropomus undecimalis[2] (Bloch, 1792) - Robalo-flecha

Família Acropomatidae
- Synagrops bellus (Goode & Bean, 1896)
- Synagrops spinosus (Schultz, 1940)

Família Serranidae
- Acanthistius brasilianus[2] (Cuvier, 1828) - Garoupa-senhor-de-engenho
- Acanthistius patachonicus[2] (Jenyns, 1840)
- Alphestes afer[2] (Bloch, 1793) - Garoupa-gato
- Anthias menezesi (Anderson & Heemstra, 1980)
- Anthias nicholsi[2] Firth, 1933
- Baldwinella aureorubens[2] (Longley, 1935)
- Baldwinella vivanus[2] (Jordan & Swain, 1885)
- Bathyanthias roseus (Günther, 1880)
- Cephalopholis cruentata[2] (Lacepède, 1802) - Garoupa-chita
- Cephalopholis fulva[2] (Linnaeus, 1758) - Catuá
- Dermatolepis inermis[2] (Valenciennes, 1833) - Garoupa-gostosa
- Diplectrum bivittatum[2] (Valenciennes, 1828) - Michole-da-areia
- Diplectrum formosum[2] (Linnaeus, 1766) - Michole-da-areia-listrado
- Diplectrum radiale[2] (Quoy & Gaimard, 1824) - Michole-da-areia-costeiro
- Dules auriga[2] (Cuvier, 1829) - Mariquita-de-penacho
- Epinephelus adscensionis[2] (Osbeck, 1765) - Garoupa-pintada
- Epinephelus guttatus[2] (Linnaeus, 1758) - Garoupa-pintada
- Epinephelus itajara[2] (Lichtenstein, 1822) - Mero
- Epinephelus marginatus[2] (Lowe, 1834) - Garoupa-verdadeira
- Epinephelus morio[2] (Valenciennes, 1828) - Garoupa-de-são-tomé
- Epinephelus mystacinus[2] (Poey, 1852) - Cherne-listrado
- Epinephelus nigritus[2] (Holbrook, 1855) - Cherne-negro
- Epinephelus niveatus[6][2] (Valenciennes, 1828) - Cherne-verdadeiro
- Epinephelus striatus[2] (Bloch, 1792) - Garoupa-de-trindade
- Gonioplectrus hispanus[2] (Cuvier, 1828)
- Hemanthias leptus[2] (Ginsburg, 1952)
- Hyporthodus flavolimbatus[2] (Poey, 1865) - Cherne-amarelo
- Liopropoma carmabi[2] (Randall, 1963)
- Mycteroperca acutirostris[2] (Valenciennes, 1828) - Badejo-mira
- Mycteroperca bonaci[2] (Poey, 1860) - Badejo-quadrado
- Mycteroperca interstitialis[2] (Poey, 1860) - Badejo-vassoura
- Mycteroperca microlepis[2] (Goode & Bean, 1879) - Badejo-da-areia
- Mycteroperca tigris[2] (Valenciennes, 1833) - Badejo-tigre
- Mycteroperca venenosa[2] (Linnaeus, 1758) - Badejo-ferro
- Paralonchurus brasiliensis (Steindachner, 1875) - Cabeça-de-côco

- Paranthias furcifer[2] (Valenciennes, 1828) - Boquinha
- Polyprion americanus[6][2] (Bloch & Schneider, 1801) - Cherne-poveiro
- Pronotogrammus martinicensis[2] (Guichenot, 1868)
- Serranus annularis[2] (Günther, 1880)
- Serranus atrobranchus[2] (Cuvier, 1829)
- Serranus baldwini[2] (Evermann & Marsh, 1899) - Badejinho-lanterna
- Serranus flaviventris (Cuvier in Cuvier & Valenciennes, 1829) - Mariquita
- Serranus phoebe Poey, 1851 - Sete-fundão

Família Grammatidae
- Gramma brasiliensis (Sazima, Gasparini & Moura, 1998) - Grama-real

Família Grammistidae
- Rypticus bistrispinus (Mitchill, 1818) - Badejo-sabão-pintalgado
- Rypticus saponaceus (Bloch & Schneider, 1801) - Badejo-sabão

Família Opistognathidae
- Lonchopisthus lemur (Myers, 1935)

Família Priacanthidae
- Cookeolus japonicus[10] (Cuvier in Cuvier & Valenciennes, 1829)
- Heteropriacanthus cruentatus (Lacepède, 1801) - Olho-de-cão-das-pedras
- Priacanthus arenatus (Cuvier in Cuvier & Valenciennes, 1829) - Olho-de-cão

Família Apogonidae
- Apogon americanus (Castelnau, 1855) - Cardeal-fogo
- Apogon pseudomaculatus Longley, 1932 - Apogon-de-duas-manchas
- Phaeoptyx pigmentaria (Poey, 1860) - Apogon-pintado

Família Malacanthidae
- Caulolatilus chrysops (Valenciennes, 1833)
- Lopholatilus villarii (Miranda Ribeiro, 1915) - Peixe-batata
- Malacanthus plumieri (Bloch, 1786)

Família Pomatomidae
- Pomatomus saltatrix (Linnaeus, 1766) - Anchova

Família Echeneidae
- Echeneis naucrates (Linnaeus, 1758) - Rêmora-de-listra-negra

Família Rachycentridae
- Rachycentron canadum (Linnaeus, 1766) - Bijupirá

Família Coryphaenidae
- Coryphaena hippurus (Linnaeus, 1758) - Dourado-do-mar

Família Carangidae
- Alectis ciliaris (Bloch, 1787) - Xaréu-branco
- Carangoides bartholomaei (Cuvier in Cuvier & Valenciennes, 1833)  - Xerelete-amarelo
- Carangoides ruber (Bloch, 1793) - Xerelete-azul
- Caranx crysos (Mitchill, 1815) - Carapau
- Caranx hippos (Linnaeus, 1766) - Xaréu
- Decapterus tabl (Berry, 1968)
- Oligoplites saliens(Bloch, 1793) - Salteira
- Oligoplites saurus (Bloch & Schneider, 1801) - Guaivira
- Selene setapinnis (Mitchill, 1815) - Peixe-galo
- Selene vomer (Linnaeus, 1758) - Peixe-galo-de-penacho
- Seriola dumerili (Risso, 1810) - Olho-de-boi
- Seriola fasciata (Bloch, 1793) - Olhete
- Seriola rivoliana (Valenciennes, 1833) - Remeiro
- Trachurus lathami (Nichols, 1920) - Xixarro

Família Bramidae
- Brama brama (Bonnaterre, 1788) - Chaputa
- Brama caribbea (Mead, 1972)
- Brama dussumieri (Cuvier in Cuvier & Valenciennes, 1831)
- Pteraclis aesticola (Jordan & Snyder, 1901)
- Pterycombus petersii (Hilgendorf, 1878)
- Taractichthys longipinnis (Lowe, 1843) - Freira-do-alto

Família Lutjanidae
- Lutjanus alexandrei[15] (Moura & Lindeman, 2007) - Baúna-listrada
- Lutjanus analis (Cuvier, 1828) - Cioba
- Lutjanus cyanopterus (Cuvier, 1828) - Caranha
- Lutjanus griseus (Linnaeus, 1758) - Caranha-verdadeira
- Lutjanus purpureus (Poey, 1866) - Pargo
- Lutjanus synagris (Linnaeus, 1758) - Vermelho-henrique
- Ocyurus chrysurus (Bloch, 1791) - Guaiúba
- Rhomboplites aurorubens (Cuvier, 1828) - Realito

Família Lobotidae
- Lobotes surinamensis (Bloch, 1790) - Prejereba

Família Gerreidae
- Eucinostomus gula (Quoy & Gaimard, 1824) - Carapicu

Família Haemulidae
- Anisotremus surinamensis (Bloch, 1791) - Pirambu
- Anisotremus virginicus (Linnaeus, 1758) - Salema
- Conodon nobilis (Linnaeus, 1758) - Coró-listrado
- Haemulon steindachneri (Jordan and Gilbert, 1882) - Cocoroca-de-boca-larga
- Haemulopsis corvinaeformis (Steindachner, 1868) - Coró-branco
- Orthopristis rubra (Cuvier, 1830) - Corcoroca-jurumirim

Família Sparidae

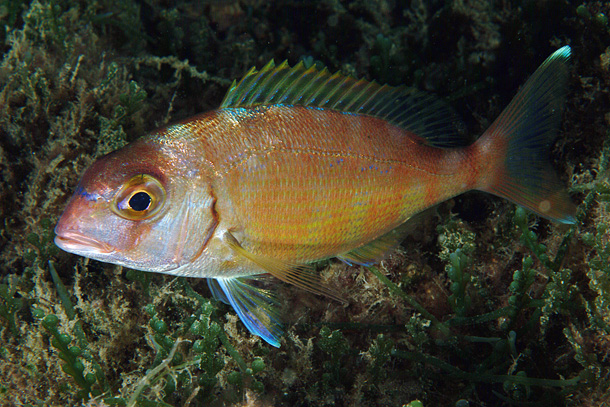
Pargo-rosa (Pagrus pagrus)

- Archosargus rhomboidalis (Linnaeus, 1758) - Canhanha
- Calamus pennatula (Guichenot, 1868) - Pargo-pena
- Pagrus pagrus (Linnaeus, 1758) - Pargo-rosa

Família Polynemidae
- Polydactylus oligodon (Günther, 1860)

Família Sciaenidae
- Cynoscion acoupa (Lacépede, 1882) - Pescada-amarela
- Cynoscion guatucupa (Cuvier, 1830) - Pescada-olhuda
- Cynoscion jamaicensis (Vaillant & Bocourt, 1883) - Goete
- Cynoscion leiarchus (Cuvier, 1830) - Pescada-branca
- Cynoscion microlepidotus (Cuvier, 1830) - Pescada-bicuda
- Cynoscion virescens (Cuvier, 1830) - Pescada-cambucu
- Macrodon ancylodon (Bloch & Schneider, 1801) - Pescada-foguete
- Menticirrhus americanus (Linnaeus, 1758) - Betara
- Micropogonias furnieri[6] (Desmarest, 1823) - Corvina
- Odontoscion dentex (Cuvier, 1830) - Pescada-de-pedra
- Pachypops fourcroi (Lacepède, 1802) - Pescada-corvina
- Pachypops pigmaeus (Casatti, 2002)
- Pachypops trifilis (Müller & Troschel, 1849)
- Pachyurus calhamazon (Casatti, 2001)
- Pachyurus junki (Soares & Casatti, 2000)
- Pareques acuminatus (Bloch & Schneider, 1801)  Maria-nagô
- Petilipinnis grunniens (Jardine & Schomburgk in Schomburgk, 1843)
- Plagioscion squamosissimus (Heckel, 1840) - Pescada-branca
- Pogonias cromis (Linnaeus, 1766) - Miraguaia
- Umbrina canosai (Berg, 1895) - Castanha

Família Mullidae
- Mulloidichthys martinicus (Cuvier, 1829) - Trilha-amarela
- Mullus argentinae (Hubbs & Marini, 1933) - Trilha
- Upeneus parvus (Poey, 1852) - Saramonete

Família Pempheridae
- Pempheris schomburgkii (Müller & Troschel, 1848) Piaba-do-mar

Família Chaetodontidae
- Chaetodon ocellatus Bloch, 1787 - Borboleta-ocelado
- Chaetodon sedentarius Poey, 1860 - Borboleta-dos-recifes
- Chaetodon striatus Linnaeus, 1758 - Borboleta-listrada
- Prognathodes guyanensis (Durand, 1960)

Família Pomacanthidae

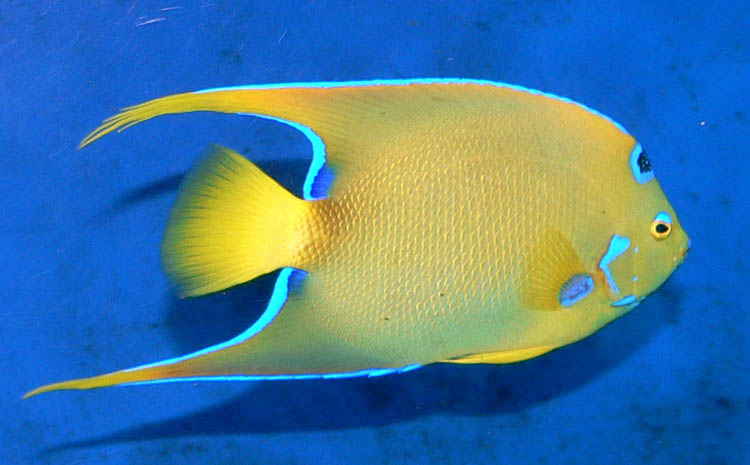
Peixe-anjo-rainha (Holacanthus ciliaris)

- Centropyge aurantonotus (Burgess, 1974) - Centropige
- Holacanthus ciliaris (Linnaeus, 1758) - Peixe-anjo-rainha
- Holacanthus tricolor (Bloch, 1795) - Anjo-tricolor
- Pomacanthus arcuatus (Linnaeus, 1758) - Frade-cinza
- Pomacanthus paru (Bloch, 1787) - Paru

Família Polycentridae
- Monocirrhus polyacanthus (Heckel, 1840) - Peixe-folha

Família Kyphosidae
- Kyphosus incisor (Cuvier, 1831) - Piragica-amarela
- Kyphosus sectatrix (Linnaeus, 1758) - Piragica

Família Cirrhitidae
- Amblycirrhitus pinos (Mowbray, 1927) - Peixe-gavião

Família Cheilodactylidae
- Nemadactylus bergi (Norman, 1937)

Família Cichlidae
- Acarichthys heckelii (Müller & Troschel in Schomburgk, 1849)
- Acaronia nassa (Heckel, 1840)
- Acaronia vultuosa (Kullander, 1989)
- Aequidens diadema (Heckel, 1840)
- Aequidens epae (Kullander, 1995)
- Aequidens gerciliae (Kullander, 1995)
- Aequidens mauesanus (Kullander, 1997)
- Aequidens michaeli (Kullander, 1995)
- Aequidens pallidus (Heckel, 1840)
- Aequidens plagiozonatus (Kullander, 1984) - Carazinho
- Aequidens rondoni (Miranda-Ribeiro, 1918)
- Aequidens tetramerus (Heckel, 1840)
- Aequidens tubicen (Kullander & Ferreira, 1991)
- Aequidens viridis (NHeckel, 1840)
- Apistogramma agassizi (Steindachner, 1875)
- Apistogramma piauiensis (Kullander, 1980)
- Astronotus ocellatus (Agassiz, 1831) - Cará-açu
- Biotodoma cupido (Heckel, 1840)
- Caquetaia spectabilis (Steindachner, 1875) - Acará-sanha
- Chaetobranchopsis australis (Eigenmann & Ward, 1907)
- Chaetobranchopsis orbicularis (Steindachner, 1875)
- Chaetobranchus flavescens (Heckel, 1840)
- Cichla kelberi (Kullander & Ferreira, 2006) - Tucunaré-pitanga
- Cichla mirianae (Kullander & Ferreira, 2006) - Tucunaré-fogo
- Cichla monoculus (Spix & Agassiz, 1831) - Tucunaré-pitanga
- Cichla ocellaris (Bloch & Schneider, 1801) - Tucunaré-lucunari
- Cichla orinocensis (Humboldt, 1821) - Tucunaré-borboleta
- Cichla pinima (Kullander & Ferreira, 2006) - Tucunaré-tinga
- Cichla piquiti (Kullander & Ferreira, 2006) - Tucunaré-azul
- Cichla temensis (Humboldt, 1821) - Tucunaré-açu
- Cichla vazzoleri (Kullander & Ferreira, 2006) - Tucunaré-paca
- Cichlasoma amazonarum (Kullander, 1983)
- Cichlasoma boliviense (Kullander, 1983)
- Cichlasoma dimerus (Heckel, 1840)
- Cichlasoma orientale (Kullander, 1983)
- Cichlasoma sanctifranciscence (Kullander, 1983)
- Crenicara punctulatum (Günther, 1863)
- Crenicichla cincta (Regan, 1905)
- Crenicichla inpa (Ploeg, 1991)
- Crenicichla lenticulata (Heckel, 1840) - Jacundá
- Crenicichla lepidota (Heckel, 1840) - Joaninha
- Crenicichla marmorata (Pellegrin, 1904)
- Crenicichla menezesi (Ploeg, 1991)
- Crenicichla regani (Ploeg, 1989)
- Crenicichla reticulata (Heckel, 1840)
- Crenicichla semifasciata (Heckel, 1840) - Joana-guensa
- Dicrossus maculatus (Steindachner, 1875)

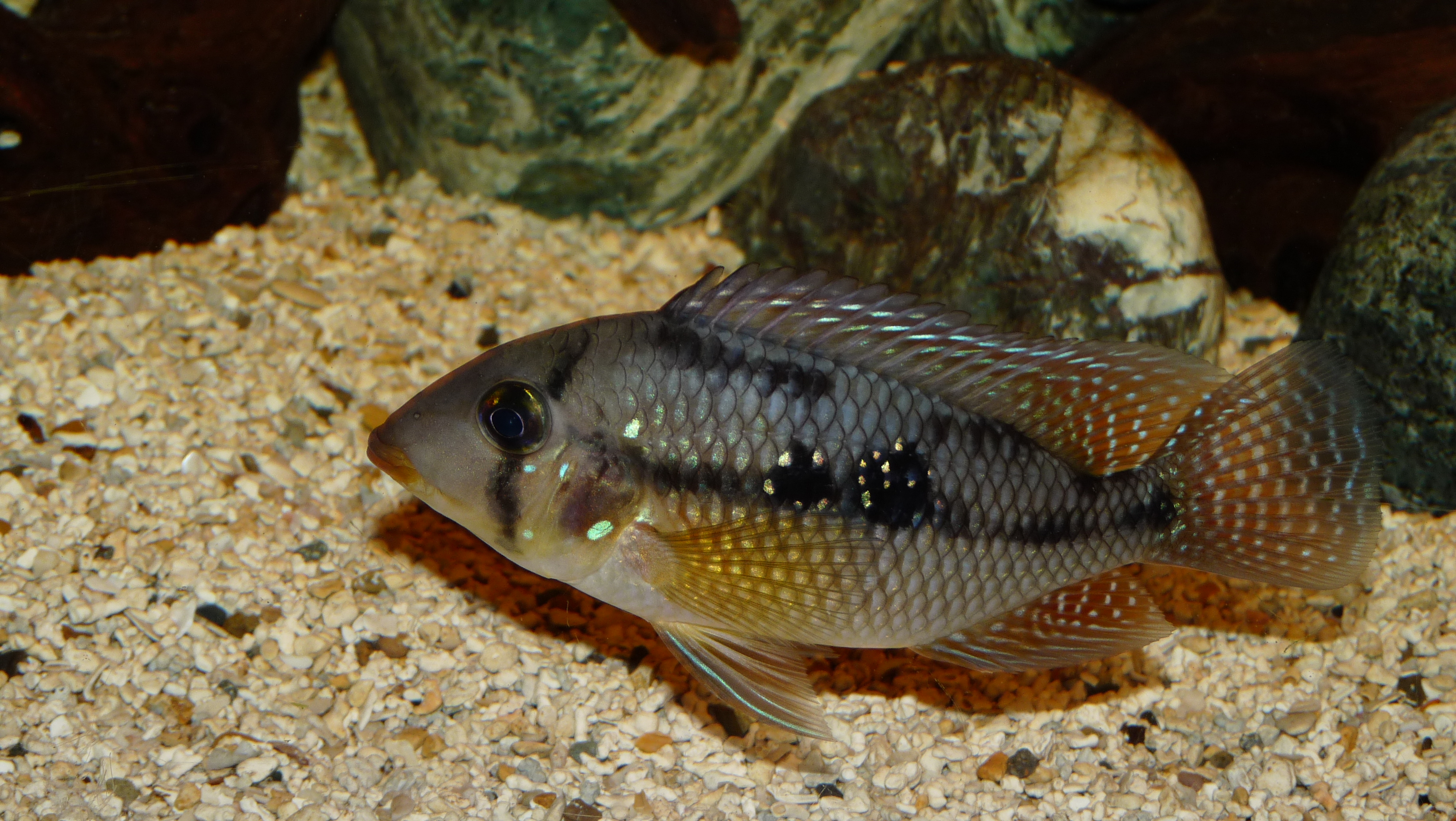
Acará (Geophagus brasiliensis)

- Geophagus brasiliensis (Quoy & Gaimard, 1824) - Acará
- Geophagus proximus (Castelnau, 1855) - Acará-corró
- Geophagus surinamensis (Bloch, 1791)
- Hypselecara temporalis (Günther, 1862)
- Laetacara thayeri (Steindachner, 1875)

- Mesonauta festivus (Heckel, 1840)

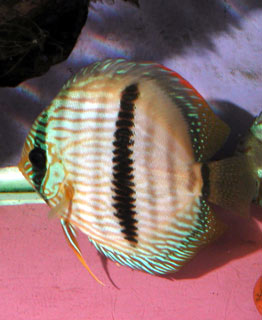
Acará-disco (Symphysodon discus)

- Oreochromis notilocus (Linnaeus, 1758) - Tilápia-do-nilo
- Pterophyllum scalare (Schultze, 1823) - Acará-bandeira
- Satanoperca daemon (Heckel, 1840)
- Satanoperca jurupari (Heckel, 1840) - Acará-catitu
- Satanoperca lilith (Kullander & Ferreira, 1988)
- Symphysodon aequifasciatus (Pellegrin, 1904) - Acará-disco-verde
- Symphysodon discus (Heckel, 1840) - Acará-disco
- Tilapia rendalli (Boulenger, 1897) - Tilápia-do-congo
- Uaru amphiacanthoides (Heckel, 1840) - Uaru

Família Pomacentridae
- Abudefduf saxatilis (Linnaeus, 1758) - Castanheta-das-rochas
- Azurina multilineata (Guichenot, 1853) - Castanheta-parda
- Chromis enchrysura (Jordan & Gilbert, 1882)
- Chromis flavicauda (Günther, 1880)
- Chromis jubauna (Moura, 1995)
- Stegastes fuscus (Cuvier, 1830) - Donzela-escura
- Stegastes pictus (Castelnau, 1855) - Donzela-bicolor
- Stegastes uenfi Novelli, Nunan & Lima, 2000 - Donzela-cinza
- Stegastes variabilis (Castelnau, 1855) - Donzela-amarela

Família Labridae
- Doratonotus megalepis Günther, 1862 - Bodião-vermelho
- Bodianus rufus (Linnaeus, 1758) - Bodião-papagaio
- Clepticus brasiliensis[5] (Heiser, Moura & Robertson, 2000) - Peixe-fantasma
- Decodon puellaris (Poey, 1860)
- Doratonotus megalepis Günther, 1862 - Sabonete-anão

- Halichoeres bivittatus (Bloch, 1791) - Sabonete-listrado

- Halichoeres brasiliensis (Bloch, 1791) - Sabonete-brasileiro

- Halichoeres cyanocephalus (Bloch, 1791) - Sabonete-cara-amarela
- Halichoeres dimidiatus (Agassiz, 1831) - Halicores
- Halichoeres maculipinna (Müller & Troschel, 1848) - Sabonete-ocelado

- Halichoeres poeyi (Steindachner, 1867) - Sabonete-verde
- Thalassoma noronhanum (Boulenger, 1890) - Bodião-de-noronha
- Xyrichtys novacula (Linnaeus, 1758) - Budião-de-areia
- Xyrichtys splendens (Castelnau, 1855) - Peixe-dragão-verde

Família Scaridae
- Pachyurus francisci (Cuvier, 1830)
- Pachyurus squamipinnis (Agassiz, 1831)
- Plagoscion squamosissimus (Heckel, 1840)
- Scarus guacamaia (Cuvier, 1829) - Bodião-rabo-de-forquilha
- Scarus trispinosus (Valenciennes, 1840) - Bodião-azul
- Scarus zelindae (Moura, Figueiredo & Sazima, 2001) - Peixe-papagaio-banana
- Sparisoma amplum (Ranzani, 1841) - Peixe-papagaio-dos-recifes
- Sparisoma axillare (Steindachner, 1878) - Peixe-papagaio-cinzento
- Sparisoma radians (Valenciennes, 1840) - Peixe-papagaio-dentuço
- Sparisoma frondosum (Agassiz, 1831) - Peixe-papagaio-sinaleiro

Família Zoarcidae
- Notolycodes schmidti (Gosztonyi, 1977)

Família Chiasmodontidae
- Chiasmodon niger (Johnson, 1864) - Engolidor-negro

Família Pinguipedidae
- Pseudopercis numida[6] (Miranda Ribeiro, 1903) - Namorado

Família Percophidae
- Bembrops heterurus (Miranda Ribeiro, 1903)
- Percophis brasiliensis (Quoy & Gaimard, 1825)

Família Uranoscopidae
- Astroscopus sexspinosus (Steindachner, 1876)

Família Tripterygiidae
- Enneanectes smithi (Lubbock & Edwards, 1981)

Família Dactyloscopidae
- Dactyloscopus crossotus (Starks, 1913)

Família Labrisomidae
- Labrisomus cricota (Sazima, Gasparini & Moura, 2002)
- Labrisomus nuchipinnis (Quoy & Gaimard, 1824) - Garrião-guloso
- Paraclinus rubicundus (Starks, 1913) - Macaquinho-de mancha-verde

Família Clinidae
- Ribeiroclinus eigenmanni (Jordan, 1888)

Família Chaenopsidae
- Emblemariopsis occidentalis (Stephens, 1970)

Família Blenniidae
- Entomacrodus nigricans (Gill, 1859)
- Lupinoblennius paivai (Pinto, 1958)
- Ophioblennius trinitatis Miranda Ribeiro, 1919 - Maria-da-toca-oceânico
- Parablennius marmoreus (Poey, 1876) - Maria-da-toca-das-algas
- Parablennius pilicornis (Cuvier, 1829) - Maria-da-toca-das-pedras

Família Callionymidae
- Foetorepus dagmarae (Fricke, 1985)

Família Draconettidae
- Centrodraco oregonus (Briggs & Berry, 1959)

Família Eleotridae
- Dormitator maculatus (Bloch, 1792) - Peixe-dorminhoco
- Microphilypnus amazonicus (Myers, 1927)
- Microphilypnus macrostoma (Myers, 1927)

Família Gobiidae
- Akko dionaea (Birdsong & Robins, 1995)
- Awaous tajasica (Lichtenstein, 1822)
- Bathygobius soporator (Valenciennes in Cuvier & Valenciennes, 1837) - Emborê
- Coryphopterus glaucofraenum (Gill, 1863) - Gobião-de-freio
- Elacatinus figaro (Sazima, Moura & Rosa, 2001) - Góbio-néon
- Priolepis dawsoni (Greenfield, 1989)

Família Microdesmidae
- Ptereleotris randalli (Gasparini, Rocha & Floeter, 2001) - Néon-branco

Família Ephippidae
- Chaetodipterus faber (Broussonet, 1782) - Enxada

Família Luvaridae
- Luvarus imperialis (Rafinesque, 1810)

Família Acanthuridae
- Acanthurus bahianus (Castelnau, 1855) - Cirurgião

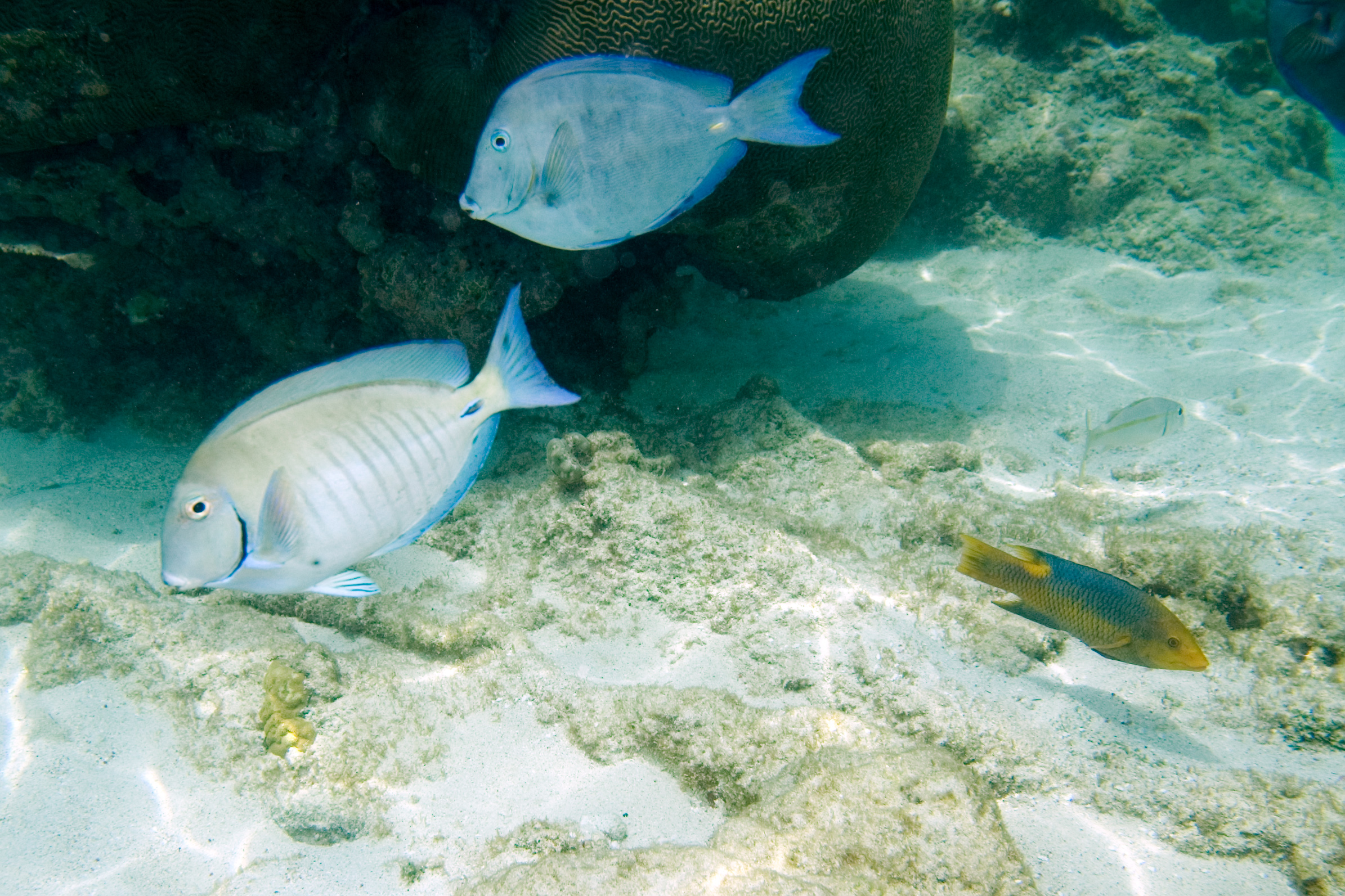
Cirurgião-azul e Cirurgião

- Acanthurus chirurgus (Bloch, 1787) - Cirurgião
- Acanthurus coeruleus (Bloch & Schneider, 1801) - Cirurgião-azul

Família Sphyraenidae
- Sphyraena barracuda (Edwards, 1771) - Barracuda

Família Gempylidae

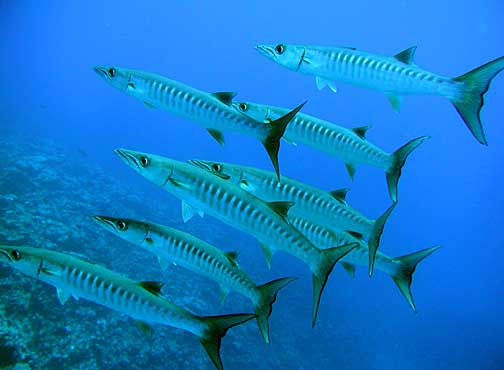
Barracuda (Sphyraena barracuda)

- Gempylus serpens (Cuvier, 1829) - Espada-preta
- Neoepinnula americana (Grey, 1953)
- Promethichthys prometheus (Cuvier, 1832)
- Thyrsitops lepidopoides (Cuvier, 1832)

Família Trichiuridae
- Benthodesmus elongatus (Clarke, 1879)
- Benthodesmus tenuis (Günther, 1877)
- Evoxymetopon taeniatus (Gill, 1863)
- Lepidopus altifrons (Parin & Collette, 1993)
- Trichiurus lepturus (Linnaeus, 1758)

Família Scombridae

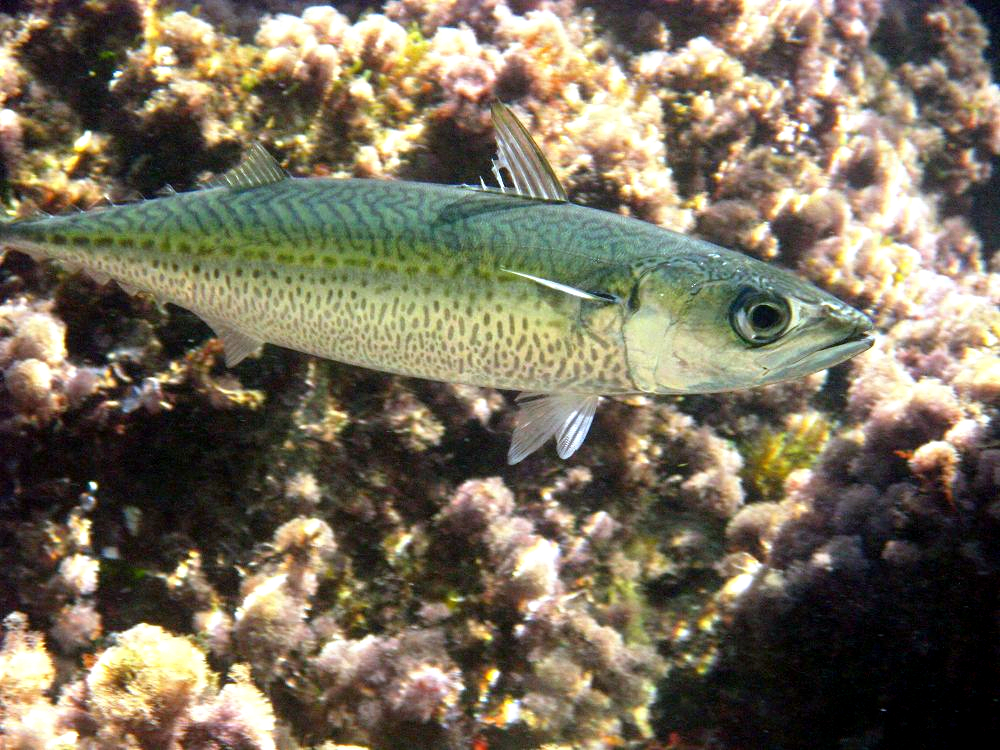
Cavalinha (Scomber colias)

- Acanthocybium solandri (Cuvier in Cuvier & Valenciennes, 1832) - Cavala-aipim
- Allothunnus fallai (Serventy, 1948)
- Auxis rochei (Risso, 1810) - Bonito-cachorro
- Auxis thazard (Lacepède, 1800) - Bonito-banana
- Euthynnus alleteratus (Rafinesque, 1810) - Bonito-pintado
- Gasterochisma fallai (Serventy, 1948) - Bonito
- Katsuwonus pelamis (Linnaeus, 1758) - Bonito-de-barriga-branca
- Sarda sarda (Bloch, 1793) - Serra-comum
- Scomber colias (Gmelin, 1789) - Cavalinha
- Scomber japonicus (Houttuyn, 1782) - Cavala-comum
- Scomberomorus brasiliensis (Collette, Russo & Zavala-Camin, 1978) - Sororoca
- Scomberomorus cavalla (Cuvier, 1829) - Cavala-verdadeira
- Scomberomorus maculatus (Mitchill, 1815) - Cavala-pintada
- Scomberomorus regalis (Bloch, 1793) - Cavala-branca

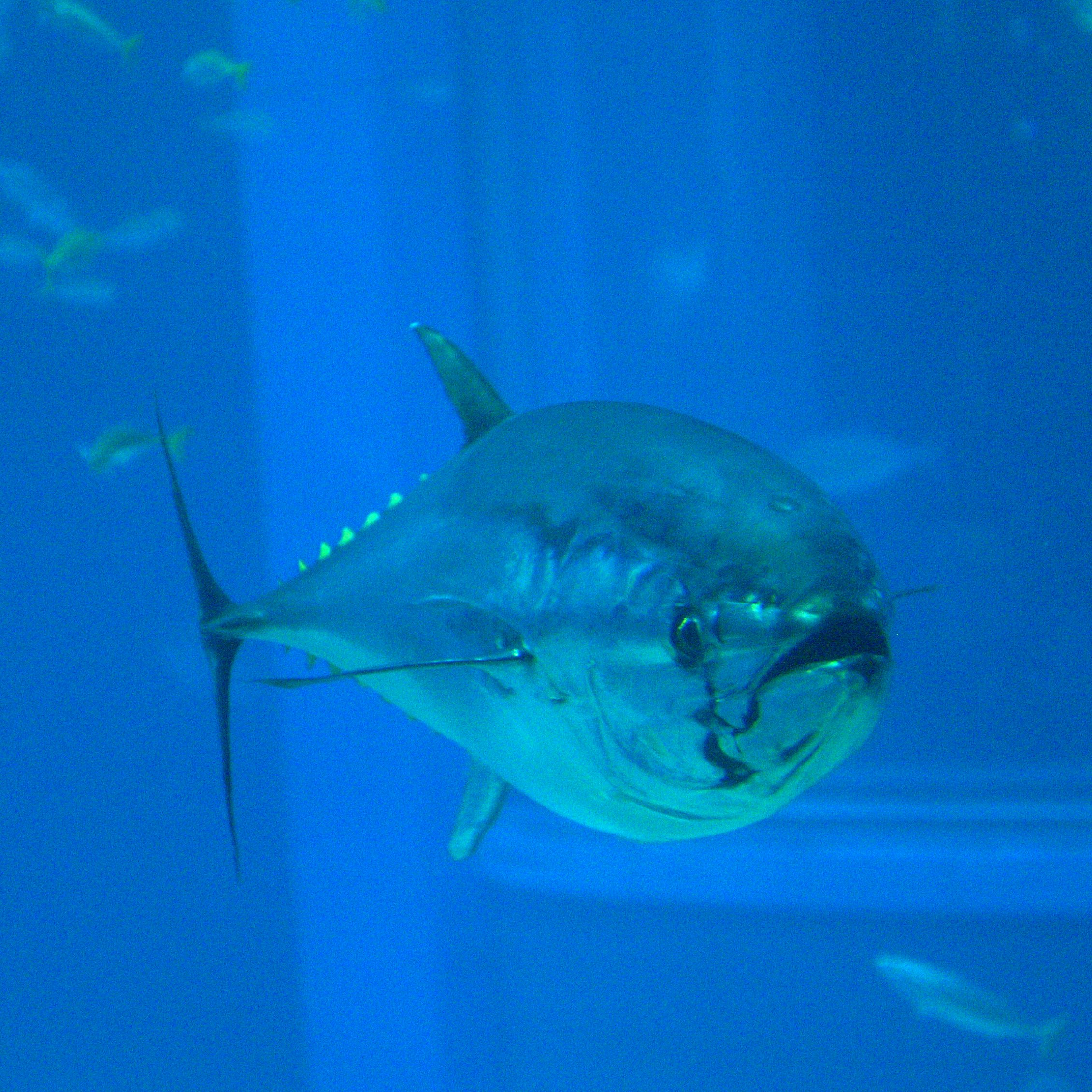
Atum-rabilho (Thunnus thynnus)

- Thunnus alalunga (Bonnaterre, 1788) - Albacora-branca
- Thunnus albacares (Bonnaterre, 1788) - Albacora-da-laje
- Thunnus atlanticus (Lesson, 1831) - Atum-negro
- Thunnus maccoyii (Castelnau, 1872) - Atum-do-sul
- Thunnus obesus (Lowe, 1839) - Albacora-bandolim
- Thunnus thynnus (Linnaeus, 1758) - Atum-rabilho

Família Xiphiidae
- Xiphias gladius[6] (Mincarone, 2000) (Linnaeus, 1758) - Espadarte

Família Centrolophidae
- Centrolophus niger (Gmelin, 1789)

Família Istiophoridae
- Istiophorus albicans (Shaw in Shaw & Nodder, 1792) - Agulhão-bandeira
- Istiophorus platypterus (Shaw, 1792) - Agulhão-vela
- Makaira indica (Cuvier, 1832) - Marlim-negro
- Makaira nigricans (Lacepède, 1802) - Marlim-azul
- Tetrapturus albidus (Poey, 1860) - Agulhão-branco
- Tetrapturus pfluegeri (Robins & de Sylva, 1963) - Agulhão-verde

Família Epigonidae
- Epigonus occidentalis (Goode & Bean, 1896)

Família Caproidae
- Antigonia capros[2] Lowe, 1843 - Galo-de-fundo
- Antigonia combatia[2] Berry & Rathjen, 1959 - Galo-de-fundo

Família Nomeidae
- Nomeus gronovii (Gmelin, 1789)
- Psenes cyanophrys (Valenciennes, 1833) - Rombudo

Família Ariommatidae
- Ariomma bondi (Fowler, 1930) - Falso-carapau-prateado

Família Stromateidae
- Peprilus paru (Linnaeus, 1758) - Gordinho
- Stromateus brasiliensis (Fowler, 1906) - Pampo-pintado

### Salmoniformes
Família Salmonidae

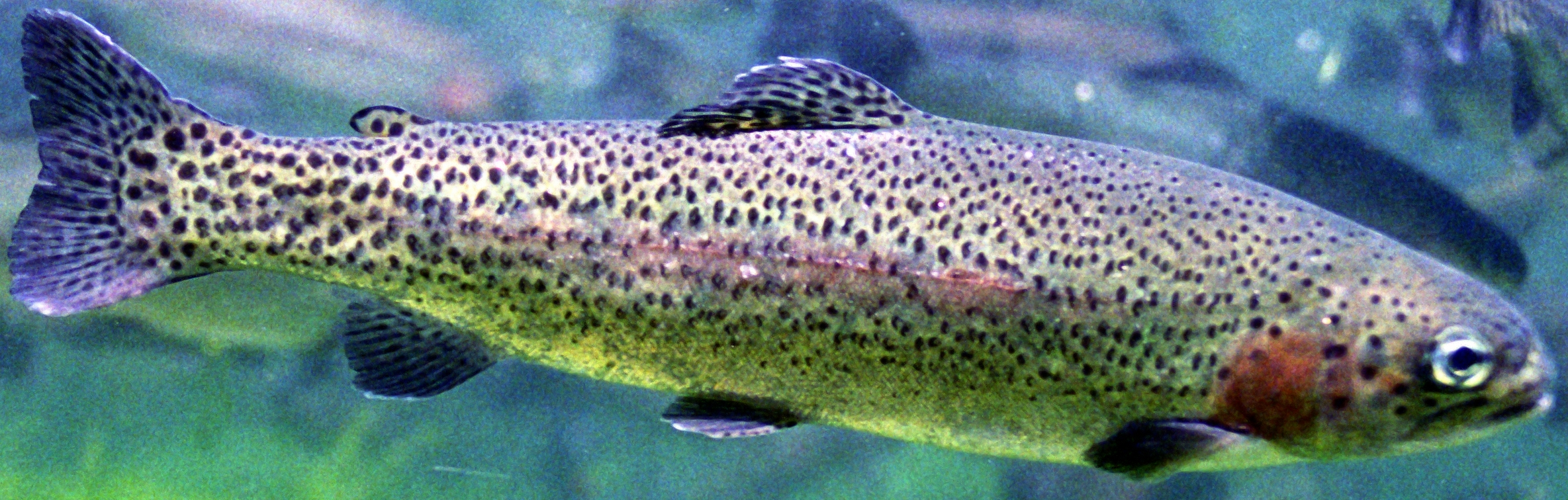
Truta-arco-íris (Oncorhynchus mykiss)

- Oncorhynchus mykiss (Walbaum, 1792) - Truta-arco-íris

### Gobiesociformes
Família Gobiesocidae
- Acyrtops beryllinus (Hildebrand & Ginsburg, 1927)
- Acyrtus artius (Briggs, 1955)
- Acyrtus pauciradiatus (Sampaio et al., 2004)
- Gobiesox barbatulus (Starks, 1913) - Peixe-ventosa
- Gobiesox strumosus[2] Cope, 1870 - Peixe-ventosa-vermiculado
- Tomicodon fasciatus[2] (Peters, 1859)

### Pleuronectiformes
Família Bothidae

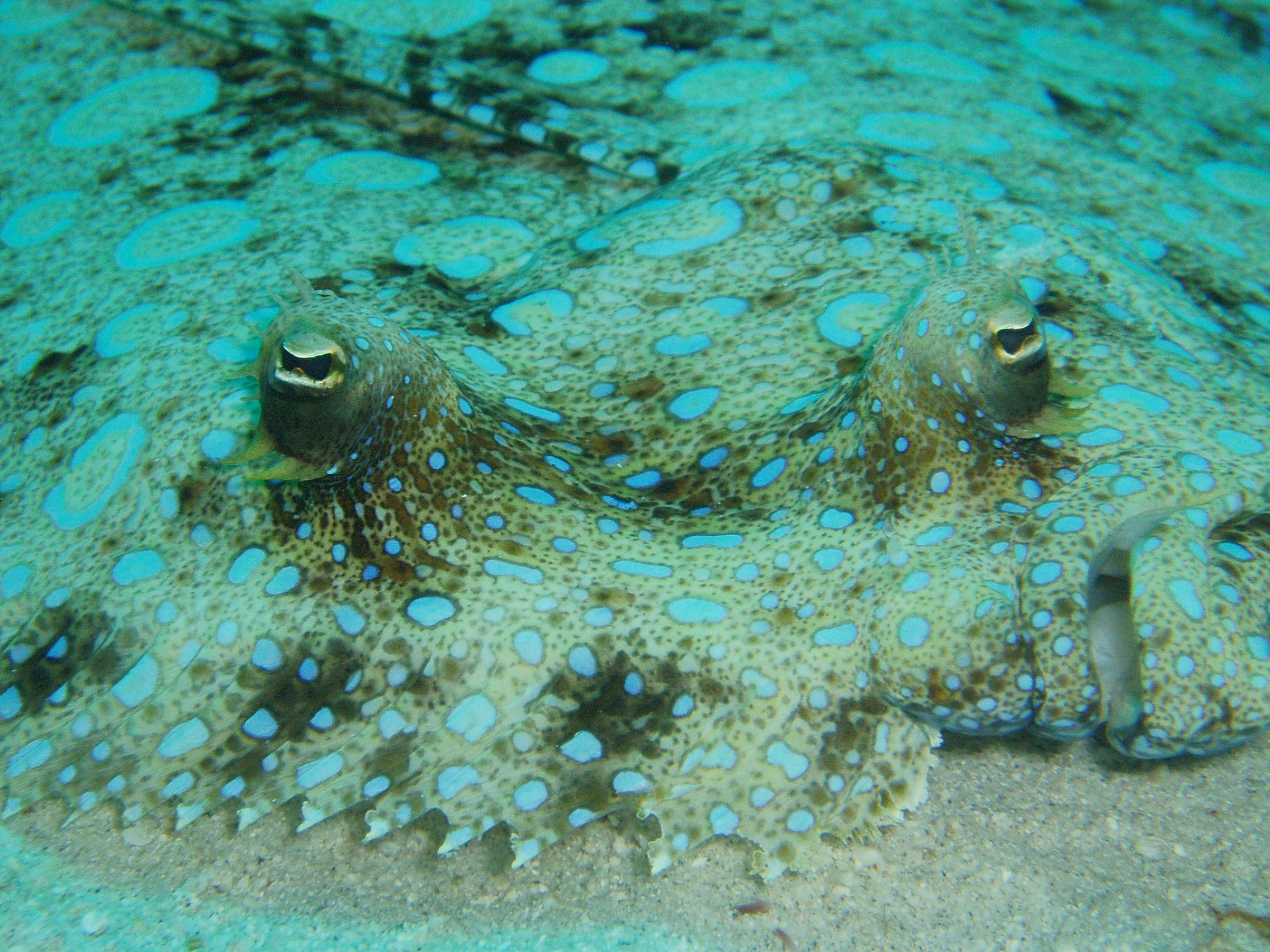
Linguado-ocelado

- Bothus lunatus (Linnaeus, 1758) - Linguado-pavão
- Bothus ocellatus (Agassiz, 1829) - Linguado-ocelado
- Bothus robinsi (Topp & Hoff, 1972)
- Chascanopsetta lugubris (Alcock, 1894)
- Engyophrys senta (Ginsburg, 1933)
- Monolene antillarum (Norman, 1933)
- Monolene atrimana (Goode & Bean, 1886)
- Monolene sessilicauda (Goode, 1880)

Família Paralichthyidae
- Citharichthys arenaceus (Evermann & Marsh, 1900)
- Citharichthys cornutus (Günther, 1880)
- Citharichthys spilopterus (Günther, 1862)
- Cyclopsetta chittendeni (Bean, 1895) - Linguado-mexicano
- Cyclopsetta fimbriata (Goode & Bean, 1886)
- Etropus crossotus (Jordan & Gilbert, 1882)
- Etropus intermedius (Norman, 1933)
- Etropus longimanus (Norman, 1933)
- Paralichthys brasiliensis (Ranzani, 1842) - Linguado-preto
- Paralichthys isosceles (Jordan, 1891)
- Paralichthys orbignyanus (Valenciennes, 1839)
- Paralichthys patagonicus (Jordan, 1889)
- Paralichthys triocellatus (Miranda-Ribeiro, 1903)
- Syacium micrurum (Ranzani, 1842)
- Syacium papillosum (Linnaeus, 1758)
- Xystreurys rasile (Jordan, 1891)

Família Pleuronectidae
- Oncopterus darwinii (Steindachner, 1874)

Família Achiridae
- Achirus achirus (Linnaeus, 1758)
- Achirus declivis (Chabanaud, 1940)
- Achirus lineatus (Linnaeus, 1758) - Linguado-de-água-doce
- Achirus mucuri (Ramos, Ramos & Lopes, 2009)
- Apionichthys dumerili (Kaup, 1858)
- Apionichthys menezesi[5] (Ramos, 2003)
- Apionichthys rosai[5] (Ramos, 2003)
- Apionichthys seripierriae[5] (Ramos, 2003)
- Catathyridium jenynsii (Günther, 1862)
- Gymnachirus nudus (Kaup, 1858) - Linguado-zebra
- Hypoclinemus mentalis (Günther, 1862)
- Pnictes asphyxiatus (Jordan, 1889)
- Trinectes fimbriatus (Günther, 1862)
- Trinectes maculatus (Bloch & Schneider, 1801) - Aramaçã
- Trinectes paulistanus (Miranda-Ribeiro, 1915)

Família Cynoglossidae
- Symphurus diomedeanus (Goode & Bean, 1885)
- Symphurus ginsburgi (Menezes & Benvegnú, 1976)
- Symphurus jenynsi (Evermann & Kendall, 1906)
- Symphurus kyaropterygium (Menezes & Benvegnú, 1976)
- Symphurus marginatus (Goode & Bean, 1886)
- Symphurus oculellus (Munroe, 1991)
- Symphurus plagusia (Bloch & Schneider, 1801)
- Symphurus rhytisma (Böhlke, 1961)
- Symphurus tessellatus (Quoy & Gaimard, 1824)
- Symphurus trewavasae (Chabanaud, 1948)

### Scombriformes
Família Caristiidae
- Paracaristius nudarcus (Stevenson & Kenaley, 2011)
- Platyberyx andriashevi (Kukuev, Parin & Trunov, 2012)
- Platyberyx paucus (Stevenson & Kenaley, 2013)
- Platyberyx pietschi (Stevenson & Kenaley, 2013)

### Tetraodontiformes

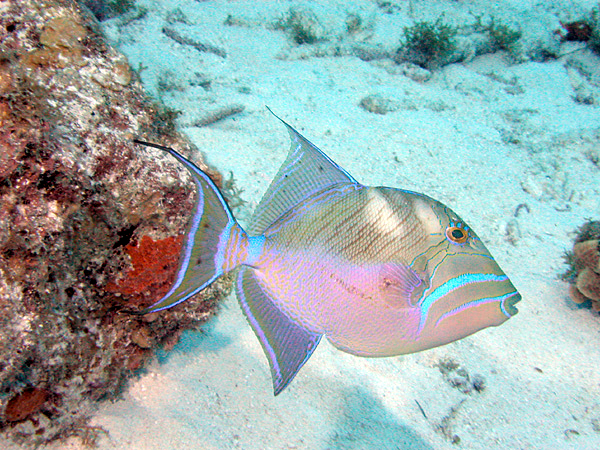
Cangulo-rei

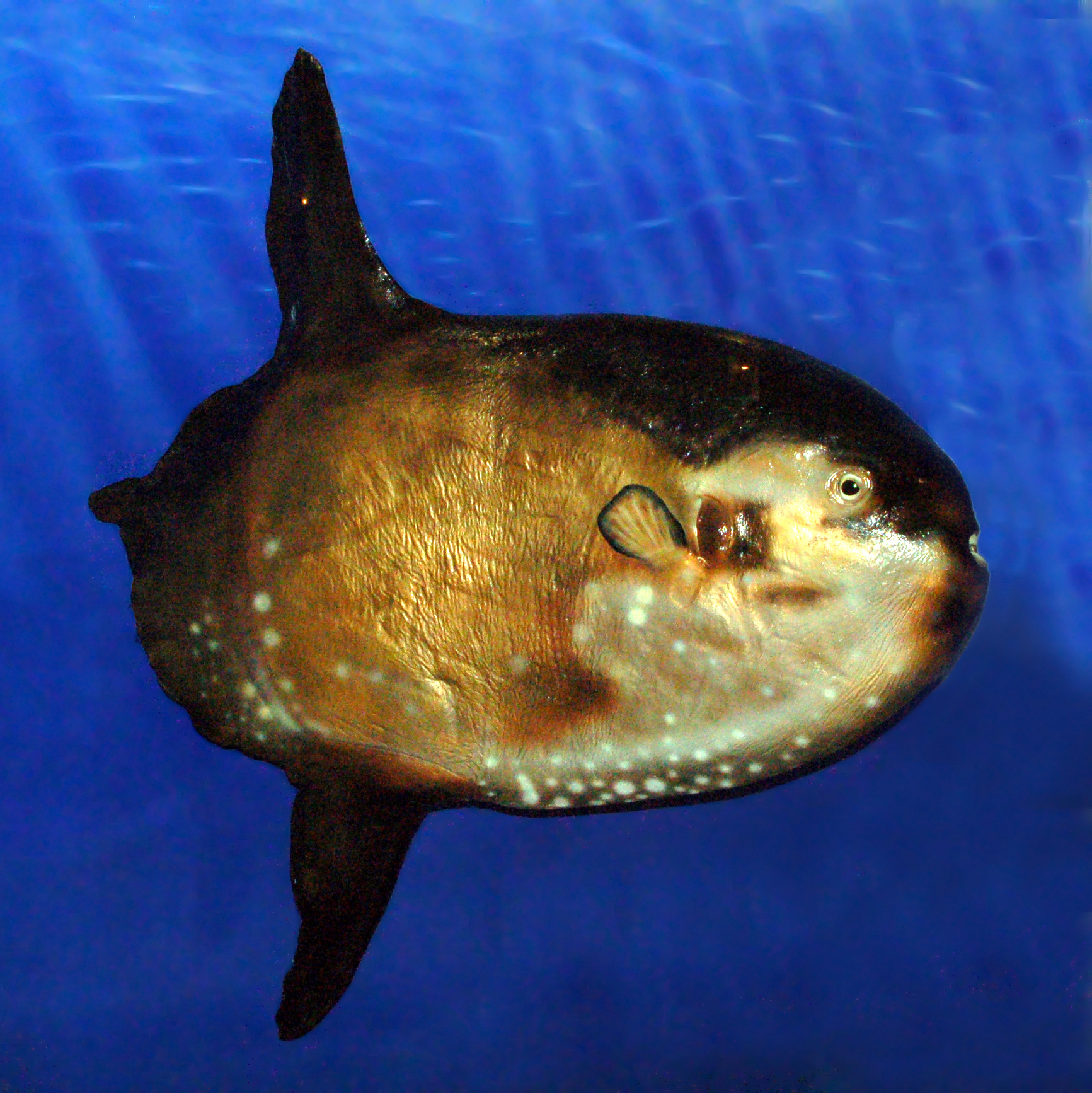
Peixe-lua-rabudo

Família Balistidae
- Balistes capriscus[4] (Gmelin, 1789) - Cangulo-branco
- Balistes vetula[4] (Linnaeus, 1758) - Cangulo-rei
- Canthidermis maculata (Bloch, 1786) - Cangulo-manchado
- Canthidermis sufflamen (Mitchill, 1815) - Cangulo
- Melichthys niger (Bloch, 1786) - Cangulo-negro
- Xanthichthys ringens (Linnaeus, 1758) - Gatilho-preto

Família Monacanthidae

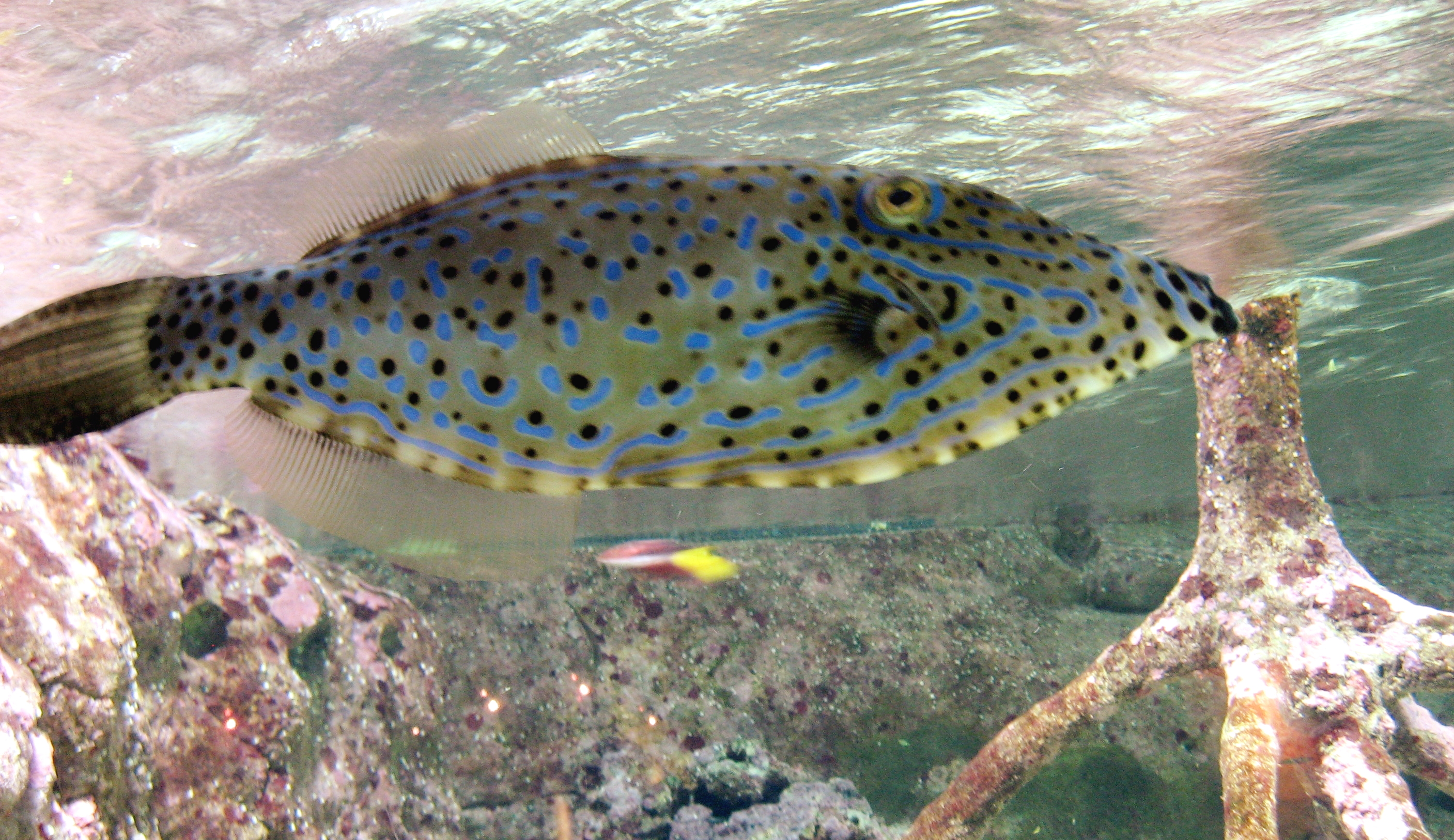
Cangulo-pavão

- Aluterus heudelotii (Hollard, 1855)
- Aluterus monoceros[4] (Linnaeus, 1758)
- Aluterus schoepfii (Walbaum, 1792) - Raquete-laranja
- Aluterus scriptus[4] (Osbeck, 1765) - Cangulo-pavão
- Cantherhines macrocerus[4] (Hollard, 1853) - Peixe-porco-de-pintas-brancas
- Cantherhines pullus (Ranzani, 1842) - Porco-pintado
- Monacanthus ciliatus (Mitchill, 1818)
- Stephanolepis hispidus[10] (Linnaeus, 1766) - Porquinho-de-fronte-reta
- Stephanolepis setifer (Bennett, 1831) - Porquinho-de-penacho

Família Triacanthodidae
- Hollardia hollardi (Poey, 1861)
- Hollardia meadi (Tyler, 1966)

Família Ostraciidae

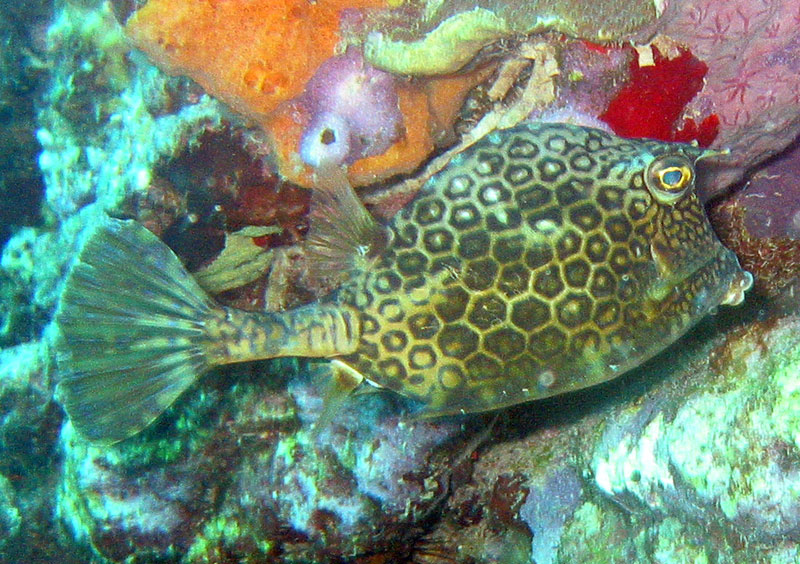
Peixe-cofre-colméia

- Acanthostracion polygonius (Poey, 1876) - Peixe-cofre-colméia
- Acanthostracion quadricornis (Linnaeus, 1758) - Peixe-cofre-riscado
- Lactophrys bicaudalis (Linnaeus, 1758)
- Lactophrys trigonus (Linnaeus, 1758) - Baiacu-cofre
- Lactophrys triqueter (Linnaeus, 1758)

Família Tetraodontidae

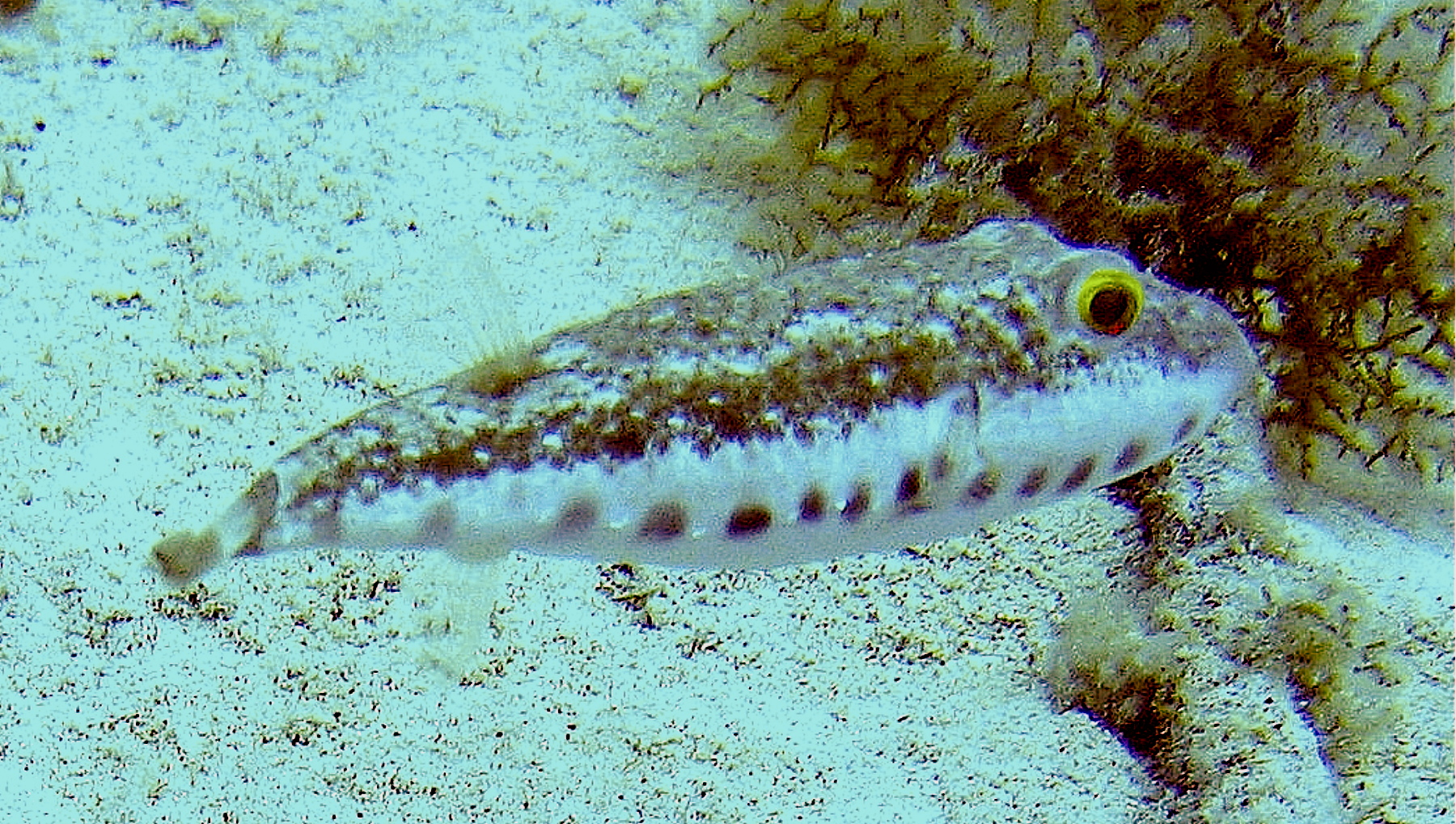
Baiacu-pinima

- Canthigaster figueiredoi (Moura & Castro, 2002) - Baiacu-de-recife
- Canthigaster rostrata (Bloch, 1786)
- Colomesus asellus (Müller & Troschel, 1849) - Baiacu-papagaio
- Colomesus psittacus (Bloch & Schneider, 1801) - Baiacu-amazônico
- Lagocephalus guntheri (Miranda-Ribeiro, 1915)
- Lagocephalus laevigatus (Linnaeus, 1766) - Baiacu-arara
- Sphoeroides greeleyi (Gilbert, 1900) - Baiacu-verde
- Sphoeroides marmoratus (Lowe, 1838)
- Sphoeroides nephelus (Goode & Bean, 1882)
- Sphoeroides pachygaster[10] (Müller & Troschel in Schomburgk, 1848)
- Sphoeroides spengleri (Bloch, 1785) - Baiacu-pinima
- Sphoeroides testudineus (Linnaeus, 1758) - Baiacu-pintado
- Sphoeroides tyleri (Shipp, 1972)

Família Diodontidae

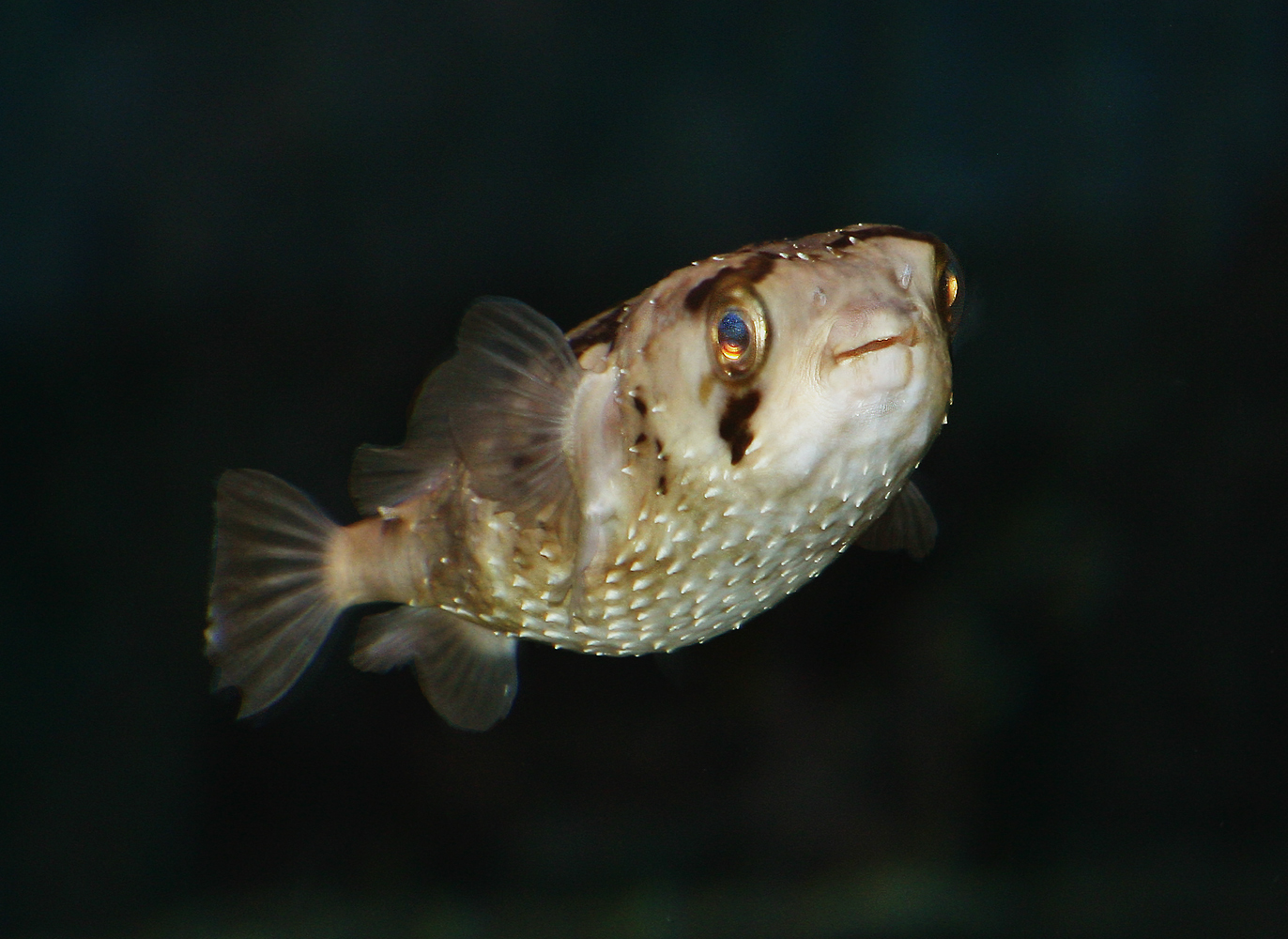
Baiacu-de-espinho-manchado

- Chilomycterus antennatus (Cuvier, 1816) - Baiacu-de-espinho-antenado
- Chilomycterus antillarum (Jordan & Rutter, 1897) - Baiacu-de-espinho-rendado
- Chilomycterus atringa (Linnaeus, 1758) - Baiacu-de-espinho-pintado
- Chilomycterus schoepfii (Walbaum, 1792) - Baiacu-de-espinho-listrado
- Chilomycterus spinosus[10] (Linnaeus, 1758) - Baiacu-de-espinho-brasileiro
- Diodon eydouxii (Brisout de Barneville, 1846) - Peixe-ouriço
- Diodon holocanthus (Linnaeus, 1758) - Baiacu-de-espinho-manchado
- Diodon hystrix[2] (Linnaeus, 1758) - Baiacu-do-pacífico

Família Molidae
- Masturus lanceolatus[2] (Liénard, 1840) - Peixe-lua-rabudo
- Mola mola (Linnaeus, 1758) - Peixe-lua
- Ranzania laevis (Pennant, 1776) - Peixe-lua-comprido